# Liste von Eisenbahnunfällen in Deutschland
Die Liste von Eisenbahnunfällen in Deutschland enthält eine chronologische Auflistung von Unfällen  bei den deutschen Eisenbahnen, bei denen der Verlust von Menschenleben zu beklagen war, erheblicher Schaden verursacht wurde oder die aus anderen Gründen erwähnenswert sind.
Die Eisenbahn gilt im Vergleich zum Straßenverkehr als sehr sicher, doch auch hier lassen sich Unfälle nicht ausschließen. Die Zugbeeinflussung Indusi wurde ab 1934 in Deutschland eingeführt, um Kollisionen zu vermeiden. Kriegsbedingter Mehrverkehr und erschwerte Betriebsbedingungen führten zu vermehrten Eisenbahnunfällen während der beiden Weltkriege. Mit dem Aufkommen von Reisezugwagen in Ganzstahlbauweise nach dem Zweiten Weltkrieg sind die Passagiere bei Zusammenstößen wesentlich besser geschützt als in den Wagen mit Holzaufbauten. Allerdings verkehren Züge mit zunehmend höheren Höchstgeschwindigkeiten, wodurch sich die Aufprallenergien quadratisch erhöhen.
Die Bundesstelle für Eisenbahnunfalluntersuchung (BEU) veröffentlicht für Ereignisse ab dem Jahr 2000 die Ergebnisse der Unfalluntersuchungen online auf ihrer Internetseite.

## 19. Jahrhundert

### Vor 1881
- 9. September 1844 – Jerxheim, Braunschweig: Beim Eisenbahnunfall von Jerxheim entgleiste zwischen den Bahnhöfen Jerxheim und Neuwegersleben auf der Bahnstrecke Braunschweig–Oschersleben ein Personenzug. Es gab mehrere Verletzte. Der Eisenbahnunfall war der erste in Deutschland, bei dem Reisende verletzt wurden.[1]
- 2. Januar 1846 – Leimen-St. Ilgen, Baden: Beim Eisenbahnunfall von St. Ilgen stießen auf der Bahnstrecke Mannheim–Karlsruhe zwei Züge zusammen. Ein Mensch starb, 16 weitere wurden verletzt.

Eisenbahnunfälle im Bahnhof Mainspitze in Frankfurt am Main am 16. August 1846

- 16. August 1846 – Frankfurt-Sachsenhausen, Freie Stadt Frankfurt: Bei den Eisenbahnunfällen im Bahnhof Mainspitze in Frankfurt am Main überfuhren nacheinander zwei Züge das Streckenende, weil sich die Lokomotivführer verbremst hatten. Einer fuhr in die anschließende Brückenbaustelle. Die Lokomotive und einige Wagen stürzten ab. Der Heizer wurde getötet und ein Fahrgast verletzt.
- 23. September 1848 – Weinheim, Baden: Beim Eisenbahnunfall von Weinheim beschädigten Revolutionäre den Oberbau, wodurch ein Zug entgleiste.
- 21. Januar 1851 – Avenwedde, Provinz Westfalen, Preußen: Beim Eisenbahnunfall von Avenwedde entgleiste die Dampflokomotive eines Schnellzugs, stürzte einen Bahndamm hinab und riss die folgenden vier Wagen mit sich, die ebenfalls entgleisten. Mindestens drei Personen wurden getötet sowie der mitreisende Prinz Friedrich Wilhelm von Preußen und sieben weitere Personen verletzt.
- 28. Oktober 1863 – Frankenstein, Pfalz, Bayern: Beim Eisenbahnunfall von Frankenstein fuhr ein Personenzug auf einen anfahrenden Güterzug auf. Am Ende des Güterzugs war ein Packwagen eingereiht, in dem 50 Arbeiter mitfuhren. Sieben Menschen starben.
- November 1869 – Förnbach, Bayern: Durch Funkenflug von einer Dampflokomotive entstand in Förnbach (Bahnstrecke München–Treuchtlingen) ein Großbrand. Acht Wohnhäuser und eine Reihe von Wirtschaftsgebäuden wurden zerstört.[2]
- 30. Mai 1870 (oder kurz zuvor) – Murg, Baden: Eine einzeln auf der Hochrheinbahn fahrende Lokomotive fuhr von hinten ungebremst in den Personenzug Nr. 22, der in Murg gehalten hatte, und zertrümmerte dessen letzte drei Wagen. Die Quelle vermutet, dass der Lokomotivführer betrunken war. Eine Frau starb, 28 Menschen wurden darüber hinaus verletzt, acht davon schwer.[3]
- 21. Juni 1871 – Rackwitz, Sachsen: Beim Eisenbahnunfall von Rackwitz stießen auf der Bahnstrecke Trebnitz–Leipzig ein Personenzug und eine Lokomotive zusammen. 19 Menschen starben, 56 weitere wurden verletzt.
- 1876 – Weidenthal, Pfalz, Bayern: Bei einem Eisenbahnunfall starb ein Mensch, darüber hinaus wurden mehrere verletzt.[4][5]
- 13. März 1876 – Lutterbach, Elsaß-Lothringen: Bei der Überfahrt eines Personenzugs über die Doller-Brücke bei Lutterbach sank ein durch Hochwasser unterspülter Brückenpfeiler ein. Es kam zum Eisenbahnunfall von Lutterbach: Lokomotive und die drei ersten Wagen stürzten in den Fluss. Ein Mensch starb.

### 1881–1890

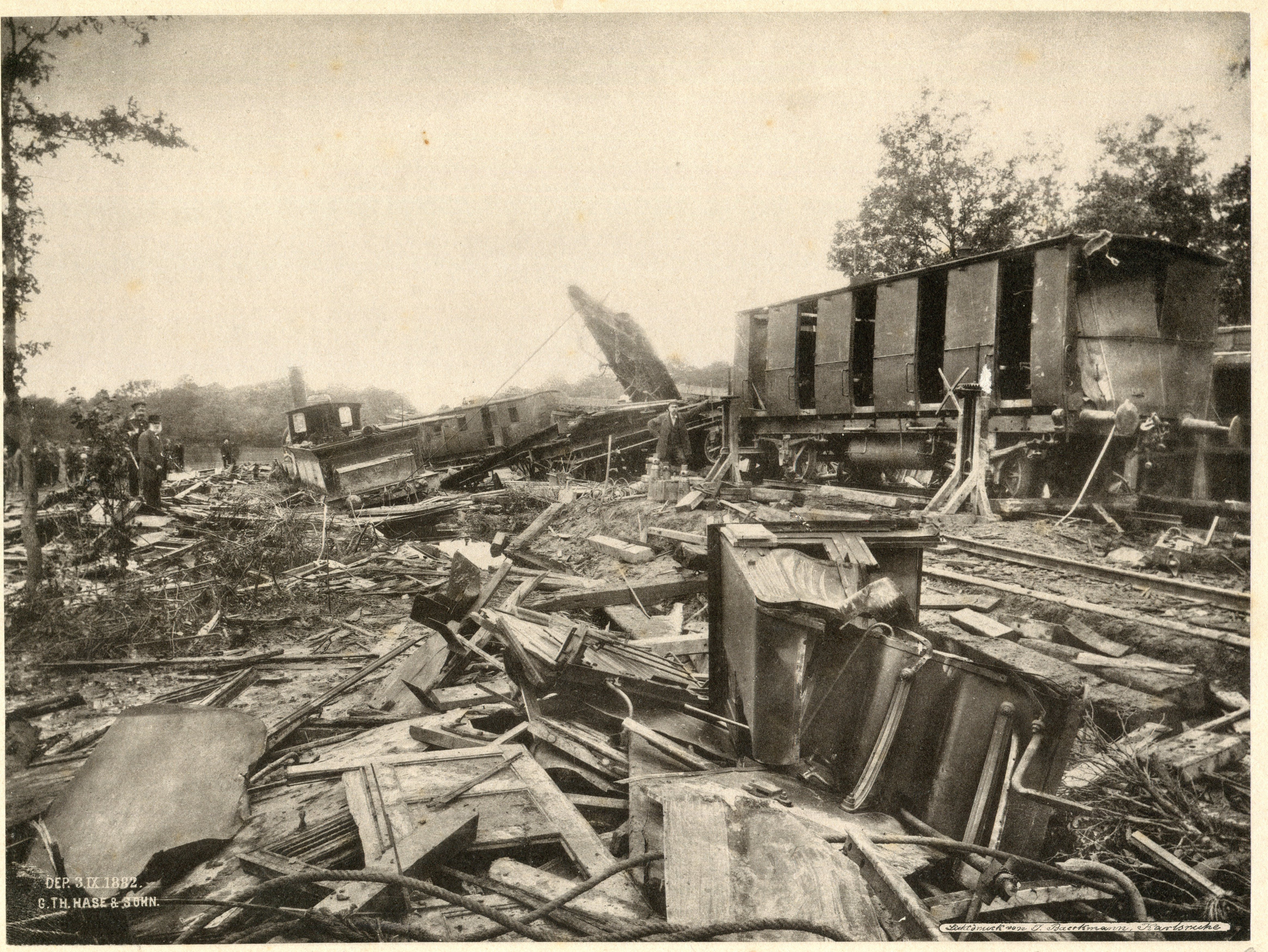
Der Unfall bei Hugstetten 1882 wurde durch unzureichendes Bremsen verursacht

- 30. Mai 1882 – Heidelberg: Zusammenstoß des verspäteten Zuges Heidelberg-Mannheim mit dem Karlsruhe-Heidelberg Zug, da beide auf demselben Gleis fuhren. Mindestens 8 Tote und 47 Schwerverletzte.[6]
- 3. September 1882 – Hugstetten, Baden: Beim Eisenbahnunfall bei Hugstetten auf der Breisacher Bahn konnte ein Zug nicht mehr gebremst werden, so dass er entgleiste. Mit 64 Todesopfern war dies der schwerste Eisenbahnunfall in den ersten 100 Jahren deutscher Eisenbahngeschichte.
- 2. September 1883 – Steglitz bei Berlin, Preußen: Beim Eisenbahnunfall von Steglitz überschritt eine Menschenmenge ein Gleis, auf dem im gleichen Moment ein Eilzug von Berlin nach Magdeburg durchfuhr. Mindestens 39 Menschen starben.
- 14. November 1884 – Hanau, Provinz Hessen-Nassau, Preußen: Beim Eisenbahnunfall von Hanau fuhr wegen einer unterlassenen telegrafischen Zugmeldung ein Personenzug auf einen Güterzug auf. Ein in der Gegenrichtung verkehrender Güterzug fuhr danach in die Trümmer hinein. 22 Menschen starben, 26 wurden verletzt.
- 1. Juli 1886 – Würzburg, Bayern: Beim Eisenbahnunfall von Würzburg stießen zwischen Schweinfurt und Würzburg aufgrund unzureichender Verständigung zwischen dem Fahrdienstleiter und einem Weichensteller zwei Züge frontal zusammen. 18 Menschen starben.
- 7. Juli 1889 – Röhrmoos, Bayern: Beim Eisenbahnunfall von Röhrmoos geriet im Bahnhof Röhrmoos an der Strecke München–Ingolstadt bei einer außerplanmäßigen Kreuzung ein durchfahrender Schnellzug auf ein Stumpfgleis und stieß auf eine Gruppe abgestellter Güterwagen. Zehn Personen wurden getötet, weitere fünf schwer und 19 leicht verletzt.[7] Nach dem Abstellen der Güterwagen war die Weiche nicht zurückgestellt worden.
- 1. Oktober 1889 – Dachswald, Vaihingen a.d.F., Württemberg: beim Eisenbahnunfall in Vaihingen prallte ein Zug aus Vaihingen kommender Zug mit einer von Stuttgart entgegenkommenden Schiebelokomotive zusammen. Acht Personen wurden getötet, 43 Personen verletzt.
- 9. April 1890 – Frankfurt am Main, Preußen: Ein mit Arbeitern aus Mörfelden-Walldorf besetzter Zug entgleiste am frühen Morgen nahe dem Bahnhof Goldstein (heute: Frankfurt am Main Stadion), mehrere Wagen stürzten um und verkeilten sich. Dabei starben 2 Fahrgäste, 68 Personen wurden darüber hinaus verletzt, davon 18 schwer.[8]

### 1891–1900
- 22. Mai 1891 – Kirchlengern, Provinz Westfalen, Preußen: Beim Eisenbahnunfall von Kirchlengern stieß ein Personenzug mit einem Zirkuszug zusammen. Vier Menschen starben, 15 weitere wurden verletzt.
- 18. Oktober 1891 – Kohlfurt bei Görlitz, Preußen: Eine Rangierlokomotive fuhr einem Schnellzug in die Flanke. Acht Menschen starben, sechs weitere wurden schwer verletzt.[9][10]
- 12. Juni 1893 – Courcelles-sur-Nied, Elsaß-Lothringen: Frontalzusammenstoß eines Güterzuges, der nach Saarburg unterwegs war, mit dem Personenzug 159 von Saarbrücken nach Metz auf der Bahnstrecke Réding–Metz-Ville zwischen Courcelles-sur-Nied und Peltre. Der Lokomotivführer des Güterzuges starb bei dem Unfall.[11]
- 19. September 1895 – Oederan, Sachsen: Beim Eisenbahnunfall von Oederan auf der Bahnstrecke Dresden–Chemnitz stießen ein Militärzug und ein Personenzug zusammen. Zehn Menschen starben, sechs wurden verletzt.
- 18. Mai 1897 – Pelm, Rheinprovinz, Preußen: Der Eisenbahnunfall von Pelm auf der Eifelstrecke wurde durch eine Zugtrennung verursacht. Der vordere Zugteil wurde daraufhin in Pelm angehalten. Die abgetrennten Wagen fuhren mit der Schiebelokomotive langsamer weiter und prallten im Nebel auf den stehenden Zugteil auf. Zehn Menschen starben bei dem Unfall, 40 wurden verletzt.
- 14. August 1897 – Eschede, Provinz Hannover, Preußen: Auf der Bahnstrecke Hannover–Hamburg entgleiste der Durchgangszug D 73 aufgrund einer Gleisverwerfung, die durch einen heruntergefallenen Kuppelbaum verursacht wurde. Drei Menschen starben dabei, 17 wurden darüber hinaus verletzt, sechs von ihnen schwer.[12]
- 13./14. September 1899 – Rohrbach, Bayern: Bei starkem Hochwasser wurde der Mittelpfeiler einer Brücke über die Isen fortgespült. Als ein Personenzug die Flutbrücke befuhr, stürzte diese schließlich ein und riss den gesamten Zug ins Wasser. Nur durch Glück befanden sich keine Reisenden in dem Zug. Sechs Eisenbahner kamen ums Leben.[13]
- 4. Januar 1900 – Bischweiler, Elsaß-Lothringen: Auffahrunfall des D 76 von Berlin nach Basel auf einen haltenden Güterzug. Dessen letzter, mit 40 m3 Spiritus beladener Kesselwagen, explodierte. Bei diesem Eisenbahnunfall von Bischweiler starben vier Menschen.
- 15. Mai 1900 – Demmin, Provinz Pommern, Preußen: Während Bauarbeiten an einer Eisenbahnbrücke über die Peene brach diese unter der Last des Personenzuges 214 zusammen, weil einige Trägerbolzen gelockert worden waren. Lokomotive und Tender stürzten dabei ins Wasser. Der leitende Monteur des beauftragten Unternehmens kam ums Leben, sechs Personen wurden darüber hinaus verletzt.[14][15]
- 7. Oktober 1900 – Schlierbach, Baden: Unfall zwischen den Bahnhöfen Heidelberg Karlstor und Schlierbach mit 9 Toten und 140 Verletzten,[16] da ein Personenzug außerplanmäßig auf freier Strecke zur Beendigung der Fahrkartenkontrolle hielt und ein anderer Personenzug auf diesen auffuhr.[17]

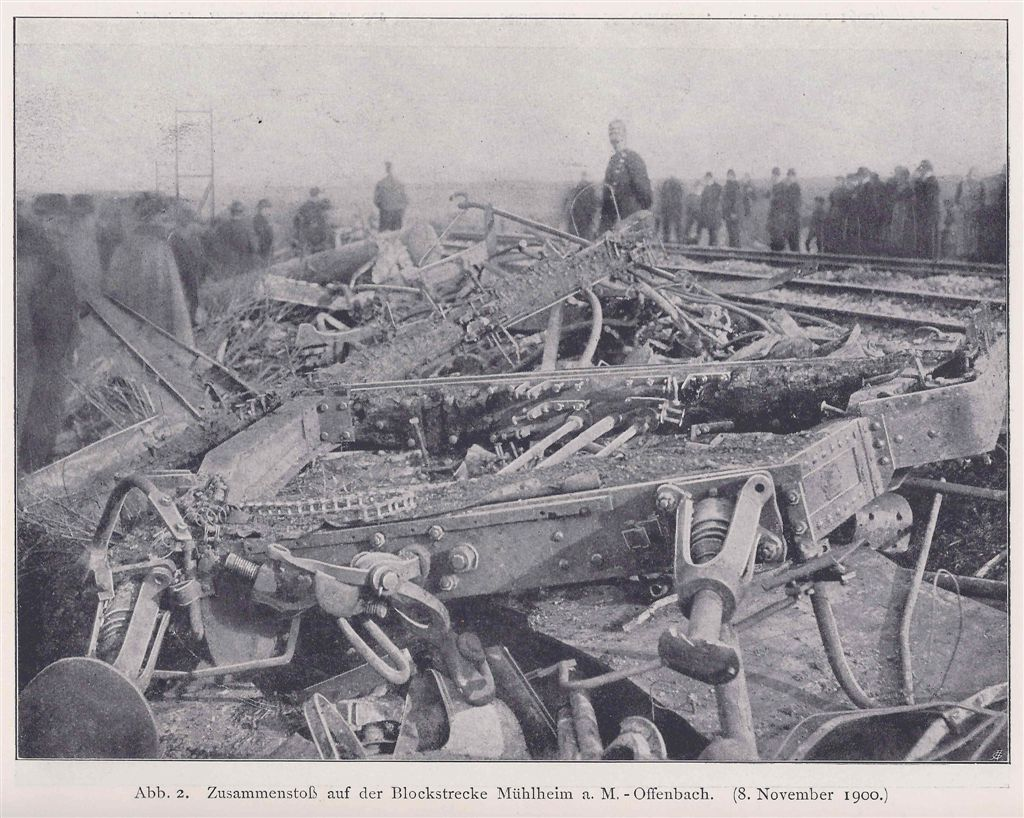
Trümmer des letzten im Jahr 1900 in Mühlheim am Main verunfallten Wagens

- 8. November 1900 – Mühlheim am Main, Hessen: Beim Eisenbahnunfall von Mühlheim am Main fuhr zwischen den Bahnhöfen Mühlheim am Main und Offenbach am Main ein Personenzug auf einen Schnellzug auf. Die Trümmer wurden vom Gas der Beleuchtung entzündet und gerieten in Brand, zwölf Tote und vier Verletzte waren die Folge. Der Unfall beschleunigte die Einführung elektrischen Lichts in Reisezugwagen.

## 20. Jahrhundert

### 1901–1910
- 9. Mai 1901[Anm. 2] – Ludwigshafen, Pfalz, Bayern: Beim Eisenbahnunfall von Ludwigshafen überfuhr eine Lokomotive einen Prellbock, durchbrach die Stirnwand des Kopfbahnhofs und landete im Winterhafen. Eine Tote und zwei Verletzte waren die Folge.
- 28. November 1901 – Horrem (Kerpen), Rheinprovinz, Preußen: Beim Eisenbahn-Attentat bei Horrem entgleiste ein Personenzug von Verviers nach Köln, weil eine ausgewechselte alte Schiene quer über das Gleis gelegt worden war. Der Anschlag forderte vier Tote und drei Schwerverletzte.

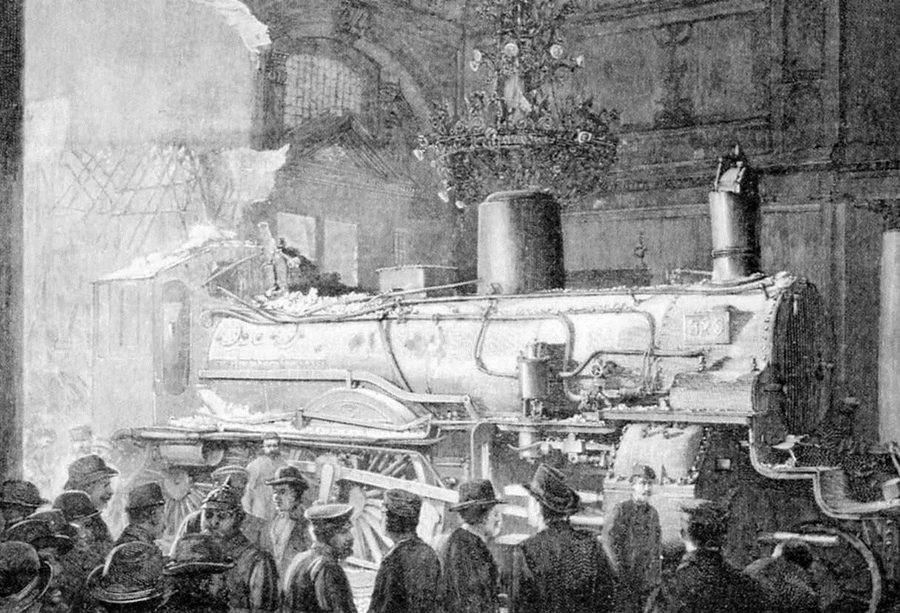
Lokomotive des Oostende-Wien-Express 1901 im Wartesaal des Centralbahnhofs Frankfurt

- 6. Dezember 1901 – Frankfurt am Main, Provinz Hessen-Nassau, Preußen: Beim Eisenbahnunfall im Centralbahnhof Frankfurt überfuhr morgens um 5 Uhr die Lokomotive des Ostende-Wien-Express einen Prellbock und kam erst im Wartesaal zum Stillstand. Verletzt wurde im beinahe leeren Bahnhof niemand.

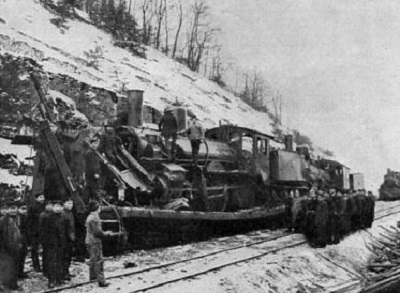
Beschädigte Lokomotiven nach dem Unfall von Altenbeken 1901

- 20. Dezember 1901 – Altenbeken, Provinz Westfalen, Preußen: Der Eisenbahnunfall von Altenbeken auf der Strecke Hamm–Warburg war ein Auffahrunfall, bei dem zwölf Menschen starben. Der Durchgangszug Köln–Berlin überfuhr auf offener Strecke ein entlaufenes Pferd und kam zum Stehen. Ein folgender Personenzug fuhr auf.
- 5. Mai 1902 – Zschortau, Sachsen: Der Eisenbahnunfall von Zschortau wurde durch den Bruch einer Tenderachse am Nachtzug München–Berlin verursacht. Nach der Durchfahrt durch den Bahnhof entgleisten der Tender und drei Personenwagen. Zwei Reisende, darunter der bayrische Reichstagsabgeordnete Johann Friedel, wurden getötet und sieben Personen verletzt.
- 19. November 1902 – Schwarzenfeld, Bayern: Beim Eisenbahnunfall von Schwarzenfeld fuhr der Schnellzug D 21 in der Ausfahrt des Bahnhofs Schwarzenfeld auf der Bahnstrecke Regensburg–Hof auf einen verspäteten Güterzug auf. Dessen letzte vier Wagen wurden zertrümmert, zwei Bremser des Güterzugs starben. Ursache war ein missverstandener telefonischer Befehl des Bahnhofsvorstehers an einen Bahnwärter.
- 29. Mai 1903 – Drebkau, Provinz Brandenburg, Preußen: Beim Eisenbahn-Attentat bei Drebkau entgleiste ein Personenzug auf der Bahnstrecke Großenhain–Cottbus, nachdem ein Betrunkener eine Bahnschwelle quer über das Gleis gelegt hatte. Die Lokomotive und drei folgende Wagen entgleisten, wobei der vorderste Wagen vollständig zertrümmert wurde. Ein Toter und drei Schwerverletzte waren die Folge.

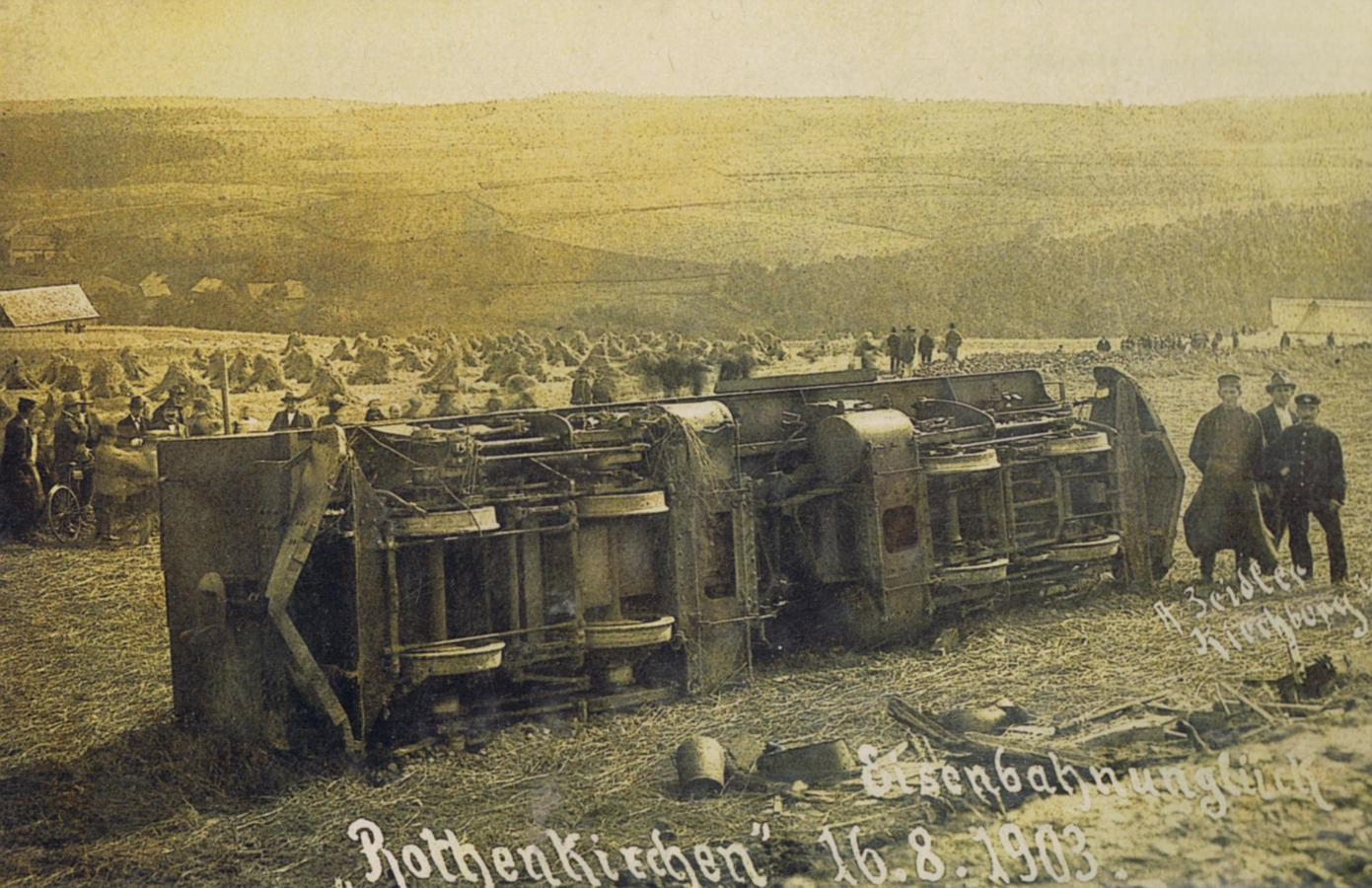
1903 in Rothenkirchen entgleiste Schmalspurlokomotive IV K

- 17. August 1903 – Rothenkirchen, Sachsen: Beim Eisenbahnunfall von Rothenkirchen auf der Schmalspurbahn Wilkau–Haßlau–Carlsfeld entgleisten die Lokomotive und zwölf Personenwagen des Abendzuges von Rothenkirchen nach Wilkau aufgrund überhöhter Geschwindigkeit. Er forderte drei Tote und dreißig Verletzte.
- 2. Dezember 1903 – Herbolzheim, Baden: Beim Eisenbahnunfall von Herbolzheim stieß im Bahnhof Herbolzheim ein Schnellzug frontal in eine Rangierlokomotive. Dabei kam der Heizer des Schnellzuges ums Leben.

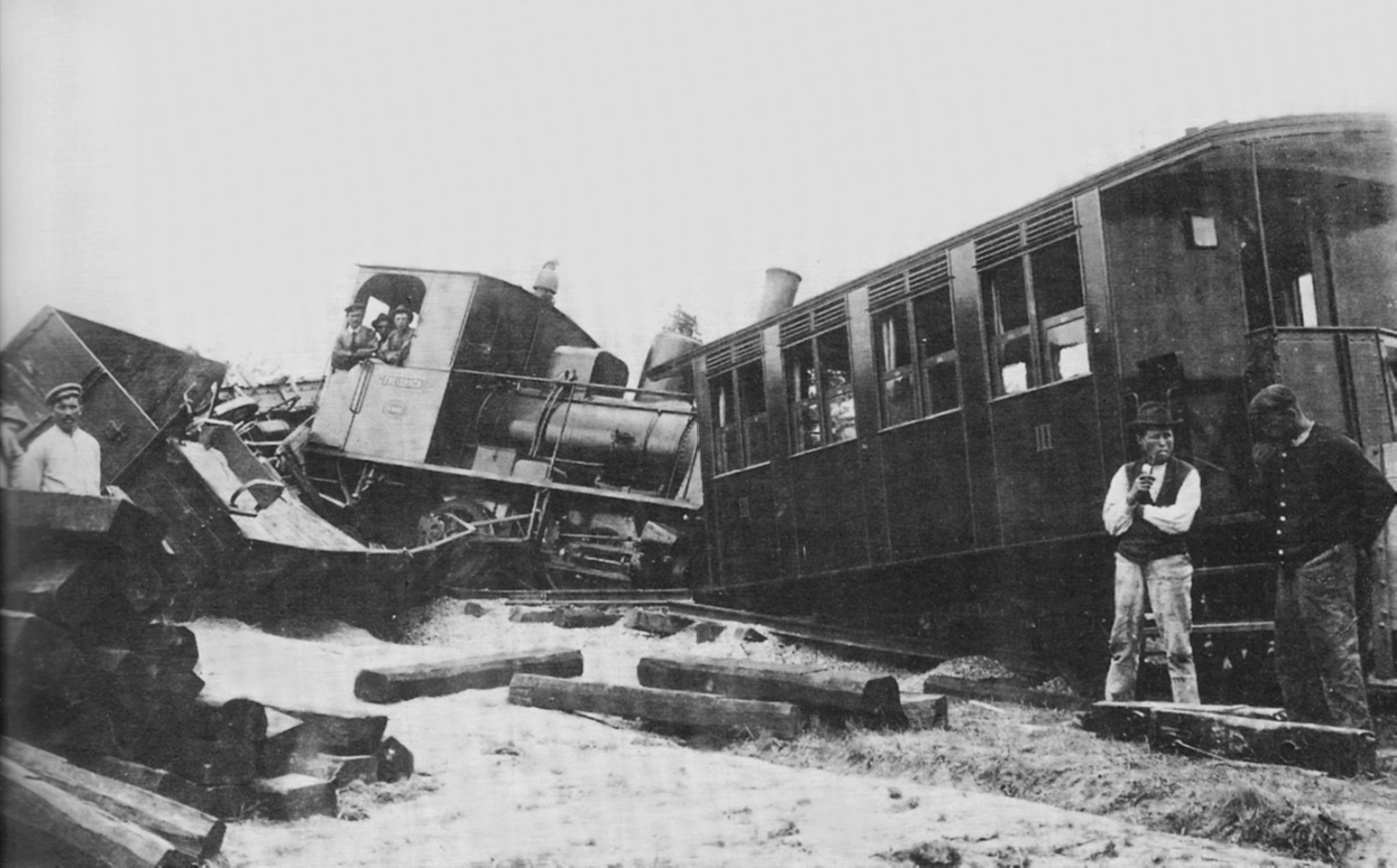
Zugentgleisung 1905 während des Bahnbaus in Schwegenheim

- 25. Mai 1905 – Schwegenheim, Pfalz, Bayern: Beim Eisenbahnunfall bei Schwegenheim auf der damals im Bau befindlichen Lokalbahn Speyer–Neustadt entgleiste ein Materialzug wegen zu hoher Geschwindigkeit. Der Lokomotivführer starb, ein Arbeiter erlitt einen Armbruch.
- 23. Juli 1905 – Altenbeken, Provinz Westfalen, Preußen: Bei dem Eisenbahnunfall im Rehbergtunnel fuhr ein Zug auf in den Rehbergtunnel eingebrochene Erdmassen auf. Der Lokomotivführer starb, 12 weitere Personen wurden verletzt.[18]
- 4. August 1905 – Ingolstadt, Bayern: Der Schnellzug D 94 Köln–München entgleiste im Nordbahnhof, als er mit deutlich überhöhter Geschwindigkeit eine Weiche befuhr. Lokführer und Heizer kamen ums Leben, 20 weitere Personen wurden verletzt. Der Lokführer ging aufgrund eines defekten Vorsignals fälschlicherweise davon aus, dass er die Strecke mit unverminderter Geschwindigkeit befahren könne.[19]
- 7. August 1905 – Spremberg, Provinz Brandenburg, Preußen: Der Eisenbahnunfall von Spremberg war ein Frontalzusammenstoß des Schnellzug Berlin–Hirschberg (heute Jelenia Góra, Polen) mit seinem Gegenzug nach einem Fehler eines unter Alkoholeinfluss stehenden Fahrdienstleiters. 19 Menschen starben. Noch im selben Jahr wurde der Alkoholgenuss im Dienst verboten.
- 28. September 1905 – Wingen, Elsaß-Lothringen: Frontalzusammenstoß zweier Güterzüge in dichtem Nebel. Einer der Lokomotivführer kam dabei ums Leben.[20]
- 14. November 1905 – Straßburg, Elsaß-Lothringen: Bei der Einfahrt nach Straßburg entgleisten eine Reihe von Wagen eines Güterzuges, von denen auch einige im Lichtraumprofil des Gleises der Gegenrichtung zum Stehen kamen. Dort verkehrte kurz darauf ein Personenzug und es kam zum Zusammenstoß. Ein Reisender starb.[21]
- 1. Mai 1906 – Regenstauf, Bayern: Beim Eisenbahnunfall von Regenstauf fuhr der Zug D 21 durch eine falsch gestellte Weiche auf einen Güterzug auf, den er eigentlich überholen sollte. Prominenter Fahrgast des Zuges war Thomas Mann, der das Geschehen in der Erzählung Das Eisenbahnunglück verarbeitete.
- 31. Oktober 1906 – Rabishau, Schlesien: Zwei Güterzüge kollidierten bei Rabischau auf der Schlesischen Gebirgsbahn.
- 29. oder 30. Dezember 1906 – Kalscheuren, Rheinprovinz, Preußen: Der Wien-Ostende-Express fuhr auf einen Güterzug auf, weil der Lokomotivführer wegen Nebels ein „Halt“ zeigendes Signal überfuhr.[22]
- 30. Dezember 1906 – Ottersberg, Provinz Hannover, Preußen: Der Nachtschnellzug Hamburg–Köln fuhr bei dem Eisenbahnunfall von Ottersberg auf einen rangierenden Güterzug auf, weil der Lokomotivführer wegen Nebels ein „Halt“ zeigendes Signal überfuhr.
- 1. Mai 1907 – Spandau, Provinz Brandenburg, Preußen: Beim Zusammenprall eines Güterzuges mit einem Triebwagen der Spandauer Straßenbahn kamen zwei Fahrgäste ums Leben, der Triebwagen wurde völlig zertrümmert und später wieder aufgebaut.[23]
- 12. Mai 1907 – Ebensfeld, Oberfranken, Bayern: Der Durchgangszug D 40 Berlin-München entgleiste auf dem Streckenabschnitt zwischen Bad Staffelstein und Ebensfeld aufgrund von Gleisverwerfungen durch die außergewöhnliche Hitze an diesem Tag vollständig. Der Sachschaden war hoch; es gab jedoch weder Verletzte noch Tote zu beklagen.[24]
- 3. September 1907 – Rehfelde, Provinz Brandenburg, Preußen: Beim Eisenbahn-Attentat bei Rehfelde entgleiste der Schnellzug Insterburg–Berlin, nachdem ein Unbekannter Schienenschrauben gelöst hatte. Ausströmendes Gas entzündete sich im Speisewagen, der vollständig ausbrannte. Ein Reisender verbrannte, acht Menschen wurden verletzt.
- 31. Oktober 1907 – Brohltalbahn, Rheinprovinz, Preußen: Beim Eisenbahnunfall von Oberzissen entgleiste ein zu Tal fahrender Güterzug mit Personenbeförderung und stürzte einen Bahndamm hinab. Fünf Menschen starben, sechs wurden schwer verletzt.

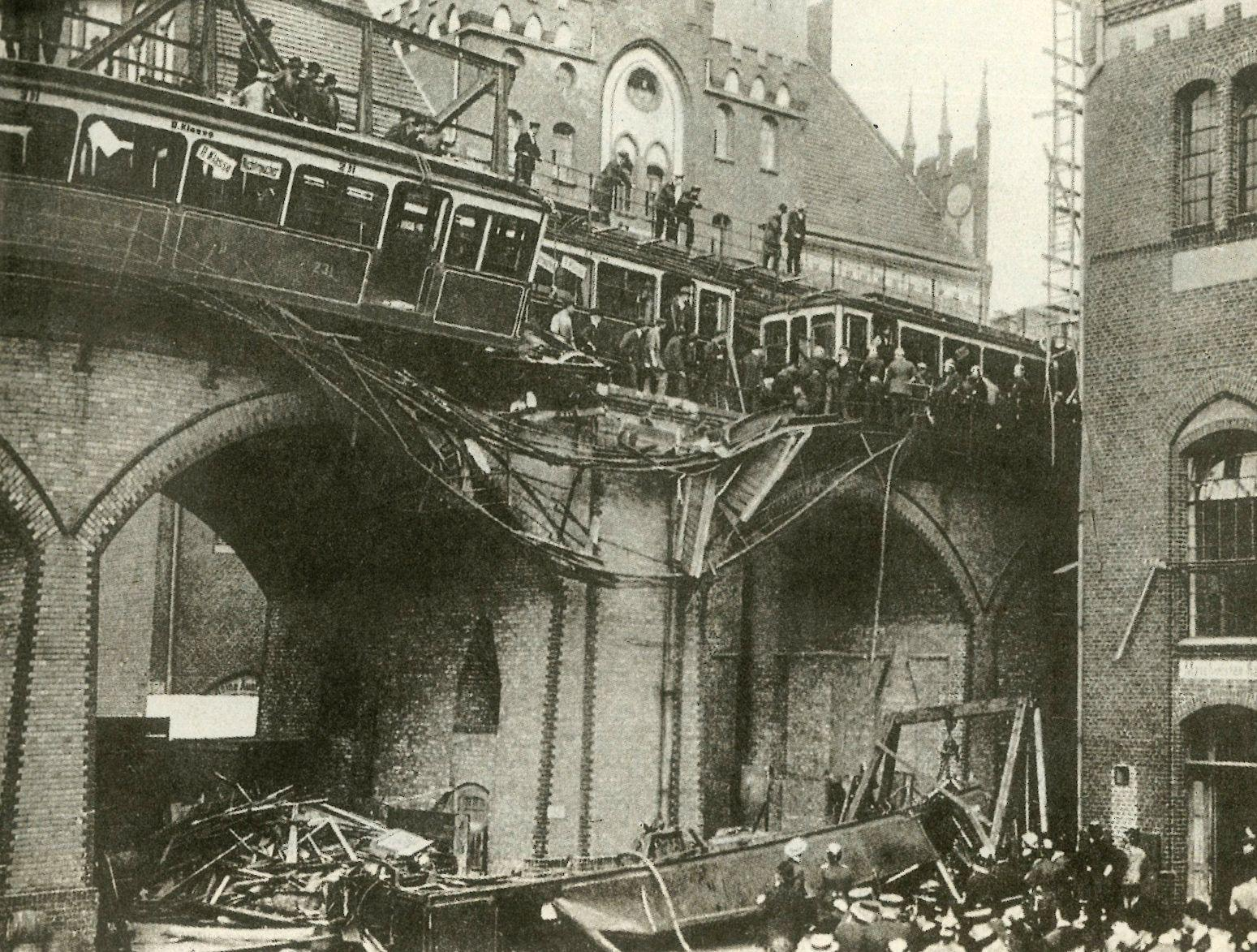
Nach der Kollision zweier Hochbahnzüge in Berlin 1908 am Knotenpunkt Gleisdreieck stürzte ein Waggon nach unten

- 26. September 1908 – Berlin-Kreuzberg, Preußen: Beim U-Bahn-Unfall am Gleisdreieck kam es wegen Missachtung eines Signals am U-Bahnhof Gleisdreieck zu einer Flankenfahrt zweier Züge. Ein Wagen stürzte aus acht Metern Höhe auf den darunterliegenden Platz. 17 Menschen starben und 18 wurden schwer verletzt.

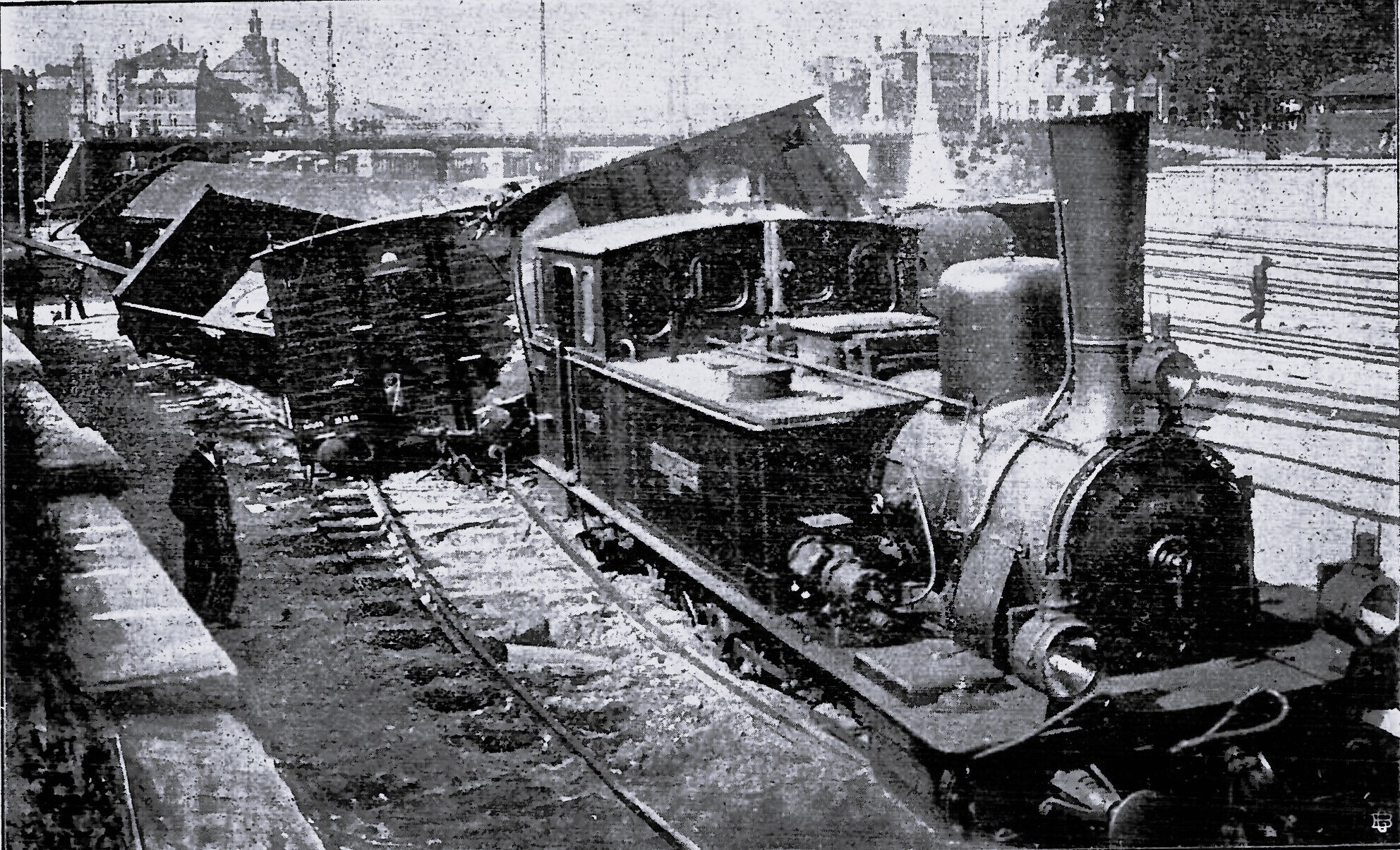
Entgleisung in Lübeck Hauptbahnhof am 29. Mai 1908

- 29. Mai 1908 – Lübeck Hauptbahnhof, Hansestadt Lübeck: Ein den Bahnhof durchfahrender Güterzug der Eutin-Lübecker Eisenbahn entgleiste mit den beiden führenden Lokomotiven und 11 Wagen. Es entstand erheblicher Sachschaden.

- 28. Oktober 1908 – Stuttgart, Württemberg: Beim Eisenbahnunfall von Stuttgart überfuhr der verspätete D 38 von Berlin nach Zürich den Prellbock und kam erst im Bahnpostbüro zum Stehen. Dort wurde ein Mitarbeiter verletzt.
- 13. Mai 1909 – Herrlisheim-près-Colmar, Elsaß-Lothringen: Beim Eisenbahnunfall von Herrlisheim kam es zu einem Kesselzerknall bei der Lokomotive eines Güterzugs, der entgleiste. Der in der Gegenrichtung verkehrender Schnellzug von Basel nach Amsterdam fuhr in die entgleisten Wagen des Güterzugs hinein und entgleiste ebenfalls. Durch austretendes Gas der Gasbeleuchtung des Schnellzugs entflammten die Trümmer beider Züge. Sechs Menschen starben.
- 28. Oktober 1909 – Züllichau, Provinz Brandenburg, Preußen (heute Sulechów, Polen): Beim Eisenbahnunfall von Züllichau befuhr der Güterzug 540 die Strecke Züllichau–Wollstein (Wolsztyn) und erfasste auf einem Bahnübergang ein Auto. Es ist der früheste in der Literatur dokumentierte Zusammenstoß zwischen einem Kraftfahrzeug und einem Zug mit Todesopfern.
- 30. März 1910 – Köln-Mülheim, Rheinprovinz, Preußen: Beim Eisenbahnunfall von Köln-Mülheim stießen ein Militärzug und ein Lloyd-Express zusammen. 22 Menschen starben, 56 wurden verletzt.[25]

### 1911–1920
- 17. Juli 1911 – Müllheim, Baden: Beim Eisenbahnunfall von Müllheim fuhr der Durchgangszug D 9 von Mailand nach Berlin mit stark überhöhter Geschwindigkeit in eine Baustelle im Bahnhof Müllheim und entgleiste, weil der Lokomotivführer vorher größere Mengen Wein und Bier getrunken hatte. 14 Tote und 32 zum Teil schwer Verletzte waren die Folge.
- 19. Juni 1912 – Gaschwitz in Sachsen: Eisenbahnunfall von Gaschwitz: Durch Signalmissachtung (Haltesignal) Flankenfahrt des P 214 mit P 2599. Drei Personen starben und 19 wurden zum Teil schwerst verletzt sowie drei leicht verletzt.[26]

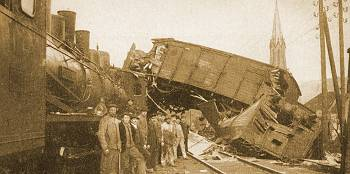
Eisenbahnunfall in Weidenthal, 1912

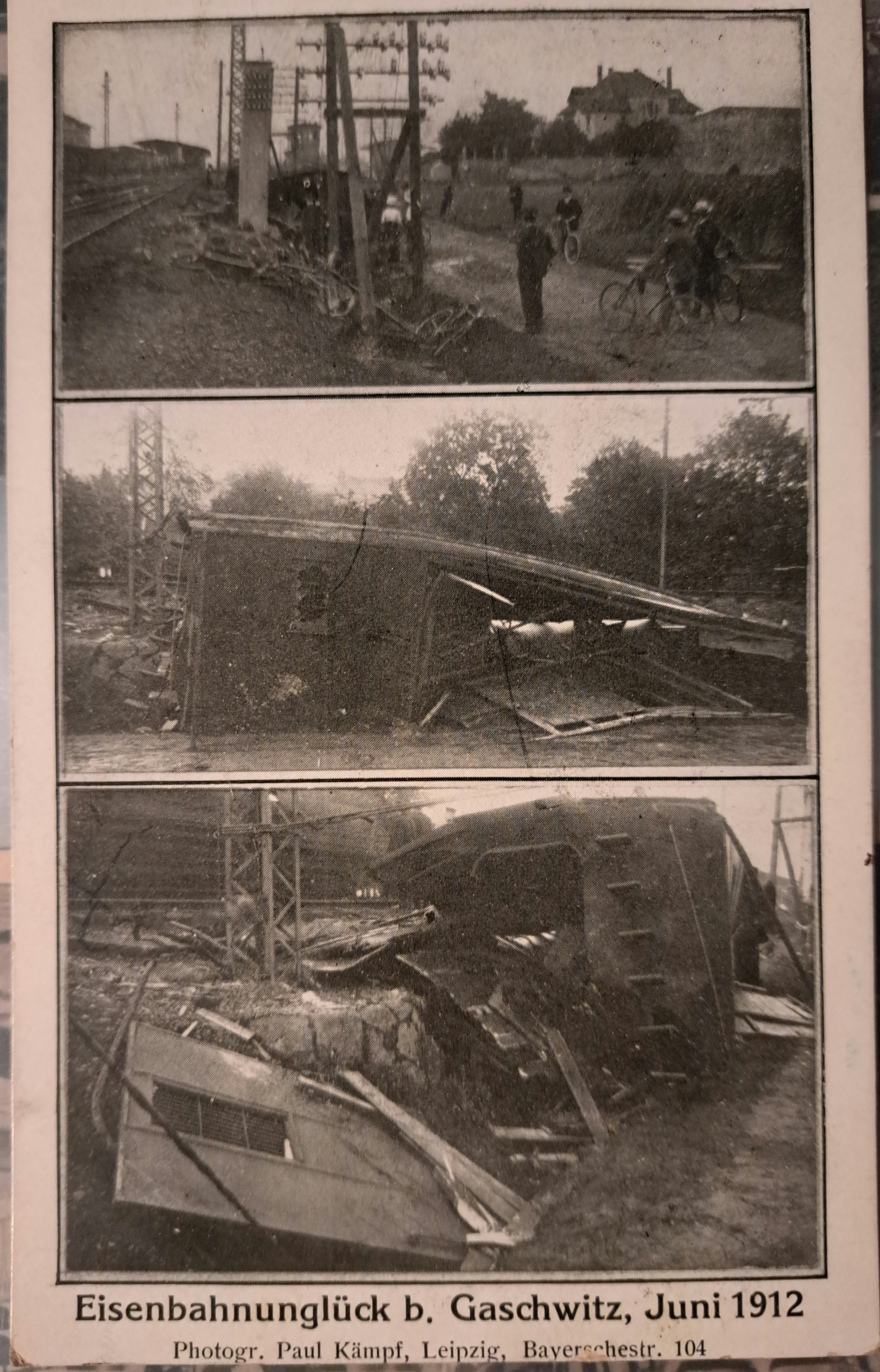
Bahnunfall:1912 in Gaschwitz

- 1912 – Weidenthal, Pfalz, Bayern: Bei einem Eisenbahnunfall starb ein Mensch, darüber hinaus wurden mehrere verletzt.[4][27]
- 22. Oktober 1913 – Waldenburg, Provinz Schlesien, Preußen (heute Wałbrzych, Polen): Beim Eisenbahnunfall von Waldenburg entlief bei einem heftigen Sturm ein Güterwagen und stieß auf einem Bahnübergang mit einem Zug der Waldenburger Straßenbahn zusammen. 14 Menschen starben.
- 14. Dezember 1913 – Braunsdorf, Sachsen: Beim Eisenbahnunfall von Braunsdorf fuhr ein Personenzug auf der Bahnstrecke Roßwein–Niederwiesa in Geröllmassen, die das Südportal des Harrastunnels verschüttet hatten. Ein Teil der Wagen verschachtelten sich ineinander und wurden völlig zertrümmert, so dass zehn Menschen ihr Leben verloren.
- 2. Januar 1914 – Woippy, Elsaß-Lothringen: Ein Militärurlauberzug überfuhr die Sicherheitsweiche eines Überholgleises, nachdem das Lokpersonal ein Haltesignal übersehen hatte. Die Lokomotive und die zwei folgenden Wagen entgleisten, und schoben sich dabei ineinander. Sieben Menschen starben.[28]
- 22. August 1915 – Eschenau bei Eckental, Bayern: Auf Grund eines Schienenbruchs entgleiste ein Lokalbahnzug. 5 Menschen starben, 12 wurden verletzt.
- 28. Dezember 1915 – Bentschen, Provinz Posen, Preußen (heute Zbąszyń, Polen): Beim Eisenbahnunfall von Bentschen entgleiste beim Durchfahren des Bahnhofs aufgrund überhöhter Geschwindigkeit ein aus Berlin kommender Urlauberzug. 23 Menschen starben, 47 wurden verletzt.
- 8. Oktober 1916 – Landsberg an der Warthe, Provinz Brandenburg, Preußen (heute Gorzów Wielkopolski, Polen): Beim Eisenbahnunfall von Landsberg (Warthe) fuhr der D 24 von Eydtkuhnen nach Berlin auf seinen Vorzug auf, der mit einem Lokomotivschaden bei Landsberg (Warthe) liegen blieb. Beim Unfall starben zwölf Menschen, 15 weitere wurden verletzt.
- 11. November 1916 – Rahnsdorf bei Berlin, Preußen: Beim Eisenbahnunfall von Rahnsdorf überhörte eine Gruppe von abgelenkten Gleisarbeiterinnen (fachsprachl. Rotte) bei schlechter Sicht durch Nebel das Warnsignal und wurden vom Balkanzug Berlin–Konstantinopel erfasst. 19 Frauen kamen ums Leben.
- 30. Dezember 1916 – Zwischen Elsaff und Vettelschoß, Preußen: Eine einzeln fahrende Lokomotive stürzte auf der Bahnstrecke Linz (Rhein)–Flammersfeld etwa 8 Meter tief ab, nachdem starker Regen das Gleisbett auf einer Strecke von 20 bis 30 m unterspült hatte. Drei Menschen starben.
- 30. Dezember 1916 – Stadt Bergedorf, Land Hamburg: Beim Südbahnhof auf der Bergedorf-Geesthachter Eisenbahn stießen zwei Personenzüge zusammen, wodurch vier Menschen starben und 35 verletzt wurden. Der Zug aus Geesthacht hatte Verspätung, was allerdings nicht gemeldet worden war, sodass die Strecke für den in Gegenrichtung fahrenden Zug freigegeben wurde.[29]
- 17. April 1917 – Mammendorf, Bayern: Beim Eisenbahnunfall von Nannhofen auf der Bahnstrecke München–Augsburg fuhr bei Schneegestöber ein Schnellzug seitwärts in einen im Bahnhof Nannhofen rangierenden Güterzug mit Personenbeförderung. Dabei starben 30 Menschen. Die Bayerischen Staatseisenbahnen verwendeten statt eines grünen Lichts für die Fahrterlaubnis weißes Licht. Der Lokomotivführer verwechselte wegen der schlechten Sicht das rot zeigende Signal mit der Beleuchtung des entgegenkommenden Zuges.
- 16. Oktober 1917 – Schönhausen (Elbe), Provinz Sachsen, Preußen: Beim Eisenbahnunfall von Schönhausen auf der Strecke Berlin–Lehrte überfuhr ein Sonderzug mit 250 Kindern, die sich auf der Heimfahrt von einem Erholungsaufenthalt befanden, das Einfahrsignal und prallte im Bahnhof Schönhausen auf einen Güterzug auf. 25 Kinder und ein Schaffner starben, 16 weitere Personen wurden verletzt.
- 11. November 1917 – Düren, Rheinprovinz, Preußen: Beim Eisenbahnunfall von Düren missachtete der Lokomotivführer eines Schnellzugs ein „Halt“ zeigendes Signal, fuhr auf einen Fronturlauberzug auf und zertrümmerte dessen beiden letzten Wagen. 19 Tote und weitere 36 Verletzte, nach anderen Angaben 23 Tote und 30 Verletzte, waren die Folge.
- 3. Dezember 1917 – Heessen, Provinz Westfalen, Preußen: Beim Eisenbahnunfall von Heessen auf der Bahnstrecke Hamm–Minden riss in einem Zug mit italienischen Kriegsgefangenen eine Kupplung. Da die folgende Blockstelle das fehlen des Zugschlusssignals nicht erkannte, wurde der Blockabschnitt nach Passieren des vorderen Zugteils freigegeben. Ein Schnellzug fuhr in die zurückgelassene Wagengruppe und entgleiste, ein Güterzug, der in der Gegenrichtung verkehrte, fuhr in die Trümmer. 38 Menschen starben, 27 davon Italiener, 45 wurden verletzt.
- 7. Januar 1918 – Bruchmühlbach, Pfalz, Bayern: Beim Eisenbahnunfall von Bruchmühlbach auf der Pfälzischen Ludwigsbahn fuhr in dichtem Schneetreiben ein Urlauberzug auf einen Güterzug. Die Angaben zu den Opferzahlen variieren. Einige Quellen nennen 33 Tote und 121 Verletzte, andere zwölf Tote und 87 Verletzte.
- 16. Januar 1918 – Bohmte und Osnabrück, Provinz Hannover, Preußen: Beim Eisenbahnunfall von Bohmte und Osnabrück stießen auf Bahnstrecke Wanne-Eickel–Hamburg zwischen Bohmte und Osnabrück ein Schnellzug und ein Urlauberzug mit Soldaten zusammen. 31 Menschen starben, 66 wurden verletzt.
- 16. Januar 1918 – Kirn, Rheinprovinz, Preußen: Beim Eisenbahnunfall von Kirn entgleiste ein Urlauberzug, weil der Bahndamm bei einem Unwetter unterspült wurde. Die Lokomotive und vier Wagen stürzten in die Nahe. 38 Menschen starben, 25 weitere wurden verletzt.
- 25. Januar 1918 – Oberschleißheim, Bayern: Aus einer Flasche mit Schwefellösung, die ein Passagier im Schnellzug Leipzig–München transportierte, tropfte Inhalt auf einen Heizkörper. Durch die folgende Explosion im Bereich des Bahnhofs Schleißheim kamen drei Passagiere ums Leben, 68 Menschen wurden verletzt.[30]
- 7. Februar 1918 – Sandersleben, Anhalt: Beim Eisenbahnunfall von Sandersleben riss bei einem Militärzug zwischen Sandersleben und Güsten die Kupplung zwischen zwei Wagen. Der hintere Zugteil rollte bergab und kollidierte vor dem Bahnhof Sandersleben mit einem Güterzug, der aus Richtung Halle nach Aschersleben unterwegs war. 18 Menschen starben, 35 wurden verletzt.

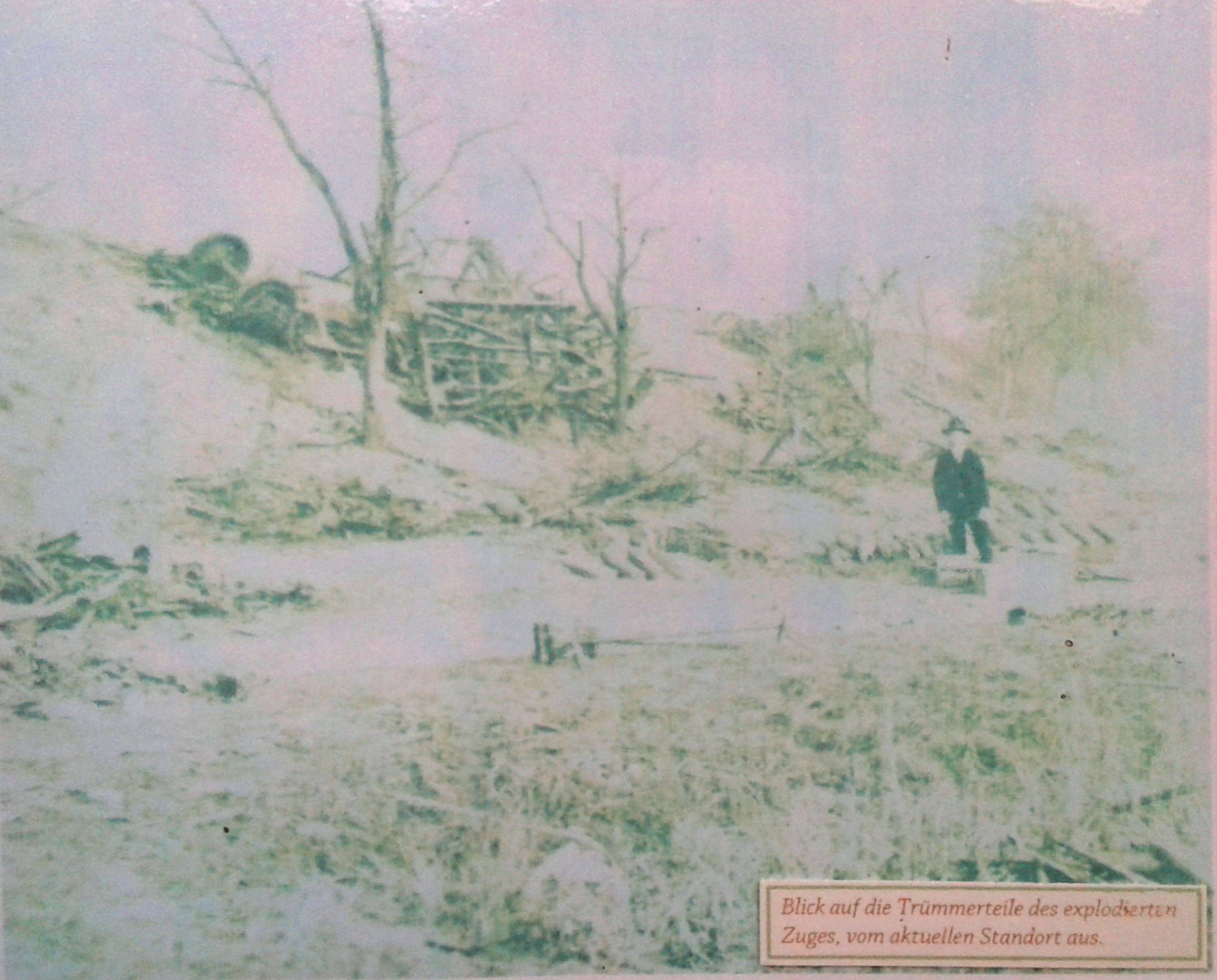
Beim Eisenbahnunfall von Gutach 1918 wurden Zugteile durch die Explosionen weggeschleudert

- 24. Mai 1918 – Gutach (Schwarzwaldbahn), Baden: Beim Eisenbahnunfall von Gutach explodierte ein Munitionszug, der wegen eines Heißläufers angehalten wurde. Das Personal konnte flüchten und kam nicht zu Schaden; ein benachbarter Bauernhof brannte ab.
- 30. Juli 1918 – Zantoch, Provinz Brandenburg, Preußen (heute Santok, Polen): Beim Eisenbahnunfall von Zantoch auf der Preußischen Ostbahn beschädigte die brechende Kolbenstange einer Dampflokomotive das Gleis der Gegenrichtung, das gerade vom D 22 befahren wurde. Der Schnellzug entgleiste, fünf seiner Wagen wurden gegen den Güterzug geschleudert und fingen Feuer. Mindestens 40 Menschen starben, 43 wurden verletzt.
- 16. August 1918 – Dümpelfeld, Rheinprovinz, Preußen: Beim Eisenbahnunfall von Dümpelfeld stieß auf der Ahrtalbahn ein Personenzug mit einem Militärzug zusammen. 31 Menschen starben, 73 weitere wurden verletzt.
- 11. September 1918 – Schneidemühl, Provinz Posen, Preußen (heute Piła, Polen): Beim Eisenbahnunfall von Schneidemühl auf der Preußische Ostbahn stieß ein Güterzug mit einem Sonderzug zusammen, der Kinder beförderte. 35 Menschen starben, 18 weitere wurden verletzt.

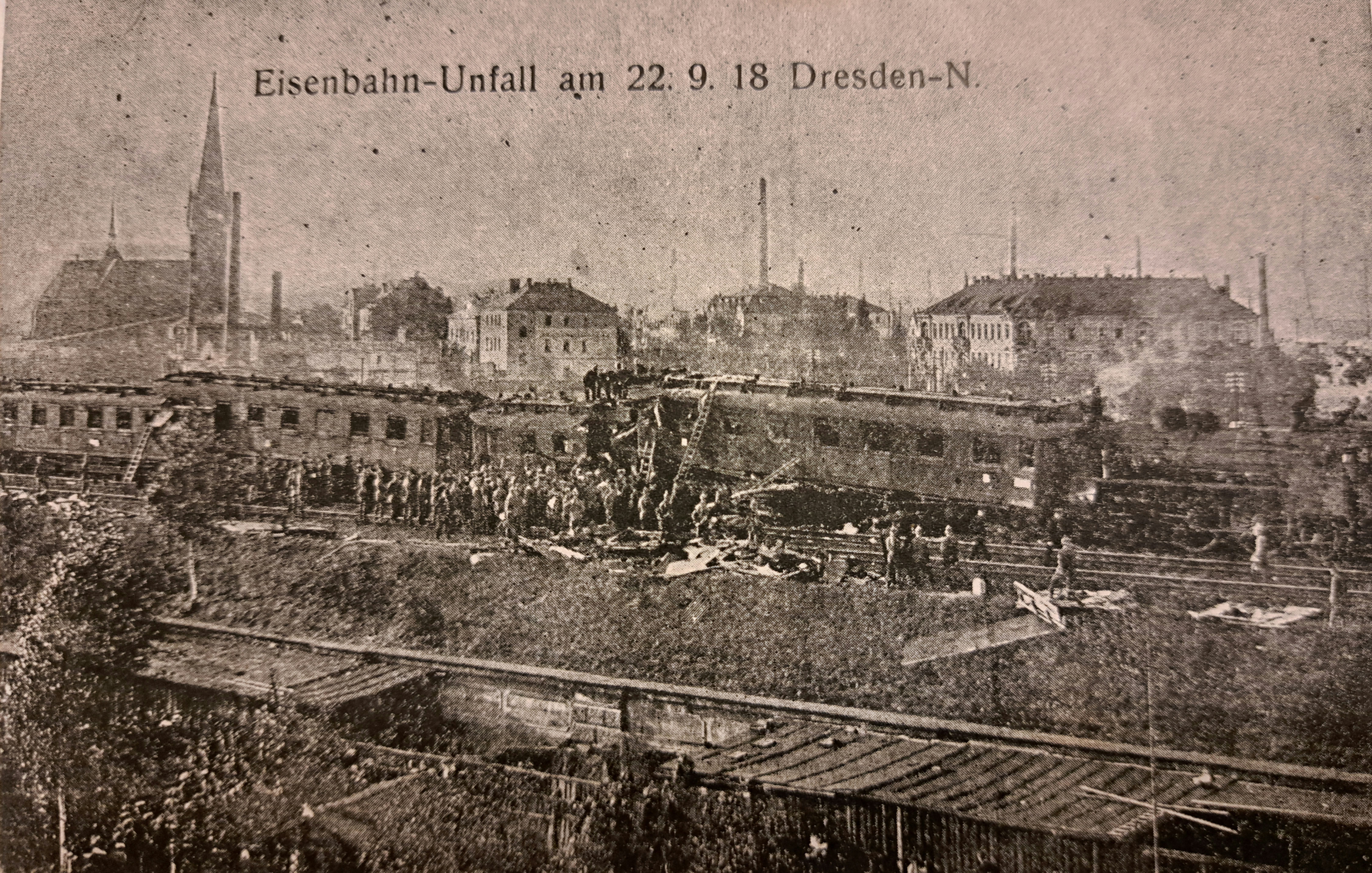
Bahnunfall.22. September 1918. Dresden-Neustadt

- 22. September 1918 – Dresden-Neustadt, Sachsen: Beim Eisenbahnunfall von Dresden-Neustadt überfuhr ein farbenblinder Lokomotivführer mit seinem Schnellzug Leipzig–Dresden ein rotes Signal und fuhr auf den stehenden Schnellzug Berlin–Dresden auf. Die vier hintersten aus Berlin kommenden Wagen wurden zertrümmert und gerieten in Brand. Mindestens 18 Menschen starben, weitere 118 wurden verletzt.
- 9. Oktober 1918 – Jünkerath, Rheinprovinz, Preußen: Beim Eisenbahnunfall von Jünkerath stießen auf der Eifelstrecke ein Militärzug und ein Personenzug zusammen. Dabei verloren 16 Menschen ihr Leben und 28 wurden verletzt.
- 1. November 1918 – Briesen (Mark), Provinz Brandenburg, Preußen: Beim Eisenbahnunfall von Briesen fuhr ein Militärurlauberzug östlich des Bahnhofs Briesen auf Güterwagen, die nach einer Zugtrennung auf der Bahnstrecke Frankfurt (Oder)–Berlin stehen geblieben waren. Mindestens 19 Menschen starben.
- 4. November 1918 – Bous (Saar), Rheinprovinz, Preußen: Beim Eisenbahnunfall von Bous (Saar) kam es in einem Reisezug zwischen Völklingen und Bous zu einer Explosion und einem Brand. Dabei starben 14 Menschen, 13 weitere wurden verletzt.
- 30. April 1919 – Oberschleißheim, Bayern: Der Bremser eines Militärzugs wurde getötet, nachdem kommunistische Revolutionäre den Zug bei Mittenheim hatten entgleisen lassen.[30]
- 20. September 1919 – Osthofen, Rheinhessen: Auf der Bahnstrecke Gau Odernheim–Osthofen riss ein Teil eines in Bechtheim stehenden Güterzuges ab und rollte hangabwärts bis Osthofen. Die sechs Güterwagen prallten im Bahnhof Osthofen auf einen Personenzug, dessen letzter Wagen zerstört wurde. Zwei Tote und zwei Schwerverletzte waren zu beklagen.[31]
- 24. Oktober 1919 – Kranowitz, Provinz Oberschlesien, Preußen (heute Krzanowice, Polen): Beim Eisenbahnunfall von Kranowitz fuhr im damaligen deutschen Grenzbahnhof Kranowitz ein aus der Tschechoslowakei kommender Personenzug einer zu weit vorgefahrenen Lokomotive eines Güterzugs in die Flanke. Ein ausbrechender Brand breitete sich schnell im Zug aus. Die Zahl der Toten wurde zwischen 25 und 60 und die der Verletzten zwischen 80 und 130 angegeben.
- 10. November 1919 – Neumühl-Kutzdorf, Provinz Brandenburg, Preußen (heute Namyślin, Polen): Beim Eisenbahnunfall von Neumühl-Kutzdorf auf der Bahnstrecke Breslau (Wrocław)–Stettin (Szczecin) fuhr ein Güterzug in eine Rangiergruppe. 45 Menschen starben, 18 wurden verletzt.
- 18. November 1919 – Schrebitz, Freistaat Sachsen, Amtshauptmannschaft Oschatz: Beim Eisenbahnunfall von Schrebitz auf der Kleinbahnstrecke Oschatz–Mügeln–Döbeln kommt es auf Grund von Schneetreiben und übereisten Schienen zum Zusammenstoß des Personenzugs 5750 aus Mügeln und dem von Gärtitz kommenden Güterzug 10889. Durch die Wucht des Aufpralls setzt sich der Personenzug rückwärts in Bewegung, entgleist anschließend auf einer Brücke und stürzt in die Tiefe. Es gab fünf Tote und 15 Schwerverletzte.[32][33]
- 20. Januar 1920 – Schneidemühl, Provinz Posen-Westpreußen, Preußen (heute Piła, Polen): Beim Eisenbahn-Attentat bei Schneidemühl lösten drei Täter die Verschraubung der Schienen und brachten einen Güterzug zum Entgleisen. Ein nachfolgender Schnellzug fuhr in die Trümmer. Der Anschlag forderte 18 Tote und 20 Verletzte. Die Attentäter wurden gefasst.
- 16. Dezember 1920 – Silberhausen, Provinz Sachsen, Preußen: Beim Eisenbahnunfall von Silberhausen geriet ein Zug der Kleinbahn Silberhausen–Hüpstedt außer Kontrolle, überfuhr den Prellbock im Endbahnhof Silberhausen und stürzte vom Bahndamm ab. 17 Menschen starben.

### 1921–1930
- 16. März 1921 – Ammendorf, Provinz Sachsen, Preußen: Beim Eisenbahn-Attentat bei Ammendorf lösten linksradikale Arbeiter im Zuge der Märzkämpfe Gleisbefestigungen der Thüringer Bahn, worauf zwei Güterzüge entgleisten und drei Eisenbahner starben. Im Nachklang der Märzkämpfe wurde am 16. Mai 1921 zwischen Leipzig und Halle ein Schnellzug zum Entgleisen gebracht, wobei fünf Menschen ums Leben kamen.
- 27. Juni 1922 – Berlin-Prenzlauer Berg, Preußen: Beim Eisenbahnunfall von Berlin Schönhauser Allee stürzten zahlreiche außen auf den Trittbrettern eines Zuges mit Abteilwagen der Berliner Ringbahn mitfahrende Reisende vom Zug herunter. Mindestens 45 Personen kamen dabei ums Leben.

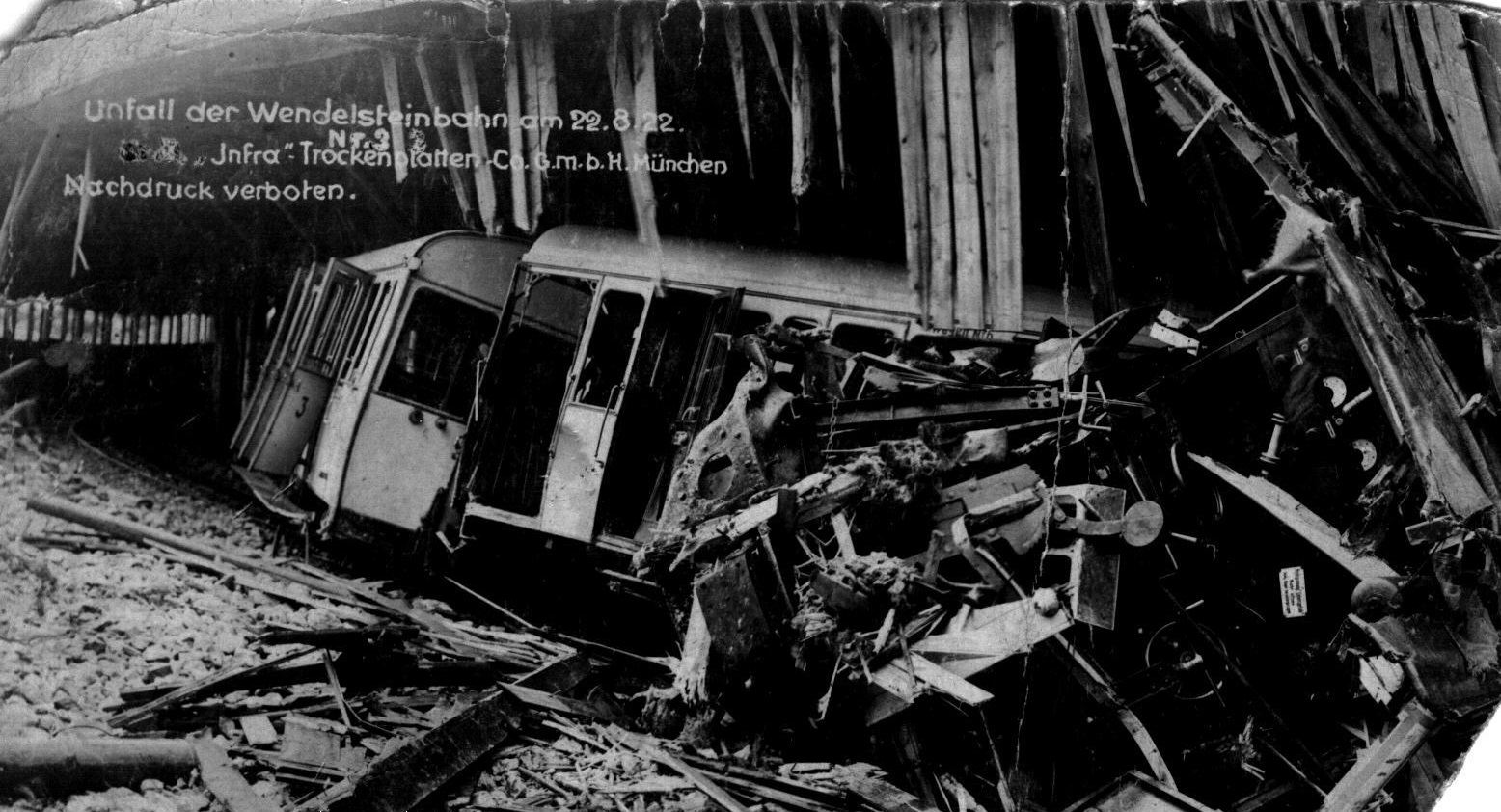
Trümmer der entgleisten Fahrzeuge der Wendelsteinbahn

- 22. August 1922 – Wendelsteinbahn, Bayern: Eine Lokomotive der Wendelsteinbahn entgleiste in der Galerie im „Raindlerkessel“. Die nachfolgenden Wagen prallten in das umgestürzte Triebfahrzeug. Ein Fahrgast verstarb, rund 30 Personen wurden verletzt.[34]

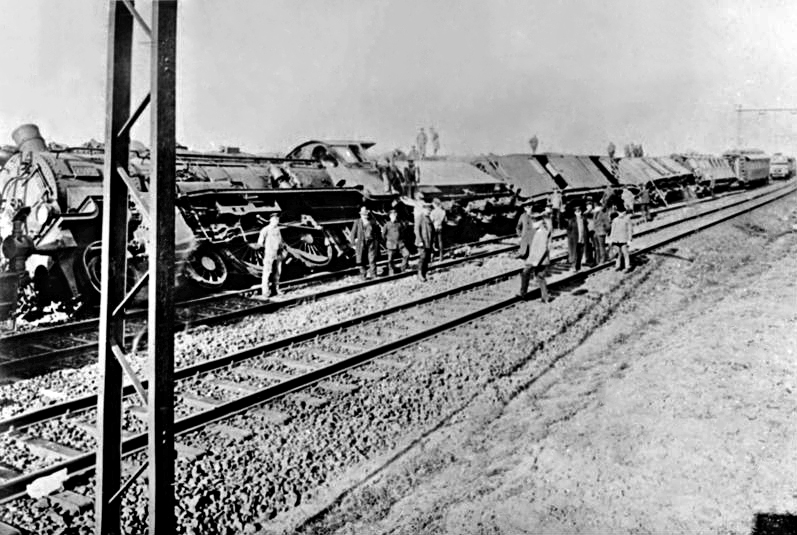
Eisenbahnattentat während der Märzkämpfe

- 1923 bis 1924 – Ruhrgebiet, besetzt von Frankreich und Belgien: Während der Ruhrbesetzung kam es zu einer Vielzahl von Eisenbahnunfällen und Attentaten. Die mit dem Bahnbetrieb beauftragten französischen und belgischen Eisenbahner waren mit der deutschen Fahrzeug- und Sicherheitstechnik nicht vertraut und setzten sie vielerorts außer Betrieb.

- - 8. Februar 1923 – Kettwig, Rheinprovinz, Preußen: Beim Eisenbahnunfall von Kettwig stießen zwei Militärzüge der französischen Besatzungsmacht zwischen Düsseldorf und Kettwig zusammen. 28 Menschen starben.
  - 15. Februar 1923 – Bochum-Dahlhausen, Provinz Westfalen, Preußen: Beim Zusammenstoß eines aus fünf Lokomotiven bestehenden Lokzugs in Bochum-Dahlhausen mit einem Militärzug sterben zwei Personen, elf werden verletzt.[35]
  - 18. Februar 1923 – Bochum-Dahlhausen, Provinz Westfalen, Preußen: Der Zusammenstoß zweier von französischem Militär gefahrener Züge, wovon einer auf dem falschen Gleis fuhr, forderte fünf Menschenleben und zehn Verletzte.[35]
  - 17. März 1923 – Friemersheim, Rheinprovinz, Preußen: Beim Eisenbahnunfall von Friemersheim stieß auf der Bahnstrecke Duisburg-Ruhrort–Mönchengladbach durch Sabotage eine Lokomotive mit einem Militärzug zusammen. 40 Menschen starben, eine große Zahl wurde verletzt.
  - 31. März 1923 – Gerolstein, Rheinprovinz, Preußen: Beim Zusammenstoß zweier von französischem Militär geführter Züge sterben in Gerolstein elf Menschen.[35]
  - 9. Mai 1923 – Sankt Goar, Rheinprovinz, Preußen: Beim Eisenbahnunfall von Sankt Goar entgleiste ein Personenzug und stürzte in den Rhein. Mindestens 29 Menschen ertranken.
  - 19. Juni 1923 – Herne, Provinz Westfalen, Preußen: Bei einem Rangierunfall im Ortsteil Crange kommen zwei französische Staatsbürger ums Leben.[36]
  - 30. Juni 1923 – Duisburg, Rheinprovinz, Preußen: Beim Eisenbahn-Attentat bei Duisburg explodierte in einem belgischen Militärzug eine Zeitzünderbombe, als der Zug bei Duisburg den Rhein überquerte. Acht Tote und viele Verletzte waren zu beklagen.
  - 13. Juli 1923 – Bochum, Provinz Westfalen, Preußen: 80 Güterwagen entlaufen in einem Gefälle, entgleisen und enden in Bochum Nord als Trümmerhaufen.[37]
  - 30. Juli 1923 – Kaiserslautern, Pfalz, Bayern: Im Rangierbahnhof Einsiedlerhof überfährt ein Güterzug einen Prellbock. Ein Eisenbahner stirbt, zwei weitere werden verletzt und 16 Wagen werden zum Teil schwer beschädigt.[37]
  - 2. November 1923 – Bad Godesberg, Rheinprovinz, Preußen: Ein Frontalzusammenstoß zweier Güterzüge im Güterbahnhof Bad Godesberg forderte ein Todesopfer und mehrere Verletzte.[37]
  - 21. Januar 1924 – Darmstadt, Volksstaat Hessen: In Darmstadt werden bei einer Flankenfahrt 28 Personen verletzt.[37]
  - 1. Oktober 1924 – Mainz, Volksstaat Hessen: Beim Eisenbahnunfall von Mainz fuhr im Mainzer Tunnel ein Personenzug auf den stehenden Schnellzug Köln–Basel auf, weil der Streckenblock außer Kraft gesetzt war. 14 Menschen starben.
- 31. Juli 1923 – Kreiensen, Provinz Hannover, Preußen: Beim Eisenbahnunfall von Kreiensen fuhr der Schnellzug Hamburg–München im Bahnhof Kreiensen auf seinen Vorzug auf, der wegen eines Maschinenschadens liegengeblieben war. 48 Menschen kamen dabei ums Leben, 39 weitere wurden verletzt. Der spätere Nobelpreisträger Gerhard Domagk hatte den Zug kurz vor dem Zusammenprall verlassen.
- 6. September 1923 – Hannover-Lohnde, Provinz Hannover, Preußen: Beim Eisenbahnunfall von Lohnde fuhr nach dem Fehler eines Blockwärters der Schnellzug Berlin–Köln bei Seelze-Lohnde auf den haltenden Schnellzug Leipzig–Amsterdam auf. 18 Menschen starben, 19 wurden verletzt.
- 15. November 1923 – Cannstatt, Württemberg: Beim Eisenbahnunfall von Cannstatt stießen wegen Missachtung eines Signals eine Lokomotive – vom Bahnhof Untertürkheim kommend – mit einem Personenzug in Cannstatt frontal zusammen. Zwölf Menschen kamen ums Leben, 15 weitere wurden verletzt.

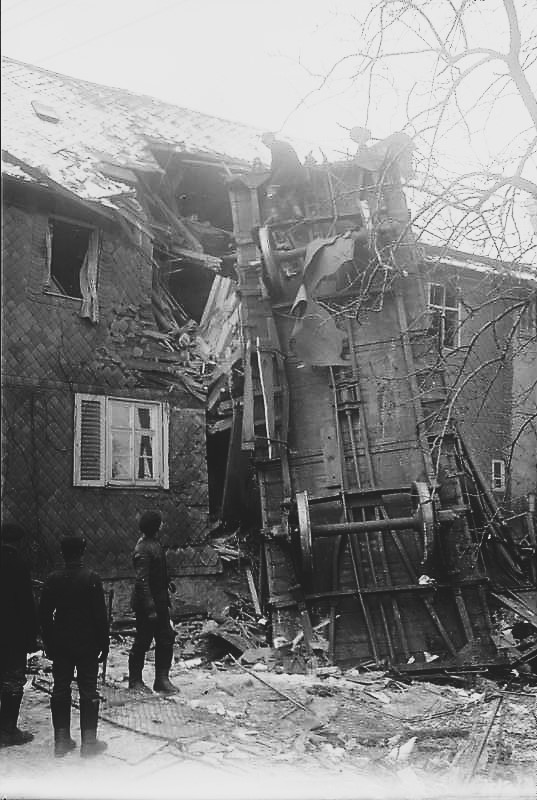
In Ludwigsstadt schlug ein abgestürzter Güterwagen in ein Wohnhaus ein.

- 18. Februar 1924 – Ludwigsstadt, Bayern: Beim Eisenbahnunfall von Ludwigsstadt entgleiste ein Güterzug nach einem Bremsversagen und stürzte von der Trogenbachbrücke auf Wohnhäuser in Ludwigsstadt. Zwei Menschen starben.
- 17. Juni 1924 – Iserlohn, Provinz Westfalen, Preußen: Beim Straßenbahnunfall in der Grüne (Iserlohn) entgleiste ein Triebwagen der Iserlohner Kreisbahn auf der Strecke zwischen Iserlohn und Letmathe wegen überhöhter Geschwindigkeit am Ende einer Gefällestrecke in einer Kurve. Er kollidierte mit einem Baum und wurde völlig zerstört. 26 Menschen starben, darunter der Fahrer, und mindestens 43 wurden verletzt. Dies war der schwerste Straßenbahnunfall in Deutschland.
- 13. Januar 1925 – Herne, Provinz Westfalen, Preußen: Beim Eisenbahnunfall von Herne prallte der Schnellzug D 10 Berlin–Köln im Bahnhof Herne auf den anfahrenden Personenzug Dortmund–Wanne. 24 Menschen starben. Nach der Ruhrbesetzung und der Rückgabe der Anlagen baute Deutsche Reichsbahn in großer Eile neue Zugsicherungssysteme ein, die nicht ordnungsgemäß funktionierten.
- 9. August 1925 – Wernberg, Bayern: Beim Eisenbahnunfall von Wernberg fuhr der Durchgangszug D 21 nach Missachtung eines Signals auf der Bahnstrecke Regensburg–Weiden zwischen Wernberg und Luhe auf einen Güterzug auf. Drei Menschen starben, 13 wurden verletzt.
- 9. August 1925 – Rabishau, Schlesien: Zwei Güterzüge kollidierten bei dichtem Nebel bei Bahnhofs Rabischau der Schlesischen Gebirgsbahn. Drei Männer verloren ihr Leben und zwei Personen wurden verletzt. Eine Elektrolokomotive und 59 Güterwagen wurden beschädigt. Zwölf Waggons wurden zerstört.
- 24. Mai 1926 – München, Bayern: Beim Eisenbahnunfall von München Ost hielt ein aus Berchtesgaden kommender Personenzug vor einem geschlossenen Einfahrsignal. Das ihn deckende Signal zeigte aufgrund eines mechanischen Fehlers freie Fahrt, obwohl es auf „Halt“ gestellt worden war. 30 Menschen verloren ihr Leben, als ein nachfolgender Zug auf den stehenden Zug auffuhr.
- 13. August 1926 – Langenbach, Bayern: Beim Eisenbahnunfall von Langenbach entgleiste in der Einfahrt in den Bahnhof Langenbach an der Bahnstrecke München–Regensburg der Beschleunigte Personenzug 858. Zwölf Menschen starben.

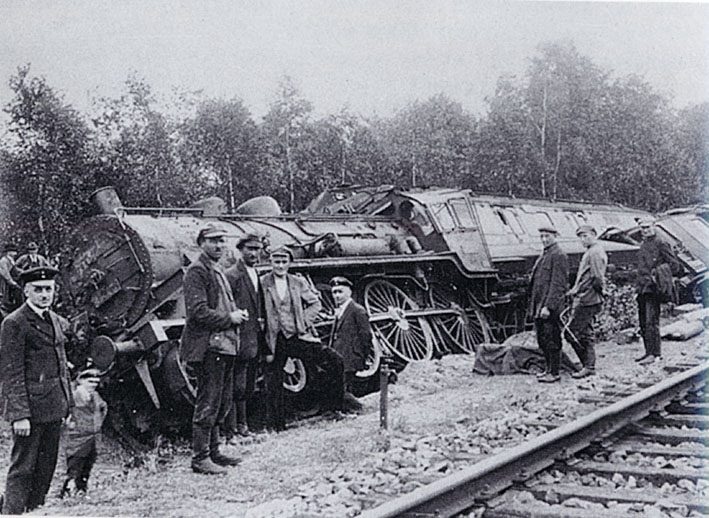
Bergungsarbeiten nach dem Eisenbahn-Attentat 1926 bei Leiferde

- 19. August 1926 – Leiferde, Provinz Hannover, Preußen: Beim Eisenbahn-Attentat bei Leiferde brachten die Täter den Nachtschnellzug Berlin–Amsterdam zum Entgleisen mit der Absicht, dessen Bahnpostwagen auszurauben. Der Zug gleiste wieder ein, jedoch verunglückte der folgende D 8 (Berlin–Köln). 21 Tote waren die Folge. Dies war bis heute der folgenreichste Anschlag auf den Eisenbahnverkehr in Deutschland.
- 18. November 1926 – Maxau, Baden: Französische Soldaten, die die Rheinbrücke Maxau bewachten, legten Bohlen auf die Schienen. Ein Bahnbeamter entdeckte das Hindernis rechtzeitig, wodurch ein Unfall verhindert wurde.[37]
- 6. Juli 1927 – Thumkuhlental, Provinz Sachsen, Preußen: Beim Eisenbahnunfall im Thumkuhlental hatten die abfließenden Wassermassen nach einem extrem starken Gewitterregen einen Bahndamm der Harzquerbahn im Thumkuhlental unterspült. Der gab unter einem Personenzug nach, der den Bahndamm hinunterstürzte. Der Unfall forderte sechs Todesopfer und 25 Verletzte.
- 4. Februar 1928 – Groß Gerau−Dornberg, Hessen: Der Güterzug 6652 entgleiste und ein Wagen geriet in Brand.[38]
- 26. April 1928 – Friedrichsfeld, Wesel, Rheinprovinz, Preußen: In der Nacht fuhr auf der Eisenbahnstrecke Wesel–Dinslaken kurz vor Friedrichsfeld ein Eilgüterzug auf einen Güterzug auf. Die beiden letzten Wagen des Güterzuges wurden zusammen gedrückt und hoch getürmt, die folgenden ineinander geschoben. Die Maschine des Eilgüterzugs wurde stark beschädigt und entgleiste. Der Schlussbremser des Güterzuges wurde schwer verletzt.[39]
- 10. Juni 1928 – Siegelsdorf, Bayern: Beim Eisenbahnunfall von Siegelsdorf entgleiste der Nachtschnellzug D 47 von München nach Dortmund in der westlichen Ausfahrt des Bahnhofs Siegelsdorf an der Bahnstrecke Nürnberg–Würzburg. 24 Menschen starben.

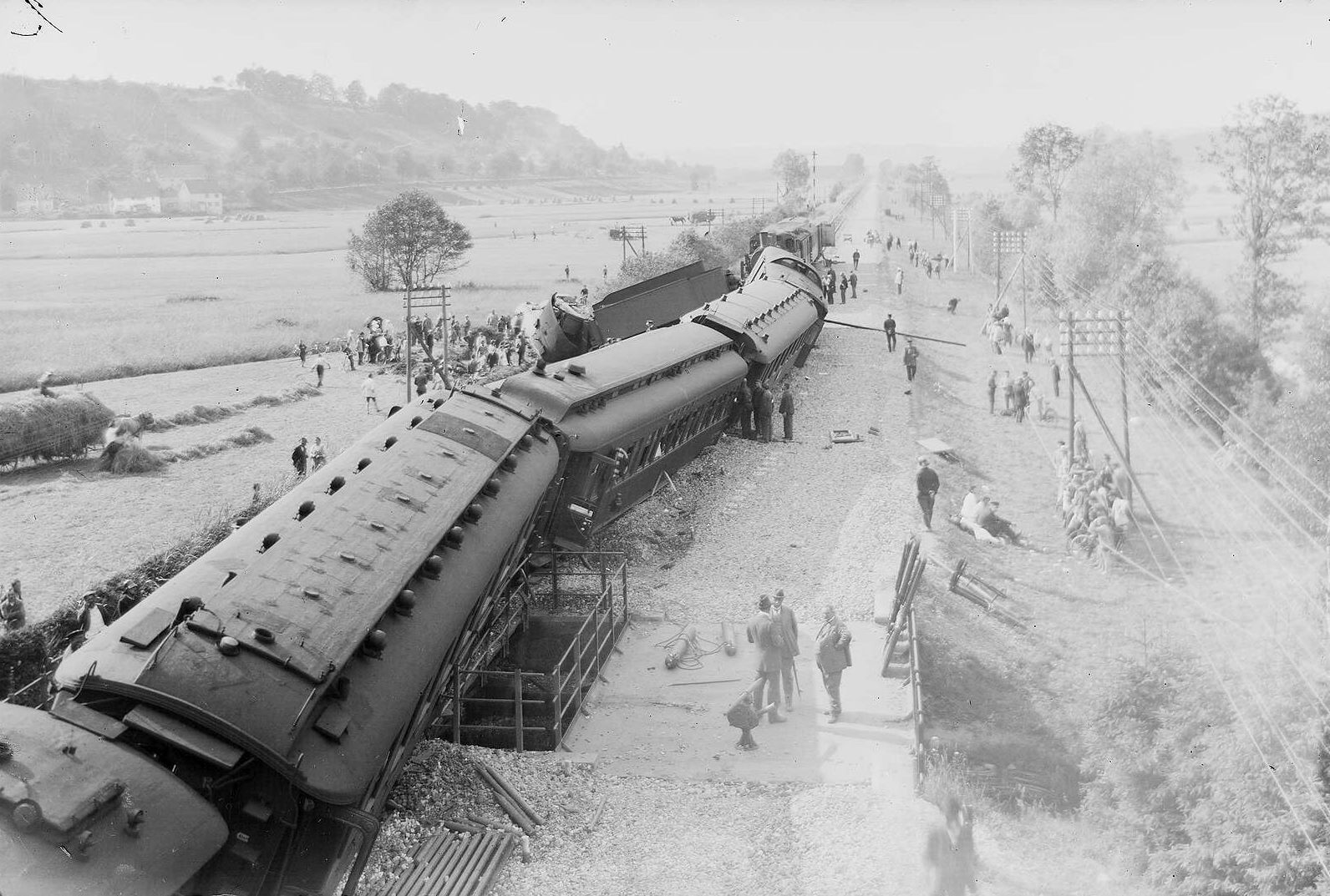
Entgleiste Personenwagen nach dem Unfall 1928 bei Ummendorf

- 23. Juni 1928 – Ummendorf bei Biberach, Württemberg: Beim Eisenbahnunfall bei Ummendorf entgleiste wegen überhöhter Geschwindigkeit ein Schnellzug in einer Baustelle, wodurch 31 Personen verletzt wurden.
- 12. Juli 1928 – Walkenried, Niedersachsen: An einem unbeschrankten Bahnübergang der Schmalspurbahn Walkenried–Braunlage/Tanne stieß ein Reisebus mit einem Personenzug zusammen. Von den 22 verletzten Businsassen starben vier.

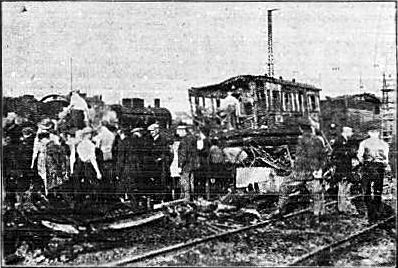
Unfallstelle 1928 an der Donnersbergerbrücke in München

- 15. Juli 1928 – München, Bayern: Der Eisenbahnunfall an der Donnersbergerbrücke war ein Auffahrunfall bei der Ausfahrt aus dem Hauptbahnhof München mit anschließendem Brand der verunglückten Züge. Zehn Menschen kamen ums Leben.
- 31. Juli 1928 – Dinkelscherben, Bayern: Der Eisenbahnunfall von Dinkelscherben war ein Auffahrunfall zweier Züge, verursacht durch eine Weichen- und Signalstörung. Dabei kamen 23 Menschen ums Leben.
- 25. August 1929 – Buir, Rheinprovinz, Preußen: Beim Eisenbahnunfall von Buir entgleiste der Schnellzug Paris–Warschau kurz vor dem Bahnhof Buir an der Bahnstrecke Köln–Aachen, als er mit überhöhter Geschwindigkeit über eine abbiegende Weiche fuhr. Der Lokomotivführer wurde nicht korrekt über die Einfahrt in ein Überholgleis unterrichtet. 13 Reisende wurden getötet, 40 verletzt. Infolge des Unfalls wurden die Verzeichnisse über vorübergehende Langsamfahrstellen und das dreibegriffige Vorsignal eingeführt.
- Mitte 1930 – Nerdin, Mecklenburg: Beim Transport von drei Elefanten des Circus Hagenbeck auf der Mecklenburg-Pommerschen Schmalspurbahn (MPSB) in je einem offenen Güterwagen entgleiste in einer Kurve bei Nerdin einer dieser Wagen. Als Unfallursache wurde eine zu heftige Eigenbewegung des Elefanten vermutet.[40]

### 1931–1940
- 8. August 1931 – Jüterbog, Provinz Brandenburg, Preußen: Der Eisenbahn-Attentäter Sylvester Matuska sprengte bei Jüterbog unter der Lokomotive des Schnellzuges D 43 Basel–Berlin ein Stück Schiene weg, worauf der Zug entgleiste und 82 Personen verletzt wurden.
- 6. Dezember 1934 – Vaihingen/Enz-Kleinglattbach: Aufgrund eines Fehlers des Schrankenwärters öffnete dieser eine Schranke für einen LKW, der mit 4 Personen besetzt war. Der kollidierte deshalb mit dem Schnellzug D 37 Paris–Wien, der mit ca. 90 km/h unterwegs war. Der LKW wurde zerrissen, die Lok, ein Pack- und ein Personenwagen kippte um. Bei dem Unfall sterben Lokomotivführer und Heizer sowie zwei Personen im LKW, die beiden anderen Insassen des LKW wurden schwer, 6 der insgesamt 80 Fahrgäste leicht verletzt.[41]
- 24. Dezember 1935 – Großheringen, Thüringen: Beim Eisenbahnunfall von Großheringen fuhr ein Schnellzug im Einfahrtsbereich des Bahnhofs auf der Saalebrücke einem Personenzug in die Flanke. Weil der Lokomotivführer der Vorspannmaschine des Schnellzug abgelenkt war und ein Halt zeigendes Signal übersah, starben 34 Menschen.
- 5. Januar 1937 – Rüsselsheim, Hessen: Auf der Rhein-Main-Bahn, südlich von Rüsselsheim, kollidierten auf einem beschrankten Bahnübergang im Bereich der Blockstelle Schönauer Hof (heute: L 3012) ein voll besetzter Bus mit dem Leerzug Lp 4704. Der Schrankenwärter war eingeschlafen und hatte die Schrankenanlage nicht geschlossen. Ein Passagier des Busses starb.[42]
- 5. September 1937 – Holzheim (Neuss), Rheinprovinz: Beim Eisenbahnunfall von Holzheim entgleiste ein mit Pilgern besetzter Zug auf der Bahnstrecke Düren–Neuss. 18 Menschen starben. Nach Bauarbeiten hatte der Bahnmeister die Signale für die Geschwindigkeitsreduktion entfernt, obwohl das Gleis noch nicht ausreichend stabil war.
- 5. Juni 1938 – Nesselwang, Bayern: An einem unbeschrankten Bahnübergang stößt ein Reisebus mit einem Personenzug zusammen. Hierbei starben 7 Menschen und 8 wurden schwer verletzt.
- 16. März 1939 – Müncheberg, Brandenburg: Beim Eisenbahnunfall von Müncheberg stießen ein Eilzug und ein Personenzug wegen einer defekter Blockeinrichtung und einem unrechtmäßig ausgegebenen Befehl frontal zusammen. Der Lokomotivführer des Personenzugs wurde getötet und 66 Personen zum Teil schwer verletzt.
- 4. Juni 1939 – Buchholz, Nordheide: Beim Eisenbahnunfall von Buchholz stießen auf der Hauptstrecke Hamburg–Bremen zwei Züge zusammen. 15 Menschen starben, 23 wurden verletzt.
- 9. Juli 1939 – Marktredwitz, Bayern: Beim Eisenbahnunfall von Marktredwitz stieß ein Schnellzug auf von einem vorausfahrenden Güterzug abgetrennte Wagen und stürzte teilweise von einer Brücke. 3 Menschen starben, einer wurde verletzt.
- 8. Oktober 1939 – Berlin-Gesundbrunnen, Berlin: Beim Eisenbahnunfall von Berlin Gesundbrunnen überfuhr der Lokomotivführer eines Schnellzugs ein geschlossenes Signal und fuhr auf einen Personenzug auf. 23 Menschen starben, 31 wurden verletzt.

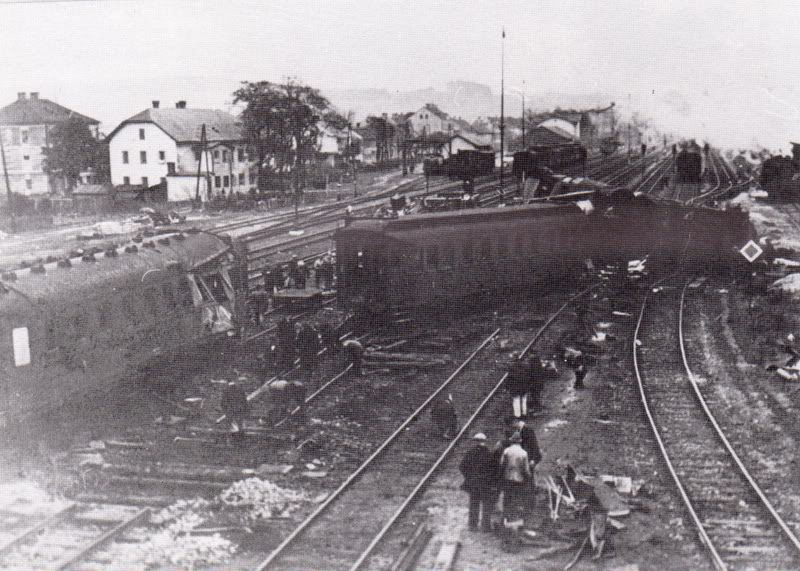
1938 wurden die Bundesbahnen Österreich von der Deutschen Reichsbahn übernommen. Eisenbahnunfall von St. Valentin 1939 in Niederösterreich.

- 25. Oktober 1939 – St. Valentin, Reichsgau Niederösterreich: Beim Eisenbahnunfall von St. Valentin entgleiste wegen überhöhter Geschwindigkeit ein Schnellzug auf einer Weiche. Der Unfall forderte 17 Tote, darunter der berühmte Chirurg Anton von Eiselsberg und acht Angehörige der deutschen Wehrmacht.
- 12. November 1939 – Bauerwitz, Schlesien (heute Baborów, Polen): Beim Eisenbahnunfall von Bauerwitz stießen in der Nähe von Bauerwitz zwei Personenzüge frontal zusammen. 48 Menschen starben.
- 1. Dezember 1939 – Witten, Westfalen: Beim Eisenbahnunfall von Witten stießen zwei Züge zusammen, wobei 15 Menschen starben und 17 Personen verletzt wurden.
- 12. Dezember 1939 – Hagen, Westfalen: Beim Eisenbahnunfall von Hagen-Vorhalle kollidierten zwischen den Bahnhöfen Hagen-Vorhalle und Wetter (Ruhr) aufgrund von Fahrdienstleiter- und Stellwerkfehlern zwei Personenzüge. 15 Menschen starben, 36 wurden verletzt.
- 22. Dezember 1939 – Genthin, Sachsen-Anhalt: Beim Eisenbahnunfall von Genthin überfuhr der Schnellzug Berlin–Neunkirchen (Saar) bei Nebel ein geschlossenes Signal und prallte mit etwa 90 km/h auf den D 10 Berlin–Köln, der in Genthin wegen eines Missverständnisses gehalten hatte. Beim bis heute folgenschwersten Eisenbahnunfall Deutschlands waren 186 Tote und 453 Verletzte zu beklagen.

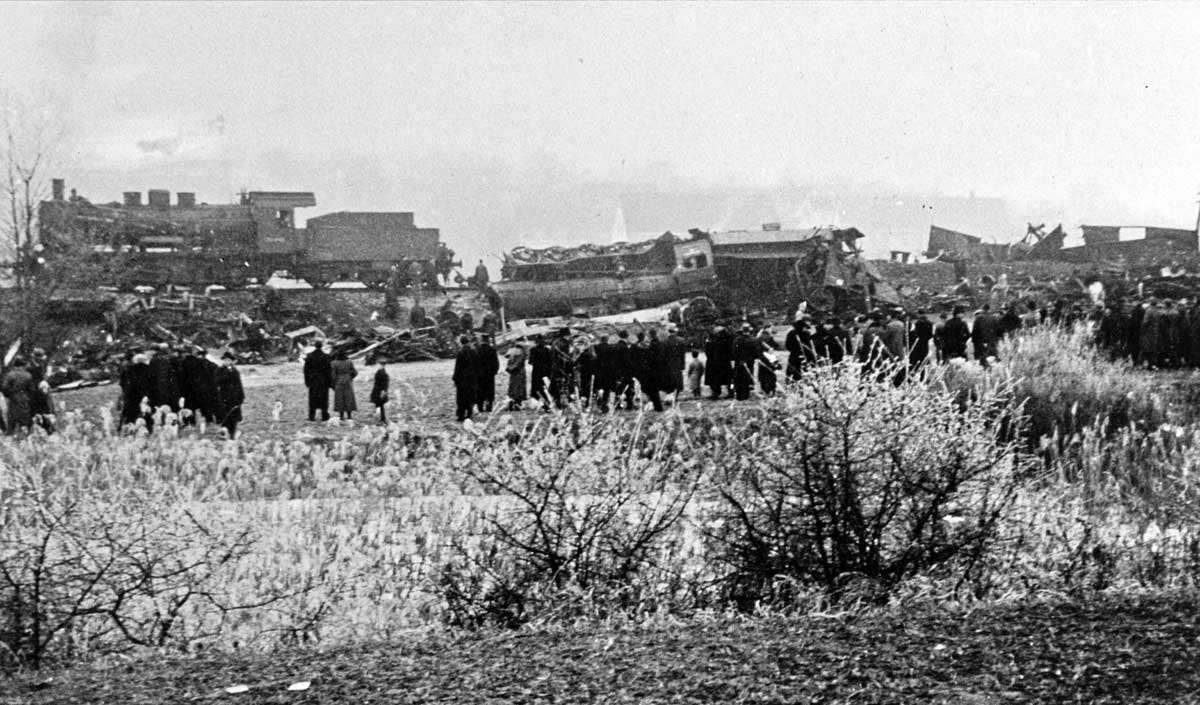
Eisenbahnunfall bei Markdorf im Jahr 1939 auf der Bodenseegürtelbahn.

- 22. Dezember 1939 – Markdorf, Baden: Beim Eisenbahnunfall bei Markdorf stießen bei starkem Nebel ein Güterzug und ein voll besetzter Personenzug auf der Bodenseegürtelbahn bei Markdorf frontal zusammen. Der Unfall forderte 101 Todesopfer und 47 Verletzte.
- 17. Januar 1940 – Zittau, Sachsen: Beim Eisenbahnunfall von Zittau stießen zwei Züge zusammen. Zwölf Menschen starben, 20 weitere wurden verletzt.
- 5. Februar 1940 – Cloppenburg, Oldenburg: Beim Eisenbahnunfall von Cloppenburg kollidierten zwei Züge, wobei elf Menschen starben und 31 verletzt wurden.
- 16. November 1940 – Carzig, Brandenburg: Beim Eisenbahnunfall von Carzig stieß zwischen Eberswalde und Frankfurt (Oder) ein Durchgangsgüterzug mit einem Frühzug frontal zusammen. Der Lokomotivführer des Güterzugs hatte das Halt zeigende Ausfahrsignal nicht beachtet. Der Unfall forderte neun Tote und 21 Verletzte.

### 1941–1950
- 22. Januar 1941 – Gifhorn, Hannover: Beim Eisenbahnunfall von Gifhorn fuhr ein Güterzug im Bahnhof Isenbüttel-Gifhorn auf einen außerplanmäßigen stehenden Zug der Wehrmacht mit rund 1000 belgischen Kriegsgefangenen auf. 122 Menschen wurden getötet, 80 schwer verletzt.
- 28. Februar 1941 – Wilhelmshaven, Niedersachsen: Beim Eisenbahnunfall von Wilhelmshaven stießen zwei Züge zusammen. 21 Menschen starben, 28 wurden verletzt.
- 12. April 1941 – Breitenbach, Hessen: Wegen eines Schienenbruchs entgleiste in Breitenbach ein Zug der Kassel-Naumburger Eisenbahn und stürzte eine Böschung hinunter. Sieben Menschen wurden schwer verletzt, sechs Personenwagen ganz erheblich beschädigt.[43]
- 3. Mai 1941 – Gusow, Brandenburg: Beim Eisenbahnunfall von Gusow fuhr auf der Preußischen Ostbahn eine Rangierfahrt einem einfahrenden Zug in die Flanke, was 16 Tote und 45 teilweise schwer Verletzte forderte.
- 27. Dezember 1941 – Leichholz, Brandenburg (heute Drzewce, Polen): Beim Eisenbahnunfall von Leichholz fuhr auf der Bahnstrecke Frankfurt (Oder)–Posen (Poznań) ein Schnellzug auf einen Kesselwagenzug auf, der wegen einer Zugtrennung zum Stehen gekommen war. Das im Güterzug transportierte Benzin explodierte und 44 Menschen starben.
- 29. Dezember 1941 – Langhagen, Mecklenburg: Beim Eisenbahnunfall von Langhagen fuhr im Bahnhof Langhagen auf der Strecke Neustrelitz–Rostock-Warnemünde ein Wehrmachtszug wegen einer falsch gestellten Weiche auf zwei Lokomotiven auf. Dabei kamen 27 Menschen ums Leben, 33 wurden verletzt.
- 3. Februar 1942 – Kohlfurt, Schlesien (heute Węgliniec, Polen): Beim Eisenbahnunfall von Kohlfurt explodierte zwischen Kohlfurt und Arnsdorf (Miłkowice) ein überhitzter Kanonenofen im Mannschaftswagen eines Militärzuges. 20 Menschen starben, 15 wurden verletzt.
- 24. Juni 1942 – Werbig, Brandenburg: Beim Eisenbahnunfall von Werbig fuhr auf der Preußischen Ostbahn eine unbemannte Lok auf einen haltenden Personenzug auf. Zehn Tote und 23 Verletzte waren zu beklagen.
- 16. Oktober 1942 – Bad Cannstatt, Württemberg: beim Eisenbahnunfall von Bad Cannstatt wurde bei gestörter Betriebslage ein aus Waiblingen kommender Personenzug vor dem geschlossenen Einfahrsignal des Bahnhofs vergessen. Als der folgende Personenzug auf demselben Gleis auf Bad Cannstatt zufuhr, griff der Fahrdienstleiter in den Streckenblock ein, worauf es zur Auffahrkollision mit zwölf Todesopfern und 268 Verletzten kam.
- 15. Dezember 1942 – Senden, Bayern: In Senden stieß die Dampflokomotive 38 468, unterwegs mit einem Personenzug auf der Bahnstrecke Ulm – Kempten, mit der entgegenkommenden Dampflokomotive 86 255 zusammen. Durch den Zusammenstoß entstand ein beträchtlicher Sachschaden an den beiden Lokomotiven und den umliegenden Gleisanlagen.[44]
- 4. Januar 1943 – Wunstorf, Hannover: Beim Eisenbahnunfall von Wunstorf auf der Bahnstrecke Hannover–Minden übersah der Lokomotivführer eines Schnellzugs für Fronturlauber vor Wunstorf bei starkem Schneegestöber ein Halt zeigendes Signal und fuhr auf den Schnellzug D 8 auf. 25 Menschen starben, 169 wurden verletzt.
- 31. Januar 1943 – Tantow, Brandenburg: Beim Eisenbahnunfall von Tantow prallte im Bahnhof Tantow auf der Strecke Berlin–Stettin (Szczecin) nach Fahrdienstleiter- und Rangierfehlern ein Schnellzug für Fronturlauber in zwei Lokomotiven. 38 Menschen starben, 16 wurden verletzt.
- 8. Juni 1943 – Halbstadt, Landkreis Braunau, Reichsgau Sudetenland: Frontalzusammenstoß einer Dampflok (ehemals tschechische BR 623.0) und der Elektrolokomotive E91-96 auf der Schlesischen Gebirgsbahn. Eine der Lokomotiven zog einen Güterzug, der entgleiste. Drei Eisenbahner starben, an der Elektrolokomotive entstand Totalschaden.
- 30. Juni 1943 – Dortmund, Westfalen: Beim Eisenbahnunfall von Dortmund fuhr nach einem Fehler des Fahrdienstleiters der Schnellzug D 24 auf einen Personenzug auf. 28 Menschen starben, 90 wurden verletzt.
- 2. Dezember 1943 – Naumburg, Sachsen: Beim Eisenbahnunfall von Naumburg fuhr ein Schnellzug für Fronturlauber (SFR) nach Missachtung eines geschlossenen Signals bei abgeschalteter Indusi auf den anderen SFR auf. 35 Menschen starben, 123 wurden verletzt.
- 6. Januar 1944 – Warthausen, Württemberg: Beim Eisenbahnunfall von Warthausen überfuhr ein Personenzug, der von Friedrichshafen nach Ulm verkehrte, ein „Halt“ zeigendes Signal. Anschließend fuhr er einem kreuzenden Zug der Schmalspurbahn Biberach an der Riß–Ochsenhausen im südlichen Teil des Bahnhofs Warthausen in die Flanke. Zwölf Menschen starben, weitere wurden darüber hinaus verletzt.
- 18. Januar 1944 – Müncheberg, Brandenburg: Bei einem Eisenbahnunfall in Müncheberg auf der Preußischen Ostbahn gab der Fahrdienstleiter versehentlich einem 40 Minuten verspäteten Schnellzug die Einfahrt frei, der dann mit voller Fahrt auf einen stehenden Personenzug prallte. Der Unfall forderte 56 Todesopfer und 159 Schwer- und Leichtverletzte.
- 20. Januar 1944 – Porta, Westfalen: Beim Eisenbahnunfall an der Porta Westfalica fuhr ein Schnellzug mit Wehrmachtsteil Aachen–Berlin unweit des Bahnhofs Porta auf den durch eine Notbremsung zum Halten gekommenen Schnellzug D 3 Köln–Berlin auf. 79 Menschen starben, 64 wurden zum Teil schwer verletzt.
- 4. Oktober 1944 – Köppern, Nassau: Der Zug Nr. 2021 von Frankfurt nach Usingen wurde kurz vor der Einfahrt in den Bahnhof Köppern von Tieffliegern angegriffen. 31 Menschen starben.

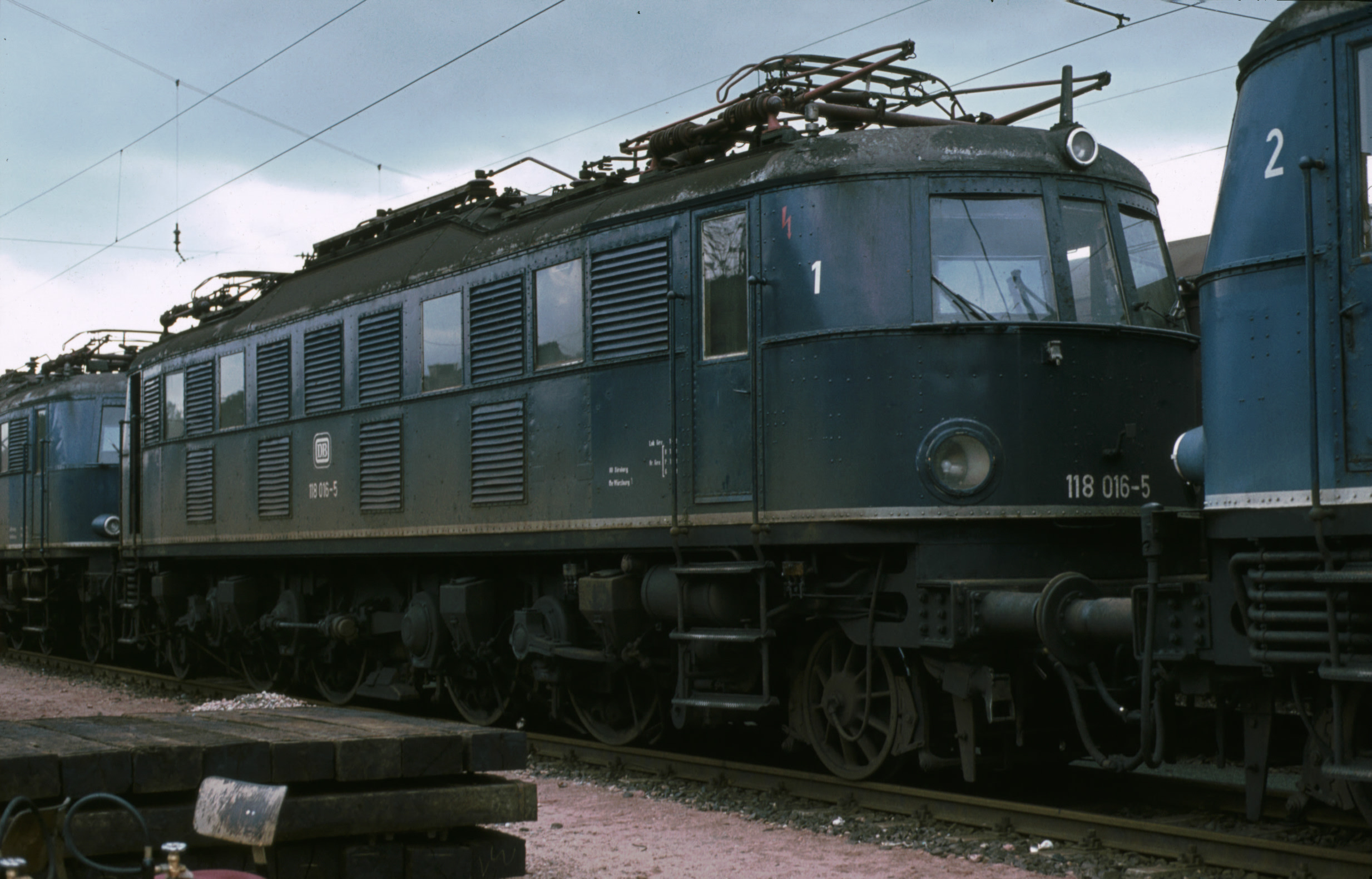
E 18 16 (ab 1968: 118 016-5) war ursprünglich in Hirschberg (Schlesien) stationiert und wurde 1945 nach Nürnberg rückgeführt. Das Foto zeigt die Lokomotive wenige Tage nach ihrer Außerdienststellung im Betriebswerk Würzburg am 30. Mai 1983.

- 24. Oktober 1944 – Lichtenau, Schlesien (heute Zareba, Polen): Beim Zugunglück von Lichtenau stieß der D 192 Breslau – Berlin im Bahnhof Lichtenau frontal mit einem elektrischen Vorortzug zusammen. Die elektrische Lokomotive des D 192, E 18 15 (Bw Hirschberg), erlitt bei dem Unfall Totalschaden und wurde vor Ort verschrottet. Über Ursache, Hergang und weitere Folgen des Unfalls ist nichts bekannt. Die anderen sieben Hirschberger Lokomotiven der Baureihe E 18 wurden am 25. Februar 1945 in einer dramatischen Fahrt via Prag nach Nürnberg „rückgeführt“ und vor den sowjetischen Truppen in Sicherheit gebracht. In Süddeutschland waren diese sieben Hirschberger E 18 bis 1984 im Dienst.
- 11. November 1944 – Neu-Isenburg, Hessen: Eisenbahnunfall auf Bahnsteig 3, mehrere Tote einschließlich des Zugführers.
- 19./20. November 1944 – Bad Zwischenahn: Ein Zug, der unter anderem niederländische Gefangene aus der Razzia von Rotterdam nach Deutschland abtransportierte, fuhr mit erheblicher Geschwindigkeit auf einen anderen Zug auf. 29 Menschen starben.

- 23. November 1944 – Wiesau, Bayern: Beim Eisenbahnunfall von Wiesau stieß der mit 400 Häftlingen aus dem KZ Flossenbürg beladene Güterzug 6395 in der Nähe von Wiesau mit einem anderen Zug zusammen. Die Häftlinge sollten in das KZ-Außenlager Leitmeritz zur Zwangsarbeit in einer geheimen Rüstungsfabrik gebracht werden (Tarnname Richard I). Gegen die Kälte waren die Böden der Häftlings-Güterwagen mit Stroh bedeckt und in den Wagen befanden sich Kanonenöfen – bei den von außen fest verschlossenen umstürzenden Waggons eine tödliche Falle. 52 Häftlinge, vier SS-Wachmänner sowie ein Reichsbahnangehöriger (Heizer) wurden getötet und es gab zahlreiche schwer Verletzte. Bisher ist kein KZ-Häftling aus dem Transport bekannt, der das Kriegsende überlebt hat und von dem Unfall berichten konnte. Erst im Jahr 2012 wurde nach fast 70 Jahren die geheime Transportliste des Zugs entdeckt.[45]
- 24. November 1944 – Barwałd Średni, Generalgouvernement (heute wieder Polen): Beim Eisenbahnunfall von Barwałd Średni stießen in Barwałd Średni bei Wadowice ein von Zakopane nach Krakau verkehrender Personenzug mit einem deutschen Militärzug zusammen. Über 130 Passagiere, Soldaten und die Besatzungen der Lokomotiven starben, 100 bis 200 weitere wurden verletzt.
- 28. November 1944 – Friedrichsaue, Brandenburg: Beim Eisenbahnunfall von Friedrichsaue stießen zwischen Fürstenwalde und Wriezen bei starkem Nebel ein Triebwagen und ein Nahgüterzug frontal zusammen. Mindestens zwei Personen verloren ihr Leben. Die Zugführerin des Triebwagens stellte die Weichen ohne Zustimmung der Zugmeldestelle zur Ein- und Ausfahrt.
- 27. Dezember 1944 – Neuenmarkt-Wirsberg, Bayern: Ein Militärzug, der die Schiefe Ebene vom Bahnhof Marktschorgast herunterkam, konnte nicht in ausreichendem Maß bremsen und entgleiste im Bahnhof Neuenmarkt-Wirsberg. Die genaue Ursache blieb unbekannt. Der Zug war mit der Lokomotive 58 2813 bespannt. Bei dem Unfall kamen der Heizer, der Lokführer und ein Unteroffizier ums Leben. Außerdem gab es mehrere Schwer- und Leichtverletzte.[46]
- 5. Januar 1945 – Edenkoben, Bayern jenseits des Rheins: Bei einem Luftangriff auf den Bahnhof Edenkoben wurde ein dort stehender, mit Munition beladener Zug getroffen und explodierte daraufhin. Dabei wurde das historische Empfangsgebäude zerstört.[47]
- 14. Januar 1945 – Eschwege, Kurhessen: Während ein Schnellzug, der von der Lok 01 1067 gezogen wurde, aus dem Bahnhof Eschwege West in Richtung Bebra ausfuhr, prallte ihr die rangierende 56 820 in die Flanke. Mindestens zwei Menschen starben.[Anm. 3] Beide Lokomotiven wurden so stark beschädigt, dass sie nicht mehr repariert werden konnten. Auch Personenwagen wurden beschädigt.[48]
- 15. Januar 1945 – Herzebrock, Westfalen: Auf der Strecke Rheda (Westfalen) nach Oelde fuhr ein Sonder-Personenzug in der Gemeinde Herzebrock bei schlechter Sicht auf den wegen Dampfmangels liegengebliebenen D 8 auf. 28 Tote, 32 Schwerverletzte und 61 Leichtverletzte waren die Folge.[49]
- 27. Januar 1945 – Grabersgrund bei Ludwigsdorf, Schlesien: Beim Eisenbahnunfall von Ludwigsdorf lösten sich zwei Wagen eines Lazarettzugs bei dessen Einfahrt in den Tunnel Niederkönigswalde, rollten rückwärts, entgleisten und fingen Feuer. 60 Menschen starben. Die Opfer, darunter Militärärzte, Krankenschwestern und Evakuierte, wurden zunächst namenlos in einem Massengrab beigesetzt, später einige identifiziert.
- 31. März 1945 – Geseke, Westfalen: Beim Eisenbahnunfall von Verne prallte bei der zerstörten Blockstelle Verne der Bahnstrecke Hamm–Warburg ein mit Flüchtlingen aus dem Ruhrgebiet besetzter Bauzug auf zwei stehende Lokomotiven. Mindestens sieben Menschen starben. Der Unfall wurde in erster Linie durch die chaotischen Umstände der letzten Tage des Zweiten Weltkriegs verursacht.
- 31. März 1945 – Waldkappel, Nordhessen: Bei dem Luftangriff auf Waldkappel explodierte ein Munitionszug. Dabei starben 17 Menschen.
- 20. April 1945 – Fahlenbach, Bayern: Bei einem Luftangriff auf Eisenbahnwagen bei Fahlenbach starben 42 deutsche Soldaten, alle im Alter von 16 Jahren.[50]
- 8. Mai 1945 – München-Berg am Laim, Bayern: Beim Eisenbahnunfall von Berg am Laim explodierten im Rangierbahnhof München Ost im Münchner Stadtteil Berg am Laim Teile eines Zuges, der Munition geladen hatte. Elf Menschen starben.
- 16. Mai 1945 – Peine-Horst, Niedersachsen: Ein Munitionszug geriet kurz nach Kriegsende während der Fahrt in Flammen. Ein Teil der Munition explodierte auf freier Strecke. Teile des Zuges wurden bis in die Peiner Innenstadt geschleudert.[51]
- 28. Mai 1945 – Bad Aibling, Bayern: Bei einem Eisenbahnunfall in Bad Aibling stießen ein mit Soldaten besetzter Militärzug und ein Leerzug auf der eingleisigen Bahnstrecke Holzkirchen–Rosenheim zwischen dem Bahnhof Bad Aibling und dem Bahnhof Kolbermoor zusammen. Bei dem Unfall starben fünf Menschen.
- 30. Mai 1945 – Hüttengrund, Sachsen: Beim Eisenbahnunfall im Hüttengrund kamen 18 Angehörige der Roten Armee ums Leben.
- 16. Juni 1945 – Sarstedt, Niedersachsen: Beim Eisenbahnunfall von Sarstedt explodierte ein mit Munition beladener Zug. 33 Menschen starben unmittelbar oder durch die Folgen des Unglücks; es entstand Sachschaden in Millionenhöhe. Nur dem beherzten Eingreifen dreier Eisenbahner (Lokführer Karl Bornemann, Heizer Hermann Schwerdtfeger und August Knoke) ist zu verdanken, dass die Katastrophe nicht noch weit größer ausfiel. Sie rangierten nach der Explosion unter Lebensgefahr Teile eines mit Munition beladenen weiteren Zuges sowie einen Zug aus mit Treibstoff beladenen Kesselwagen aus dem Gefahrenbereich.[52]
- 16. Juli 1945 – Aßling, Bayern: Der Eisenbahnunfall von Aßling war ein Auffahrunfall auf der Bahnstrecke München–Rosenheim zwischen den heutigen Bahnhöfen von Aßling und Grafing bei Elkofen. Ein mit Panzern beladener Güterzug der US-amerikanischen Armee prallte auf einen Zug mit Kriegsgefangenen. Mindestens 102 Menschen starben.
- 13. August 1945 – Goch, Provinz Nordrhein: Beim Eisenbahnunfall von Goch stießen zwei Züge frontal zusammen. Der Unfall forderte 21 Menschenleben.
- 4. Dezember 1945 – Neddemin, Land Mecklenburg-Vorpommern: Der Eisenbahnunfall von Neddemin an der Berliner Nordbahn war ein Frontalzusammenstoß, der durch die prekären Betriebsbedingungen der Zeit unmittelbar nach dem Zweiten Weltkrieg und einen Fahrdienstleiterfehler verursacht wurde. 38 Fahrgäste und Eisenbahner starben, 68 wurden verletzt.
- 16. April 1946[53] – Eisleben, Provinz Sachsen-Anhalt: Beim Eisenbahnunfall von Eisleben stieß ein Arbeitszug mit Soldaten der sowjetischen Armee, die mit der Demontage des zweiten Gleises der Strecke Halle–Eisleben beauftragt waren, mit einem vor dem Einfahrsignal wartenden Personenzug zusammen. Eine schwierige betriebliche Situation und Anweisungen der Soldaten waren für den Unfall, der 24 Tote und zahlreichen Verletzte forderte, verantwortlich.
- 1. November 1946 – Tröglitz, Provinz Sachsen-Anhalt: Beim Eisenbahnunfall von Tröglitz wurde im Bahnhof Tröglitz ein Zug mit Umsiedlern aus dem Sudetenland versehentlich auf ein Stumpfgleis geleitet. Der Zug überfuhr den Prellbock und entgleiste. 30 Menschen starben, 23 weitere wurden verletzt.
- 22. Februar 1947 – Datteln, Nordrhein-Westfalen: Infolge von Signalmissachtung kam es in Datteln zu einer Flankenfahrt des Nahgüterzugs 9140 gegen den Personenzug 2505. Der Unfall forderte drei Todesopfer und 29 Verletzte.[54]
- 17. April 1947 – Oetzen, Niedersachsen: Infolge von Nebel fuhr der Güterzug mit Personenbeförderung 8523 in Oetzen beim Vorziehen über die Rangierhalttafel hinaus und stieß in der Folge mit dem Personenzug 962 zusammen. Es gab vier Tote und 42 Verletzte.[54]
- 23. August 1947 – Velten, Land Brandenburg: Bei dem Eisenbahnunfall von Velten geriet leicht entzündliches Material, das Reisende im Handgepäck mit sich führten, in Brand. 24 Menschen starben, 35 wurden darüber hinaus verletzt.
- 11. September 1947 – Husby, Schleswig-Holstein: Der Personenzug 1207 fuhr in Husby, in Folge der irrtümlich gegebenen Einfahrt in ein besetztes Gleis, auf den dort haltenden Güterzug mit Personenbeförderung 2192 auf. Fünf Personen starben, 27 wurden verletzt.[54]
- 12. Dezember 1947 – Flensburg, Schleswig-Holstein: Der aus Husum kommende Personenzug 1353 fuhr infolge eines Fahrdienstfehlers auf den vor dem Einfahrsignal des Bahnhof Flensburg haltenden Güterzug mit Personenbeförderung 9345. Es gab fünf Tote und neun Verletzte.[54]
- 22. Dezember 1947 – Neuwied, Rheinland-Pfalz: Beim Eisenbahnunfall von Neuwied stießen zwei Schnellzüge frontal zusammen. Eine Lokomotive und drei Personenwagen stürzten einen Bahndamm hinab, so dass 42 Menschen starben und 116 verletzt wurden. Unzureichende Betriebsbedingungen in der Nachkriegszeit führten zu einer Signalstörung.
- 9. Januar 1948 – Münster, Nordrhein-Westfalen: Der Durchgangsgüterzug 7303 fuhr in Münster infolge eines Fahrdienstfehlers auf den haltenden Nahgüterzug 9658. Es gab vier Tote.[54]
- 6. März 1948 – Koblenz, Rheinland-Pfalz: Eine rangierende Lok missachtete in Koblenz ein Gleissperrsignal und fuhr deswegen dem einfahrenden Schnellzug Bielefeld–Koblenz in die Flanke. Es gab zwei Tote und 13 Verletzte.[54]
- 21. Juli 1948 – Kissing, Bayern: Wegen vorzeitiger Fahrstraßenauflösung konnte in Kissing unter dem Schnellzug 257 eine Weiche umgelegt werden. Deswegen entgleisten drei Wagen des Schnellzuges von München nach Frankfurt. Es gab zwei Tote und sieben Verletzte.[54]

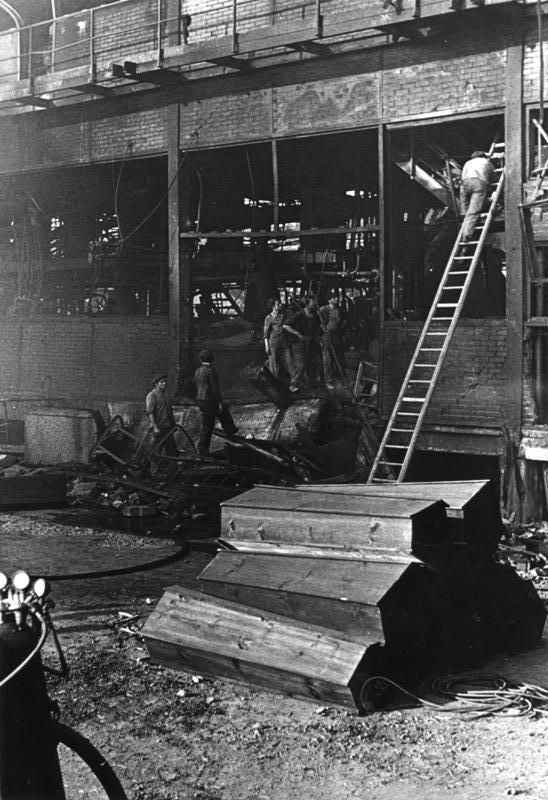
Suchtrupps nach der Kesselwagenexplosion in der BASF.

- 28. Juli 1948 – Ludwigshafen am Rhein, Rheinland-Pfalz: Bei einer Kesselwagenexplosion in der BASF explodierte ein überhitzter Kesselwagen. 207 Menschen kamen ums Leben, 3818 wurden verletzt und 3122 Gebäude beschädigt.
- 22. November 1948 – Cochem, Rheinland-Pfalz: Beim Eisenbahnunfall im Kaiser-Wilhelm-Tunnel setzte eine Kohlenstaubexplosion den Führerstand der Dampflokomotive des Schnellzugs Paris–Koblenz in Brand. Die überlegte Handlungsweise des schwer verletzten Lokomotivführers wendete eine Katastrophe ab. Von den Fahrgästen kam niemand zu Schaden.
- 5. Dezember 1948 – Bissendorf, Niedersachsen: Der Personenzug 1475 erhielt in Bissendorf vom Fahrdienstleiter einen den Vorschriften entsprechenden Rangierauftrag, welcher aber vom Zugpersonal als Abfahrbefehl verstanden wurde. Infolgedessen stieß Zug 1475 bei dichtem Nebel mit dem einfahrenden Personenzug 1476 zusammen. Es gab sechs Tote und 59 Verletzte.[54]
- 24. März 1949 – Olching, Bayern: Der Lokomotivführer eines Güterzugs verwechselte bei nächtlicher Fahrt Signale und wähnte sich bereits auf dem Durchfahrtgleis, obwohl er noch auf dem Überholungsgleis fuhr. An dessen Ende befand sich eine Schutzweiche, die den Zug auf ein Stumpfgleis leitete und er überfuhr das Gleisende. Lokomotive und etwa 20 Wagen landeten nach einem mehrere Meter tiefen Sturz in der Amper.[55]
- 9. Mai 1949 – Stolberg: Auf einer niveaugleichen Kreuzung der Straßenbahn Aachen und der Eisenbahnstraße in Stolberg mit der Bahnstrecke Stolberg–Walheim stieß ein in Richtung Stolberg Hbf fahrender Zug mit einer Straßenbahn der Linie 8 zusammen. Vier Menschen starben, 20 weitere wurden verletzt.[56]
- 8. August 1949 – Leverkusen-Schlebusch, Nordrhein-Westfalen: Beim Eisenbahnunfall von Schlebusch erfasste der Schnellzug 99 an einem Bahnübergang einen Lastzug, der Ferienkinder beförderte. Obwohl sich die Schranken bereits schlossen, versuchte der Fahrer des Lastzugs, den Bahnübergang noch zu überqueren. 18 Menschen starben, zwölf wurden verletzt.
- 29. November 1949 – Niederlahnstein, Rheinland-Pfalz: Infolge unterlassener Verständigung zwischen Fahrdienstleiter und Triebfahrzeugführer der Wasser fassenden Lokomotive stieß in Niederlahnstein der Durchgangsgüterzug aus Neuried mit der zum Wasserfassen vorgefahrenen Lok zusammen. Der in Gegenrichtung fahrende Leerwagen-Güterzug fuhr in die Trümmer. Es gab einen Toten und drei Verletzte.[57]
- 3. Februar 1950 – Garding, Schleswig-Holstein: Unter dem einfahrenden Personenzug 1390 wurde in Garding infolge vorzeitiger Fahrstraßenauflösung eine Weiche umgestellt. Dabei entgleisten zwei Wagen, und einer davon stürzte um. Dabei gab es vier Tote und zwei Verletzte.[58]
- 10. März 1950 – Bahnhof Lauscha, Thüringen: Beim Rangieren durchbrach die Lokomotiv eines Nahgüterzuges den Lokschuppen und stürzte eine über 15 Meter hohe Stützmauer hinab. Der Lokführer und der Heizer wurden schwer verletzt. Der Oberlokführer erlitt Verbrennungen dritten Grades, denen er später erlag.[59][60]
- 20. April 1950 – Koblenz, Rheinland-Pfalz: Bei der Abzweigstelle vor der Horchheimer Eisenbahnbrücke in Koblenz überfuhr der von Wedau nach Ehrang verkehrende Kokszug ein Signal. Beim folgenden Schutzgleis entgleisten die Lok und drei Wagen. Es gab drei Tote und einen Verletzten.[58]
- 12. Juli 1950 – Zwickau / Aue, Land Sachsen: Beide Fahrdienstleiter, die in Zwickau und Aue die zwei Seiten des eingleisigen Streckenabschnitts überwachten, ließen einen Güterzug und einen Personenzug in den Abschnitt hineinfahren. Bei der Kollision zwischen Hartenstein (Sachsen) und Fährbrücke[61] starben 20 Menschen, 50 wurden darüber hinaus verletzt.[62]
- 18. September 1950 – Altenau, Niedersachsen: Bei dem Eisenbahnunfall von Altenau kollidierte ein entlaufener Bauzug frontal mit einem im Bahnhof Altenau (Oberharz) stehenden Personenzug. Ein Mensch starb, drei Eisenbahner wurden schwer-, fünf weitere Personen leicht verletzt.

### 1951–1960
- 24. Januar 1951 – Müssen, Schleswig-Holstein: Bei Nebel hat der Triebfahrzeugführer des Personenzugs 3880 die Haltestellung des Ausfahrtsignals in Müssen missachtet und ist mit dem durchfahrenden Durchgangsgüterzug 7505 zusammengestoßen. Es gab vier Tote und 54 Verletzte.[58]
- 4. Mai 1951 – Meiningen, Land Thüringen: Beim Kesselzerknall im Reichsbahnausbesserungswerk Meiningen explodierte ein Dampfkessel wegen eines fehlenden Prüfmanometers und ungenügender Absprachen. Elf Menschen kamen ums Leben, die Dampflokomotive und das Anheizhaus wurden zerstört. Es war einer der schwersten Unfälle dieser Art.
- 10. Juni 1951 – Kenn, Rheinland-Pfalz: Beim Eisenbahnunfall von Kenn erfasste ein Zug der Moselbahn an einem unübersichtlichen, unbeschrankten Bahnübergang einen Omnibus. 15 Menschen starben, 20 Menschen wurden schwer verletzt.
- 19. Juni 1951 – Herrsching, Bayern: Beim Eisenbahnunfall von Herrsching starben an einem Bahnübergang auf der Bahnstrecke München–Herrsching bei Herrsching am Ammersee 16 Menschen. Eine Gruppe von Ordensbrüdern war mit einem Lkw auf einer Wallfahrt zum Kloster Andechs unterwegs.
- 19. Juni 1951 – Stühlingen, Baden-Württemberg: Ein mit Feriengästen besetzter Reisebus überquerte trotz eingeschalteter Warnlichtzeichen einen Bahnübergang der Wutachtalbahn zwischen Stühlingen und Weizen und kollidierte mit einem Zug. Sieben Menschen wurden getötet, vierzehn verletzt, zwei davon schwer.[63]
- 1. November 1951 – Kirsch, Rheinland-Pfalz: Beim Zusammenstoß einer Mallet-Lok und eines Wismarer Triebwagens (VG 2) am 1. November 1951 zwischen Longuich und Kirsch wurden vier Menschen getötet und 96 weitere verletzt.[64][65]
- 8. November 1951 – Walpertskirchen, Bayern: Beim Eisenbahnunfall von Walpertskirchen fuhr ein Personenzug frontal in einen Nahgüterzug. 16 Menschen starben, 41 wurden verletzt.
- 3. Februar 1952 – Suhl, Thüringen: Bei Suhl fuhr auf der Bahnstrecke Neudietendorf–Ritschenhausen an der Blockstelle Struth eine vom Bahnhof Oberhof kommende, führerlose Dampflokomotive frontal auf einen Personenzug. Zwei Menschen starben, weitere wurden teils schwer verletzt.[66]
- 7. Juni 1952 – Kettenbach, Hessen (Aartalbahn): Bei der Einfahrt in den Bahnhof Kettenbach entgleiste der aus Richtung Bad Schwalbach kommende und aus zwei Triebwagen bestehende Zug und der hintere Triebwagen stürzte um. Es gab zwei Tote und zahlreiche Schwerverletzte.[67]
- 13. Mai 1953 – Zwischen Oberbrechen und Niederselters, Hessen (Main-Lahn-Bahn). Aufgrund eines „Gleisfehlers“ stürzte die Dampflokomotive 93 742 eine Böschung hinab. Dabei starb der Lokomotivführer.[68]
- 21. Januar 1954 – Blankenheim, Hessen: Nach dem Achsbruch eines Güterzuges fährt ein weiterer Güterzug in die Unfallstelle hinein. Zwei Menschen sterben.[69]
- 27. April 1954 – Hanau, Hessen: Der Eisenbahnunfall von Hanau war die Flankenfahrt eines Nahverkehrszugs in den Skandinavien-Express. Vier Tote und 97 Verletzte[Anm. 4] waren die Folge. Der Lokomotivführer des Personenzuges gab an, beim erst kurz zuvor montierten Lichtsignal „Grün“ erkannt zu haben. In der Folge wurden Lichtsignale mit Abschirmblenden versehen.
- 24. Juli 1954 – Abenheim, Rheinland-Pfalz: Beim Eisenbahnunfall von Abenheim wurde ein Omnibus an einem unbeschrankten Bahnübergang der Bahnstrecke Worms–Gundheim zwischen Herrnsheim und Abenheim von einem Zug erfasst. 25 Menschen starben.
- 15. September 1954 – Bebra, Hessen: Nach Überfahren eines „Halt“ zeigenden Signals fuhr ein Schnellgüterzug im „Göttinger Bogen“[Anm. 5] auf einen Personenzug auf, der vor dem nächsten, ebenfalls „Halt“ zeigenden Signal wartete.[70]
- 17. Oktober 1954 – Burghaun, Hessen: Beim Eisenbahnunfall am Burghauner Tunnel erfasste der Schnellzug Hamburg–Basel auf einem Bahnübergang einen mit Zucker beladenen Lkw, weil die Schranken nicht geschlossen waren. Der Lkw wurde von der Dampflokomotive durch den Tunnel gedrückt, wobei sich im Führerstand eingedrungener Zucker entzündete und den Heizer schwer verletzte.
- 18. Dezember 1954 – Dortmund, Nordrhein-Westfalen: Beim Eisenbahnunfall von Dortmund stießen aufgrund einer falsch gestellten Weiche ein ausfahrender Nahverkehrszug und ein einfahrender Zug zusammen. 15 Menschen starben, 71 weitere wurden verletzt.
- 20. Dezember 1954 – Wallersdorf, Bayern: Ein Betriebsassistentenanwärter in Wallersdorf vergriff sich beim Signalstellen mehrmals und gab nicht dem Viehzug 5654 die Einfahrt, sondern dem Schotterwagenleerzug Dsth 19905 die Ausfahrt. Bei der Frontalkollision auf der Strecke waren sechs Tote und ein Verletzter zu beklagen. Das Personal beider Züge wurde auf den Lokomotiven eingeklemmt.[58]
- 11. Januar 1955 – Wahnebergen, Niedersachsen: Auf der Allerbrücke bei Verden entgleisten gegen 5:30 wegen eines Heißläufers 17 Wagen eines Kesselwagenzuges. Der entgegenkommende Personenzug P 1211 kollidierte mit den Trümmern, seine Lokomotive und der erste Personenwagen stürzten von der Brücke. Zwei Personen starben, vierzehn wurden verletzt.[71]
- 18. Februar 1956 – Bülgenauel, Nordrhein-Westfalen: In einem eingleisigen Abschnitt der Siegstrecke stießen ein Güterzug und ein Eilzug zusammen. Zwei Menschen starben und 15 wurden verletzt.
- 25. Februar 1956 – Bornitz, Bezirk Leipzig: Beim Eisenbahnunfall von Bornitz fuhr im Bahnhof Bornitz ein Durchgangsgüterzug als Verschubfahrt einem durchfahrenden Schnellzug von Dresden nach Leipzig in die Flanke. Der Unfall forderte 43 Tote und 55 Verletzte.
- 24. Juni 1956 – Dortmund, Nordrhein-Westfalen: Im Hauptbahnhof kollidiert der Schienenbus Pto 4792 mit dem aus Hagen einfahrenden Nahverkehrszug N 3507, nachdem letzterer ein Haltesignal missachtete. Zwei Menschen starben, 138 wurden zudem verletzt, 20 von ihnen schwer.[72]
- 1. Oktober 1957 – Stuttgart-Bad Cannstatt, Baden-Württemberg: Ein schwerer Unfall ereignete sich im Bahnhof: bei dichtem Nebel fuhr der Personenzug 3108 auf den Personenzug 1414 auf. Zehn Menschen starben, weitere 56 wurden verletzt.[73]
- 14. September 1958 – Drachenfels, Nordrhein-Westfalen: Beim Eisenbahnunfall vom Drachenfels entgleiste ein Zug der Drachenfels-Zahnradbahn wegen überhöhter Geschwindigkeit. Hierbei starben 18 Fahrgäste, und viele Fahrgäste erlitten Verletzungen.
- 22. Oktober 1958 – Dortmund, Nordrhein-Westfalen: Die überbreite Ladung, ein 175 Tonnen schwerer Turbogenerator, eines Güterzuges schlitzte im Bahnhof Dortmund-Hörde einen Personenzug seitlich auf. Die zuvor befohlene Sperrung des Nachbargleises wurde vom verantwortlichen Fahrdienstleiter missachtet, da die amtliche Bezeichnung „Nachbargleis“ im Bahnhofsbereich nicht existierte. Drei Menschen kamen ums Leben, 38 weitere wurden zum Teil schwer verletzt[74]
- 20. Juni 1959 – Lauffen am Neckar, Baden-Württemberg: Beim Busunfall von Lauffen erfasste an einem Bahnübergang der Bahnstrecke Stuttgart–Heilbronn ein Eilzug einen Linienbus. 45 Menschen kamen ums Leben, 25 Personen überlebten schwer verletzt.
- 15. Mai 1960 – Leipzig, Bezirk Leipzig: Beim Eisenbahnunfall von Leipzig stieß im Leipziger Hauptbahnhof wegen einer durch einen Stromausfall falsch gestellten Weiche ein einfahrender Eilzug mit einem ausfahrenden Personenzug frontal zusammen. Mindestens 54 Menschen starben und 240 wurden verletzt. Er war einer der schwersten Eisenbahnunfälle der Deutschen Reichsbahn in der DDR.
- 6. August 1960 – Bahnhof Bremen: Zu dem Zeitpunkt wurde eine alte Brücke ersetzt. Durch ein falsches Signal stürzte eine Dampflok auf die Straße; der Lokführer starb.[75]

### 1961–1970
- 13. Juni 1961 – Esslingen (Neckar), Baden-Württemberg: Beim Eisenbahnunfall von Esslingen stießen zwei Personenzüge in der westlichen Einfahrt des Bahnhofs Esslingen frontal zusammen. 35 Menschen starben.
- 5. Oktober 1961 – Hamburg-Borgfelde, Hamburg: Beim S-Bahn-Unfall am Berliner Tor fuhr ein S-Bahn-Zug auf einen Bauzug auf. 28 Personen in der S-Bahn wurden getötet und 55 Insassen verletzt.
- 17. Februar 1962 – Isenbüttel, Niedersachsen: Beim Eisenbahnunfall von Isenbüttel entgleiste ein Zug durch Steine, die auf die Bahnstrecke Braunschweig–Wieren gelegt worden waren. 3 Menschen starben, 25 wurden verletzt.
- 1. März 1962 – Trebbin, Bezirk Potsdam: Beim Eisenbahnunfall von Trebbin löste sich in der Nähe der Stadt Trebbin Ladegut eines Militärzugs, beschädigte einen entgegenkommenden Schnellzug und brachte den eigenen Zug zum Entgleisen. Von offizieller Seite wurde versucht, den Unfall zu vertuschen. Nach Augenzeugenberichten waren mehr als 70 Todesopfer zu beklagen.
- 1. Februar 1963 – Hannover-Linden: Wegen Missachtung eines Signals stieß der Pt 3082 mit dem einfahrenden De 5892 zusammen. Dabei wurden 3 Menschen getötet (Triebwagenfahrer, Zugführer und ein Passagier), weitere 57 Personen wurden verletzt.[76]
- 15. Februar 1963 – Doberlug-Kirchhain, Bezirk Cottbus: Beim Eisenbahnunfall von Doberlug-Kirchhain stieß aufgrund eines Fahrdienstleiter-Fehlers ein Diesel-Schnelltriebwagenzug der Baureihe M 495.0 der tschechoslowakischen Staatsbahn (Hungaria-Express), der von Berlin kommend den oberen Güterbahnhof mit 28-minütiger Verspätung durchfuhr, gegen 9.48 Uhr bei dichtem Nebel mit einer dort haltenden Güterzug-Dampflokomotive zusammen, die aufgrund eines Defekts der Lichtleitung zum Lokschuppen umsetzen sollte. Dabei starben 2 Menschen und 31 wurden verletzt.[77][78]
- 10. Januar 1964 – Delmenhorst – Um 0 Uhr 23 Minuten war ein in Richtung Bremen fahrender Güterzug mit einer Geschwindigkeit von 50 km/h ungebremst auf einen stehenden Güterzug aufgefahren, weil der Lokführer ein auf Halt stehendes Zwischensignal nicht wahrgenommen hatte. Zum Glück wurden sowohl die Zugführer als auch die Heizer nur unwesentlich verletzt. Da die Ladung auch aus Rohöl in Tankkesselwagen bestand und Feuer ausgebrochen war, wurde Katastrophenalarm ausgelöst. Zusammen mit den Wehren aus den umliegenden Gemeinden und Bremen sowie THW konnte eine größere Katastrophe vermieden werden.[79]
- 24. Oktober 1964 – Hastedt, Bremen: Die auf dem Güterzuggleis als Lz 90306 alleine fahrende 50 4027 überfuhr das Vor- und Hauptsignal. Das Güterzuggleis mündet an der Stelle flankenschutzlos ins Hauptbahngleis, somit konnte die Flankenfahrt nicht verhindert werden. Die 50.40 fuhr auf Höhe des dritten Wagens in den E 526, dabei stürzten der 3. und 4. Wagen des E 526 um, wobei der 3. Wagen in den zwischen den Gleisen stehenden Mittelträger der über die Strecke führenden Brücke prallte. Dabei wurde der n-Wagen geknickt und zerstört. Die 50.40 entgleiste mit allen Achsen und kippte gegen einen Brückenpfeiler. Es gab sieben Tote und 36 Verletzte.[80]
- 1. November 1964 – Langhagen, Bezirk Schwerin: Beim Eisenbahnunfall von Langhagen fuhr der Schnellzug Berlin–Rostock auf einen entgleisten Kieszug auf, der in das Lichtraumprofil des Schnellzuges ragte. 44 Menschen kamen ums Leben und 70 weitere wurden teilweise schwer verletzt.
- 16. Juni 1965 – Holtum, Niedersachsen: Bei der Kreuzung zweier Güterzüge standen die letzten Wagen des die Kreuzung im Bahnhof Holtum abwartenden Güterzugs nicht hinter dem Grenzzeichen und ragten in das Lichtraumprofil des Nachbargleises. Der Fahrdienstleiter versäumte eine ordnungsgemäße Fahrwegprüfung. Die Lokomotive (44 610) des entgegenkommenden Zuges entgleiste durch den Aufprall auf die Wagen des wartenden Zuges und kam auf der Seite zu liegen.[81]
- 24. Juni 1965 – Waßmannsdorf, Bezirk Potsdam: Beim Eisenbahnunfall von Waßmannsdorf entgleisten mehrere Wagen eines aus Potsdam kommenden Personenzuges bei der Einfahrt in den Bahnhof aufgrund einer Gleisverwerfung, die sich auf eine hohe Hitzeeinwirkung zurückführen ließ. Neun Reisende kamen ums Leben, darunter die bekannte DEFA-Schauspielerin Ellinor Vogel.
- 12. August 1965 – Lampertheim, Hessen: Beim Eisenbahnunfall von Lampertheim stieß der Trans-Europ-Express TEE 77 Helvetia mit dem nicht profilfrei stehenden Ende eines Güterzugs zusammen. Alle sieben Personenwagen des TEE wurden vom letzten Güterwagen teilweise aufgeschlitzt und entgleisten. Vier Menschen starben, sechs wurden schwer und 39 leicht verletzt.
- 7. Oktober 1965 – Sandförde, Bezirk Neubrandenburg: Beim Eisenbahnunfall von Sandförde stieß der internationale Fernverkehrszug D 24 Malmö–Berlin im Bahnhof Sandförde mit einem entgegenkommenden Personenzug zusammen, nachdem der Lokomotivführer des Schnellzugs ein Signal zu spät beachtet hatte. Lokomotivführer und Heizer verloren beim Unfall ihr Leben, 16 Personen wurden schwer verletzt.
- 4. Februar 1966 – Heimenkirch, Bayern: Beim Busunglück von Heimenkirch, einem Zusammenstoß eines Schulbusses mit einem Güterzug, wurden sieben Kinder getötet.
- 16. Juli 1966 – Etelsen, Niedersachsen: Der Schnellzug D 41 „Senator“ entgleiste in einem frisch gestopften Gleisabschnitt bei einer Geschwindigkeit von 135 km/h. Die Unfallursache blieb ungeklärt.[82]
- 17. September 1966 – Bensheim, Hessen: Beim Eisenbahnunfall von Bensheim entgleiste ein Personenzug durch Steine, die Kinder auf die Bahnstrecke Bensheim–Worms gelegt hatten. Eine Person starb, 15 wurden verletzt.
- 16. November 1966 – Oberliederbach, Hessen: Beim Eisenbahnunfall von Oberliederbach kollidierte auf der eingleisigen Strecke ein 3-teiliger Triebwagen, der sich im Bahnhof Kelkheim-Hornau führerlos bergab selbständig gemacht hatte, mit einem von einer Dampflok geführten Reisezug. Sieben Personen starben, 80 wurden teils schwer verletzt.

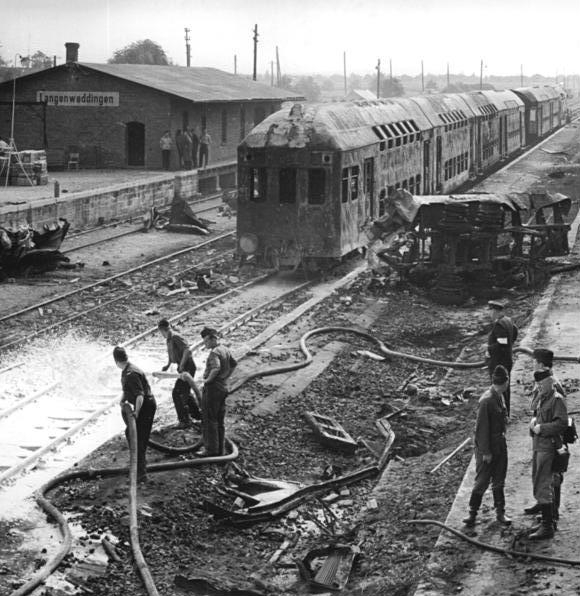
Ausgebrannte Doppelstockwagen nach dem Unfall von Langenweddingen.

- 6. Juli 1967 – Langenweddingen, Bezirk Magdeburg: Beim Eisenbahnunfall von Langenweddingen stieß infolge einer Störung an einem beschrankten Bahnübergang ein Personenzug mit einem Tanklaster zusammen, der explodierte. Nach offiziellen Angaben kamen 94 Menschen ums Leben.
- 8. März 1968 – Walldorf, Hessen: Ein in Richtung Frankfurt fahrender Personenzug rammte mit einer Flankenfahrt an einem wegen Bauarbeiten eingleisig geführten Abschnitt nach Überfahren eines „Halt“ zeigenden Signals einen mit Schülern besetzten Zug, der gerade den Bahnhof Walldorf (Hessen) verlassen hatte. Ein Schüler und eine 78-jährige Frau starben, 53 Menschen wurden darüber hinaus teils schwer verletzt.[83]
- 16. Oktober 1968 – Hauptstuhl, Rheinland-Pfalz: Beim Eisenbahn-Attentat bei Hauptstuhl wurde auf der Bahnstrecke Mannheim–Saarbrücken eine Weiche auf Ablenkung gestellt, worauf die Lokomotive und sieben Wagen eines Schnellzugs entgleisten. Ein Mensch starb, 14 wurden verletzt.
- 3.Juni 1969 – Krefeld Forsthaus, NRW: Et 2827 Mönchengladbach-Dortmund, gegen Anderthalbdecker-Linienbus; Schranken offen (7 Tote, 12 Verletzte). Bis zum Fahrplanwechsel (31.5./1.6.) verkehrte der Zug mit Halt am Haltepunkt Forsthaus. Der am Unglück schuldige Aufsichtsbeamte hatte einige Tage keinen Dienst gehabt und sich nicht über die Fahrplanänderung informiert. So wollte er wie üblich die vom Dienstgebäude des Hp zu bedienenden Schranken erst schließen, wenn der Zug hielt.
- 22. Juni 1969 – Hannover-Linden, Niedersachsen: Beim Eisenbahnunfall von Linden explodierte im Bahnhof Hannover-Linden ein in Brand geratener Güterwagen der Belgischen Staatsbahnen (SNCB), der mit Munition für die Bundeswehr beladen war. Beim Unfall kamen zwölf Menschen ums Leben.
- 28. Juli 1969 – Meinersen, Niedersachsen: Der Interzonenzug D 136 von Düsseldorf nach Leipzig entgleiste zwischen den Bahnhöfen Leiferde und Meinersen aufgrund einer Schienenverwerfung infolge von Hitze. Dabei sind fünf Menschen getötet worden und über 20 Menschen schwer verletzt worden.[84][85][86][87]
- 12. August 1969 – Meckelfeld, Niedersachsen: Der Eilzug E 1737 fuhr auf den haltenden Fernzug F 33 „Gambrinus“ auf. Der verantwortliche Fahrdienstleiter soll, offiziellen Angaben zufolge, durch Fehlbedienung eines Signals nicht dem Fernzug, sondern dem Eilzug die Weiterfahrt erlaubt haben. Es blieb jedoch unklar, ob dies „durch ein bis heute nicht endgültig geklärtes Versagen der Technik ausgelöst“ wurde. Vier Menschen starben, 60 wurden verletzt, 17 von ihnen schwer.[88]
- 29. August 1969 – Großkorbetha, Bezirk Halle: Beim Eisenbahnunfall von Großkorbetha prallte der Schnellzug von Halle (Saale) nach Erfurt auf eine stehende Lokomotive. Beim Unfall gab es Verletzte, aber keine Toten. Die Vorspannlokomotive des Schnellzugs war die E 18 40, die kurz zuvor von der Deutschen Reichsbahn (DR) als elektrische Versuchslokomotive für hohe Geschwindigkeiten umgebaut worden war. Die Versuchsmaschine wurde nach dem Unfall ausgemustert.
- 16. September 1969 – Salzbergen, Niedersachsen: Zwei mit Benzin, Erdöl und Flüssiggas beladene Güterzüge stießen bei dichtem Nebel frontal zusammen. Dies führte zur Explosion eines der Kesselwagen und einen Großbrand, infolge dessen ein Stellwerk zerstört sowie zwei angrenzende Wohnhäuser schwer beschädigt wurden. Die Löscharbeiten dauerten bis zum 22. September 1969 an. Es gab keine Personenschäden.[89][90]
- 22. Oktober 1969 – Obertraubling, Bayern: Der Eilzug Hof–München stieß um 14:17 Uhr im Bahnhof Obertraubling mit einer Geschwindigkeit von ca. 110 km/h auf einen Kohlewagen, der zusammen mit einem Schwerkleinwagen im durchgehenden Hauptgleis abgestellt war. Die Fahrwegprüfung wurde nicht ordnungsgemäß durchgeführt und die vorgeschriebene Hilfssperre war nicht angebracht. Der Kohlenwagen wurde durch den Aufprall ca. 300 Meter weitergeschoben und zerstört, der Schwerkleinwagen und der Elektrolokomotive schwer beschädigt. Dabei kam ein Bundesbahnbedienstete ums Leben und mehrere weitere Menschen, darunter der Lokomotivführers des Eilzuges wurden verletzt.[91]
- 11. Mai 1970 – Beckingen, Saarland: Ein schwerer Unfall ereignete sich am 11. Mai 1970, bei dem nach einem Erdrutsch, ausgelöst durch heftigen, zwei Tage andauernden Regenfall, fünf Menschen zu Tode kamen. Ein Eilzug entgleiste und zertrümmerte den letzten Wagen eines entgegenkommenden Personenzuges.
- 5. Juni 1970 – Celle, Niedersachsen: Bei der Durchfahrt durch den Südkopf des Bahnhofs Celle entgleiste der Schnellzug D 47 „Konsul“ in einem mit Weichen versehenen Gleisbogen. Fünf Menschen starben. Unfallursache war eine Kombination aus frisch gestopftem Gleis, der relativ hohen Geschwindigkeit des Zuges von 155 km/h und dem Fahrverhalten der Lokomotive der Baureihe 112, die das Gleis soweit verformte, dass die schließenden Wagen 5–11 des Zuges entgleisten.[92]
- 8. Juni 1970 – Alfeld, Niedersachsen: Der Schnellzug D 588 entgleiste um 16:23 Uhr bei einer Geschwindigkeit von 125 km/h. Unter den Reisenden gab es Verletzte. Ein Junge, der sich auf einem Weg westlich des Gleises aufhielt, wurde von einem sich lösenden Drehgestell erschlagen. Unfallursache war ein nur provisorisch befestigtes, ausgetauschtes Gleisstück, das sich in der sommerlichen Hitze verformte und das zu frühe Aufheben der dort bestehenden Langsamfahrstelle.[93]
- 5. Oktober 1970 --Elsterwerda: Bei der Entgleisung eines Schnellzugs im Bahnhof Elsterwerda infolge falscher Weichenstellung wurden 24 Reisende meist leicht verletzt, weitere 28 Personen meldeten diverse Prellungen.

### 1971–1980

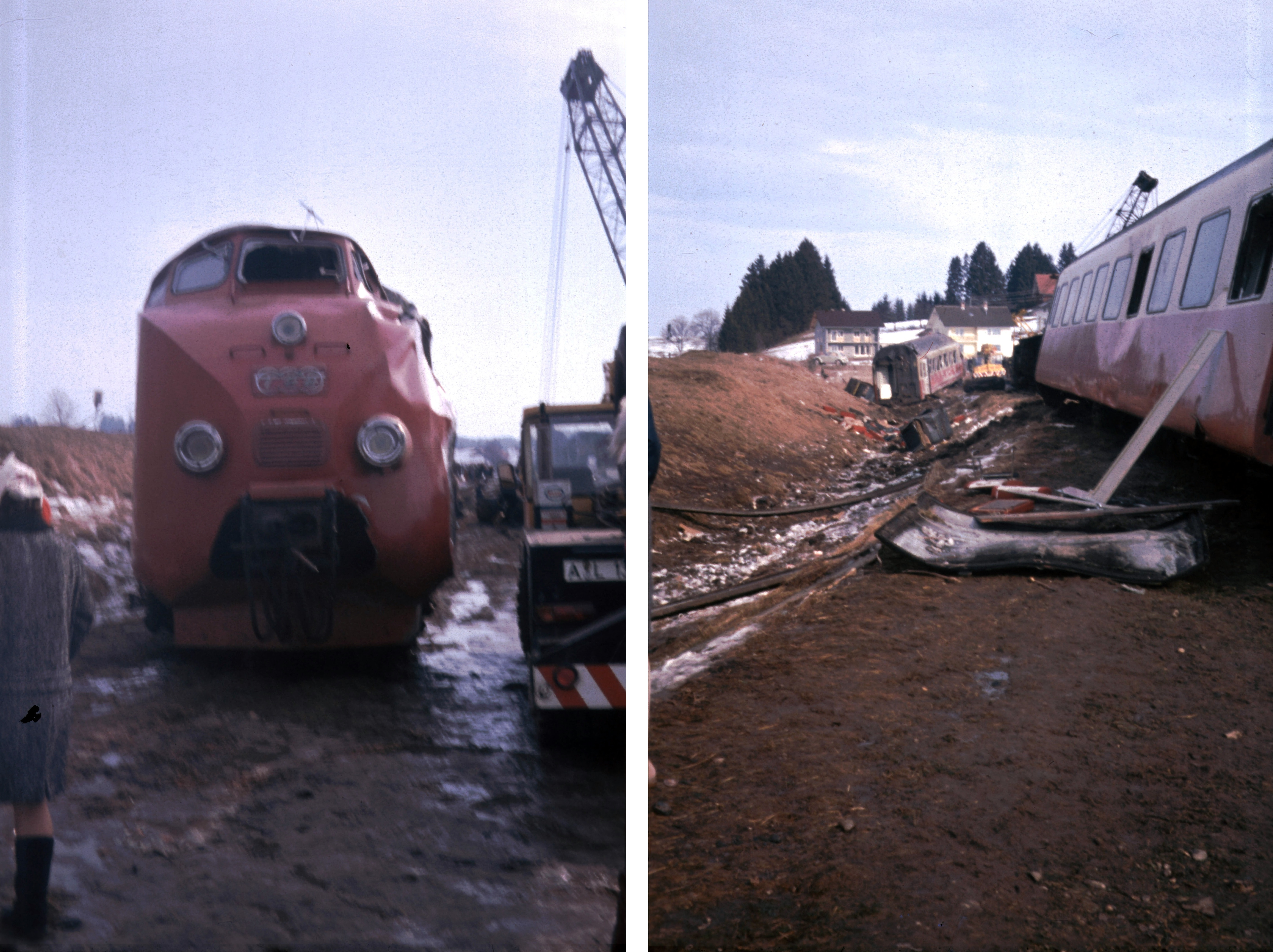
Bergungsarbeiten des am 9. Februar 1971 verunfallten Trans-Europ-Express Bavaria

- 9. Februar 1971 – Aitrang, Bayern: Beim Eisenbahnunfall von Aitrang entgleiste auf der Allgäubahn der Trans-Europ-Express Bavaria wegen überhöhter Geschwindigkeit. Kurze Zeit später fuhr ein aus der Gegenrichtung kommender Schienenbus in die Unfallstelle. 28 Menschen starben, 42 wurden verletzt. Unter den Toten befand sich der Schauspieler und Regisseur Leonard Steckel.
- 15. Februar 1971 – Karlsruhe, Baden-Württemberg: Eisenbahnunfall mit Todesfolge für fünf Personen in einem PKW am Bahnübergang Zeppelinstraße beim Bahnhof Karlsruhe-West.[94]
- 27. Mai 1971 – Radevormwald, Nordrhein-Westfalen: Beim Eisenbahnunfall von Radevormwald stieß auf der Wuppertalbahn ein Schienenbus mit einem Güterzug frontal zusammen. 41 Schülerinnen und Schüler einer Abschlussklasse und fünf Erwachsene starben, 25 Menschen wurden schwer verletzt. Da kein Sprechfunk zur Verfügung stand, konnte der Unfall nicht verhindert werden. Nach dem Unfall wurde in Deutschland die Ausrüstung mit Zugfunk vorangetrieben.
- 21. Juli 1971 – Rheinweiler, Baden-Württemberg: Beim Eisenbahnunfall von Rheinweiler entgleiste der Schweiz-Expreß von Basel nach Kopenhagen auf der Rheintalbahn vor der Einfahrt in den Bahnhof Rheinweiler. 25 Menschen starben, 121 wurden zum Teil schwer verletzt. In der Folge rüstete die Deutsche Bundesbahn auch nicht durch Signale angeordnete Langsamfahrstellen mit Punktförmiger Zugbeeinflussung aus und verkürzte die Reaktionszeiten der Sicherheitsfahrschaltung.
- 31. Dezember 1971 – Hachenburg, Rheinland-Pfalz: Beim Zusammenstoß zweier Züge zwischen Hachenburg und Unnau-Korb starben acht Menschen und 32 (nach anderer Quelle 34) wurden verletzt.[95][96]
- 2. März 1972 – Ingolstadt, Bayern: Beim Eisenbahnunfall von Ingolstadt fuhren zwei Güterzüge zwischen den Bahnhöfen Ingolstadt Nord und Ingolstadt Hbf aufeinander auf, was zu einem Großbrand führte und drei Todesopfer forderte.
- 24. Mai 1972 – Darmstadt, Hessen: Beim Eisenbahnunfall von Darmstadt hatten spielende Kinder eine Planierraupe in Betrieb gesetzt, die auf dem Gleis der Odenwaldbahn zum Stehen kam und von einem Nahverkehrstriebwagen erfasst wurde. Neun Menschen wurden verletzt.
- 30. Oktober 1972 – Schweinsburg-Culten, Bezirk Karl-Marx-Stadt: Beim Eisenbahnunfall von Schweinsburg-Culten überfuhr der von Leipzig nach Karlovy Vary verkehrende Expresszug Karola bei dichtem Nebel das auf Halt stehende Ausfahrsignal und stieß mit dem entgegenkommenden Schnellzug Aue–Berlin zusammen. Dabei starben 22 Menschen, 70 wurden verletzt, von denen weitere sechs in den folgenden Tagen starben.
- 24. April 1973 – Horneburg, Niedersachsen: Beim Eisenbahnunfall von Horneburg entgleiste der Eilzug 1813 um 14:49 auf der Fahrt von Cuxhaven nach Hamburg kurz hinter dem Bahnhof Horneburg. Weil die Schranken nicht rechtzeitig geschlossen wurden, kam es zu einem Zusammenstoß mit einem Lieferwagen. Die ersten Wagen des von einer Diesellok geschobenen Zuges sprangen aus den Schienen. Nach circa 100 m erfasste der erste Wagen in einer leichten Linkskurve einen Oberleitungsmast, wurde von diesem in zwei Teile zerschnitten und stürzte die Bahndammböschung hinab. Vier Tote und 15 Verletzte waren zu beklagen.
- 10. Juli 1973 – Leipzig-Leutzsch, Bezirk Leipzig: Beim Eisenbahnunfall von Leipzig-Leutzsch fuhr ein Schnellzug zu schnell über eine Weiche in ablenkender Stellung, entgleiste und prallte in ein Fahrdienstleiterstellwerk. Vier Tote und 25 Verletzte waren zu beklagen.
- 13. August 1973 – Erdbach, Hessen: Beim Eisenbahnunfall von Erdbach rollten im Bahnhof Mademühlen 16 Güterwagen ab, die von Betriebsfremden entkuppelt worden waren. Nach 15 Kilometern überfuhren sie einen Prellbock und schlugen in ein Wohnhaus ein, wo eine Frau ums Leben kam.
- 5./6. Oktober 1973 – Marl, Nordrhein-Westfalen: Im Bahnhof Marl-Sinsen fuhren nachts ein Schnellzug in eine Rangierlokomotive und kurz darauf ein Güterzug in die entstandenen Trümmer. Die Lokomotiven und viele Wagen stüzten auf die unterhalb liegende Bundesstraße 51. 7 Personen starben und 44 Personen wurden verletzt.[97]
- 5. November 1973 – Guntershausen, Hessen: Beim Eisenbahnunfall von Guntershausen prallte ein Schnellzug auf einen Interzonenzug. Nieselregen, Laub und Schmutz führten zu übermäßig langen Bremswegen der beiden Züge. 14 Menschen verloren ihr Leben, 65 wurden verletzt.
- 10.Dezember 1973 – Raunheim , Hessen: Ein von Frankfurt nach Mainz fahrender Personenzug fuhr kurz vor Raunheim in eine Gruppe von 7 Gleisarbeitern, die offenbar das Warnsignal überhört hatten. Dabei werden fünf Arbeiter getötet. Die Opfer waren alle Gastarbeiter mit Familien in Spanien und Italien und hinterließen gesamt 21 Kinder. Der Lokführer gab an, dass er wegen starker Sonneneinstrahlung aus der Fahrtrichtung nicht habe erkennen können, ob die Arbeiter das Gleis verlassen hatten.[98]
- 7. März 1975 – München, Bayern: Beim Eisenbahnunfall von München-Allach stieß auf der Bahnstrecke München–Ingolstadt bei offenen Bahnschranken ein Personenzug mit einem Omnibus zusammen. Zwölf Menschen starben, fünf weitere wurden verletzt.
- 22. April 1975 – Taben-Rodt, Rheinland-Pfalz: Ein aus Richtung Saarburg kommender Güterzug fuhr auf einen haltenden Eilzug auf. Dabei kamen fünf Menschen ums Leben, 34 weitere wurden verletzt, 17 davon schwer. Die Unglücksursache war vermutlich menschliches Versagen.[99]
- 8. Juni 1975 – Warngau, Bayern: Beim Eisenbahnunfall von Warngau kollidierten zwei Eilzüge, die zwischen Lenggries und München verkehrten, aufgrund eines Fahrdienstleiterfehlers und einer im Fahrplan vorgesehenen Luftkreuzung frontal gegeneinander. 41 tote Fahrgäste und Eisenbahnmitarbeiter, darunter auch beide Lokomotivführer, waren die Folge. Luftkreuzungen wurden daraufhin verboten.
- 22. Juli 1975 – Hamburg-Harburg, Hamburg: Beim Eisenbahnunfall von Hamburg-Hausbruch starben bei einem Frontalzusammenstoß zwischen einem Personenzug und einem Güterzug elf Menschen. Der Lokomotivführer des Nahverkehrszugs hatte ein Signal nicht beachtet. Die Deutsche Bundesbahn wurde kritisiert, weil sie trotz einer Beinahekollision vier Jahre vor dem Unfall auf die Installation eines Vorsignalwiederholers verzichtete.
- 23. Juni 1976 – Eisenach, Bezirk Erfurt: Beim Eisenbahnunfall von Eisenach entgleiste der Transitzug D 354 auf der Fahrt von Berlin nach Paris und kollidierte mit einer Rangierabteilung, die auf eine parallel zum Bahndamm verlaufende Hauptverkehrsstraße stürzte. 26 Personen wurden dabei verletzt, 10 von ihnen schwer. Unfallursache war eine defekte Weiche. Besonderes Aufsehen erregte der Vorfall dadurch, da ein Transitzug auf DDR-Gebiet in einen Unfall verwickelt war.
- 25. August 1976 – Rastatt, Baden-Württemberg: Beim Eisenbahn-Attentat bei Rastatt entfernte „Monsieur X“ 80 Schienenbefestigungsschrauben, worauf ein Güterzug entgleiste. Der Sachschaden belief sich auf eine Million DM.
- 28. März 1977 – Opladen, Nordrhein-Westfalen: Zusammenstoß von 110 397 eines Interzonenzuges mit 112 494. Es starben Menschen und es entstand erheblicher Sachschaden.
- 27. Juni 1977 – Lebus, Bezirk Frankfurt (Oder): Beim Eisenbahnunfall von Lebus stießen ein Urlauberschnellzug mit einem Güterzug frontal zusammen, weil durch das Versehen eines Weichenwärters der Schnellzug auf die falsche Strecke geleitet worden war. 31 Menschen starben, sieben wurden schwer verletzt.
- 17. Oktober 1977 – Riegel am Kaiserstuhl, Baden-Württemberg: Beim Eisenbahn-Attentat bei Riegel am Kaiserstuhl hatte „Monsieur X“ in einer Kurve 132 Schienenschrauben gelöst und das Innengleis verbogen. Der Italia-Express Kopenhagen–Rom entgleiste, wobei zwei Waggons umkippten. 19 Menschen wurden zum Teil schwer verletzt. Der Erpresser wurde verhaftet und saß 18 Jahre in Haft.
- 27. November 1977 – Bitterfeld, Bezirk Halle: Beim Kesselzerknall in Bitterfeld explodierte der Kessel der Lokomotive des Schnellzugs D 567 Berlin–Leipzig, weil das Lokomotivpersonal nach einer größeren Verspätung im Bahnbetriebswerk Berlin Ostbahnhof nur Kohle, aber kein Wasser aufgenommen hatte. Es war die letzte Kesselexplosion einer Dampflokomotive in Deutschland. Dabei starben neun Menschen.
- 28. September 1978 – Seelow, Bezirk Frankfurt (Oder): Beim Eisenbahnunfall von Seelow stießen zwei Durchgangsgüterzüge frontal zusammen. Ein Fahrdienstleiter vergaß, das Ausfahrsignal auf Halt zu stellen. Eine Person wurde getötet und eine schwer verletzt. Veraltete Sicherungsanlagen ohne Streckenblock waren mit ursächlich für die Kollision.
- 1.September 1979 – Tangermünde, Bezirk Magdeburg. gegen 19.15 Uhr entgleiste zwischen den Bahnhöfen Tangerhütte und Demker am Kilometer 41,8 der Schnellzug D 936 Dresden–Salzwedel mit allen 12 Reisezugwagen. Zwei Wagen stürzten um, ein weiterer stellte sich quer zur Fahrtrichtung. Dabei wurden zwei Reisende getötet. 24 Personen wurden verletzt in Krankenhäuser eingeliefert, drei davon schwer. 39 Personen wurden ambulant behandelt. Der Schaden wurde auf 1 Million DDR-Mark geschätzt. Ursache war eine Gleisverwerfung, die sich durch starke Sonneneinstrahlung gebildet hatte.
- 1. Dezember 1979 – Stuttgart-Weilimdorf, Baden-Württemberg: Eine S-Bahn aus Richtung Weil der Stadt fuhr bei Stuttgart-Weilimdorf auf einen vor dem Einfahrsignal von Korntal haltenden Autotransportzug auf. Bei dem Unfall starb eine Person.[100]
- 25. September 1980 – Iserlohn, Nordrhein-Westfalen: Beim Eisenbahnunfall von Iserlohn entgleiste ein Nahverkehrstriebwagen und prallte gegen ein Haus, weil Kinder Steine in die Spurkanäle eines Bahnübergangs gelegt hatten. 13 Menschen wurden verletzt.

### 1981–1990
- 6. Februar 1981 – Essingen, Baden-Württemberg: Zwischen Mögglingen und Essingen kam es zu einer Frontalkollision zwischen dem E 3447 und dem Üg 68452. Beim Übergabezug 68 452 musste im Bahnhof Essingen die Lokomotive umgesetzt werden, damit die Ausweichstelle Mögglingen angefahren werden konnte. Dabei fuhr der Triebfahrzeugführer weiter als vorgesehen und hielt trotz Haltesignale des mitfahrenden Rangierleiters nicht an der Wendeweiche 3 an, sondern beschleunigte sogar noch auf 97 km/h. Bei Kilometer 64,684 kam es zu einer Frontalkollision mit dem E 3447, welcher zu dem Zeitpunkt mit 89 km/h unterwegs war. Der außen auf der Lokomotive mitfahrende Rangierleiter überlebte schwerverletzt den Zusammenstoß und das Zurückschieben der Lok um rund 84 Meter. Die beiden Lokomotivführer wurden beim Zusammenstoß getötet. Glücklicherweise war der Eilzug schwach besetzt, und in den ersten beiden Wagen befanden sich keine Fahrgäste, sodass es unter den Fahrgästen keine Todesopfer gab. Der Unfall forderte 2 Tote und 18 Verletzte, davon 15 schwer (14 Fahrgäste, 1 Bahnmitarbeiter). Der Sachschaden wird mit 2 Millionen DM angegeben, die beiden Lokomotiven – 118 049 und 215 062 – verkeilten sich, die 118 wurde vor Ort abgebrochen, die 215 wieder aufgebaut.[101]
- 6. März 1981 – Tauberfeld, Bayern: Es kam zu einer Flankenfahrt in Folge von Abfahren gegen ein geschlossenes Hauptsignal. Der Dg 78124 hielt für einen Lokomotivführerwechsel auf dem Gleis 2 des Bahnhofs Tauberfeld, der Gegenzug Dg 47949 auf dem Gleis 3. Infolge der Vorschriften befand sich die Weiche des in Ausfahrtrichtung des Gleises 2 liegende Weiche 10 in Richtung Gleis 1 und nicht 3. Der Lokführer des Zuges Dg 78124 fuhr ohne Zustimmung zum Hauptsignal vor, überfuhr dieses und kam auf Zunge der Weiche 12 zum Stehen, womit er im Fahrweg des über das Gleis 1 verkehrenden E 3238 stand. Die Zuglokomotive des E 3238 war die 103 125-1, welche den ersten Güterwagen des Dg 78124 zur Seite schleuderte und auch die Zuglokomotive 150 100-6 auf das Gegengleis schob. Dabei stürzte die 103 den Bahndamm hinunter und wurde dabei so stark beschädigt, dass sie noch vor Ort verschrottet wurde. Alle fünf Personenwagen des E 3238 entgleisten und stürzten zum Teil um, liefen aber auf kein nennenswertes Hindernis auf, sodass die Fahrgäste alle überlebten. Der Lokomotivführer des E 3238 verstarb am 8. März an seinen Verletzungen. Laut dem Bericht der Bahnpolizei Augsburg wurden neun Personen schwer und sechzehn Personen leichter verletzt. Die Verletztenliste der Kriminalpolizei umfasste 32 Namen, darunter den Lokomotivführer des Dg 78124 und den Fahrdienstleiter des Bahnhofs Tauberfeld, die beide einen Schock erlitten. Die Anzahl der Fahrgäste des E 3238 schwankt je nach Quelle zwischen 30 und 50. Der Gesamtschaden betrug rund 5,9 Millionen DM.[102]
- 11. Juni 1981 – Erfurt-Bischleben, Bezirk Erfurt: Beim Eisenbahnunfall von Erfurt-Bischleben entgleiste aufgrund einer Gleisverwerfung der Interzonenzug Düsseldorf–Karl-Marx-Stadt (Chemnitz). 14 Fahrgäste starben, 102 weitere Reisende wurden zum Teil schwer verletzt.
- 6. Juli 1982 – Grabowhöfe, Bezirk Neubrandenburg: Der aus den Lokomotiven 132 457 und 132 499 sowie ČSD-Sitzwagen des D 1278 „Warnow“ gebildete D 523 Rostock–Berlin entgleist zwischen Grabowhöfe und Vielist mit 115 km/h auf einer baustellenbedingten Langsamfahrstelle von 30 km/h. 59 Verletzte und erheblicher Sachschaden sind die Folge.
- 2. August 1982 – Ostercappeln, Niedersachsen: Beim Eisenbahnunfall von Ostercappeln fuhr ein Schnellzug in einen Panzer, den zwei britische Soldaten nach einer Amokfahrt auf den Gleisen der Bahnstrecke Wanne-Eickel–Hamburg zum Stehen gebracht hatten. Die beiden Soldaten kamen ums Leben, der Lokomotivführer und 20 Reisende wurden verletzt.
- 31. Oktober 1982 – Ludwigsfelde, Bezirk Potsdam: Bei dichtem Nebel hatte der Lokomotivführer eines Güterzuges Signale nicht beachtet und war unter den gegebenen Bedingungen mit überhöhter Geschwindigkeit auf den mit rund 800 Personen voll besetzten Personenzug 11 485 Werder–Berlin nahe dem Bahnhof Genshagener Heide aufgefahren. Die Lok verkeilte sich mit dem letzten Wagen. Mit Schneidbrennern mussten die Reisenden aus dem schwer demolierten Wagen befreit werden. Sieben konnten nur noch tot geborgen werden, auch der verursachende Lokführer überlebte den Zusammenprall nicht. 55 Fahrgäste erlitten Verletzungen, davon mussten 21 in den umliegenden Krankenhäusern stationär aufgenommen werden.[103]

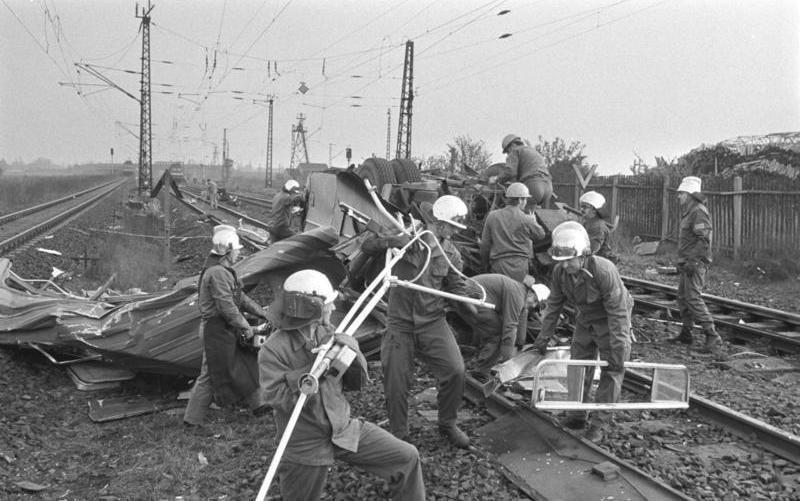
Bergungsarbeiten 1983 auf dem Bahnübergang Neuwiederitzsch.

- 23. April 1983 – Neuwiederitzsch, Bezirk Leipzig: Beim Eisenbahnunfall von Neuwiederitzsch erfasste eine Elektrolokomotive auf einem Bahnübergang einen Linienbus. Grund dafür war das vorzeitige Öffnen der Schranke durch den Stellwerksleiter, nachdem eine planmäßige Zugfahrt der Gegenrichtung den Bahnübergang passiert hatte. Sieben Insassen des Omnibusses wurden getötet und acht Fahrgäste schwer verletzt. Nach dem Unfall wurde die Schrankenanlage durch eine modernisierte signalabhängige Version ersetzt. Der Stellwerksleiter wurde zu 3 Jahren Haft verurteilt.[104]
- 27. Mai 1983 – Königsdorf, Nordrhein-Westfalen: Ein Erdrutsch an einer mangelhaft gepflegten Böschung nach langanhaltenden, starken Regenfällen ließ im Einschnitt des früheren Königsdorfer Tunnels den Wien-Ostende-Express entgleisen. Die führende E-Lok prallte gegen eine Straßenbrücke. Einer der nachfolgenden Wagen wurde durch die Wucht des Aufpralls mittig umgeknickt. Sieben Menschen starben, 23 weitere wurden zum Teil schwer verletzt. Gerüchte hielten sich, Ausschwemmungen aus einem Privatgrundstück hätten den Böschungsrutsch verursacht.
- 5. Juli 1983 – Blankenfelde, Bezirk Potsdam: In den frühen Morgenstunden kollidierten auf dem südlichen Berliner Außenring ein Schnellzug und ein Personenzug. Der Lokomotivführer des Personenzuges hatte im Kreuzungsbereich ein haltzeigendes Signal nicht beachtet. Drei Reisende starben am Unfallort, ein weiterer im Krankenhaus. Außerdem mussten zehn Schwer- und 31 Leichtverletzte behandelt werden.[105]

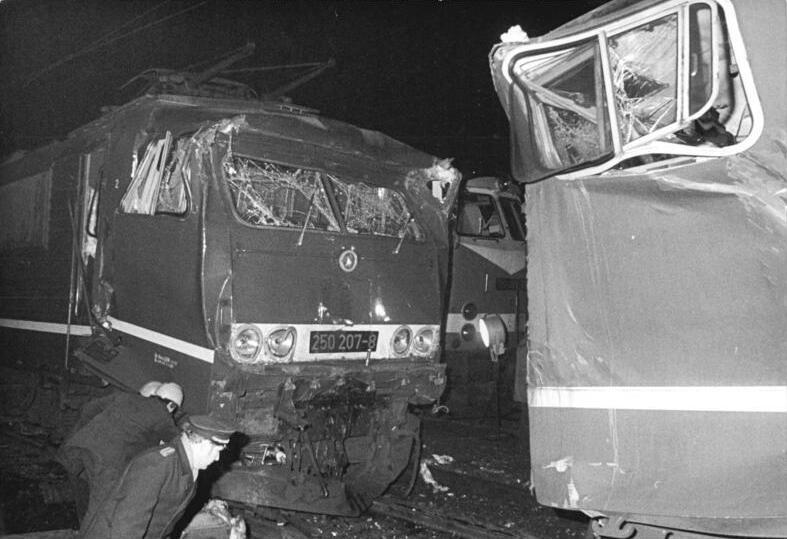
Die Lokomotiven der 1984 in Hohenthurm zusammengestoßenen Züge.

- Die Lokomotiven der 1984 in Hohenthurm zusammengestoßenen Züge. 29. Februar 1984 – Hohenthurm, Bezirk Halle: Beim Eisenbahnunfall von Hohenthurm stießen ein Transitzug und ein Nahverkehrszug zusammen, nachdem der Lokomotivführer des Transitzuges drei „Halt“ zeigende Signale überfahren hatte. Elf Menschen im Nahverkehrszug starben, mindestens 46 wurden verletzt. Besonderes Aufsehen erregte der Vorfall dadurch, dass ein Transitzug auf DDR-Gebiet in einen Unfall verwickelt war.

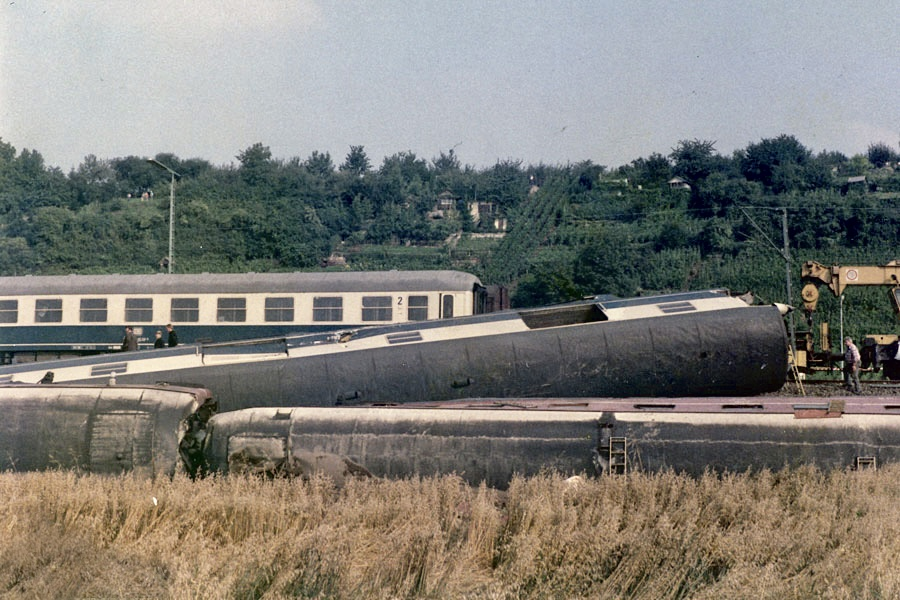
Unfallstelle in Heilbronn mit den Wagen 2, 3 und 4 im Vordergrund.

- 12. August 1984 – Heilbronn, Baden-Württemberg: Beim Eisenbahnunfall von Heilbronn entgleiste der Nachtschnellzug D 890 von Stuttgart nach Hamburg-Altona vor dem Heilbronner Rangierbahnhof wegen überhöhter Geschwindigkeit. Drei Tote, darunter der baden-württembergische Landtagsabgeordnete Josef Wilhelm Hauser, und 57 teilweise schwer Verletzte waren die Folge.
- 11. Dezember 1984 – Prüm, Rheinland-Pfalz: Beim Busunglück von Prüm erfasste eine Diesellokomotive an einem unbeschrankten Bahnübergang einen Schulbus. 5 Menschen starben, viele weitere wurden schwer verletzt.
- 20. März 1985 – Empelde, Niedersachsen: Beim Eisenbahnunfall von Empelde überfuhr ein Kohlezug ein Halt zeigendes Signal, worauf eine Zwangsbremsung ausgelöst wurde. Weil der Durchrutschweg zu kurz war, fuhr ein unmittelbar folgender Kesselwagenzug dem Kohlezug in die Flanke. Ein Kesselwagen geriet sofort in Brand, es bestand akute Explosionsgefahr.
- 23. März 1985 – Altenbeken, Nordrhein-Westfalen: Ein in Altenbeken beginnender Güterzug fuhr aufgrund einer Signalverwechslung an einem Halt zeigenden Signal vorbei und in den Fahrweg eines durchfahrenden Güterzuges. Es kam zu einer Flankenfahrt, wodurch der Triebfahrzeugführer des durchfahrenden Zuges getötet und ein mifahrender Lokführer schwer verletzt wurde.[76]
- 22. Juli 1985 – Zwischen Breithardt und Hohenstein, Hessen (Aartalbahn): Auf der eingleisigen Strecke prallten in einer unübersichtlichen Kurve ein Triebwagen und ein Güterzug frontal zusammen. Fahrzeugführer und Zugführer des Triebwagens kamen dabei ums Leben. Drei Eisenbahner auf der Güterzuglok wurden schwer verletzt.[106]
- 11. Oktober 1985 – Eilsleben, Bezirk Magdeburg: Beim Eisenbahnunfall von Eilsleben stießen zwischen Wefensleben und Eilsleben ein Personenzug und eine Diesellokomotive frontal zusammen, weil wegen Bauarbeiten das Teilstück der Strecke nur eingleisig befahrbar war. Der Unfall forderte 13 Tote.
- 23. November 1985 – Neubrandenburg, Bezirk Neubrandenburg: Auf der Bahnstrecke Neubrandenburg–Friedland kam es zu einem Frontalzusammenstoß zwischen einem Übergabezug und einem GmP (Güterzug mit Personenbeförderung) wegen Mängeln in der Verständigung der beteiligten Eisenbahner. 3 Tote, 21 Verletzte und erheblicher Sachschaden waren die Folge.[107]
- 27. Februar 1986 – Schönefeld, Bezirk Potsdam: Gegen 7.30 Uhr fuhr bei dichtem Nebel auf dem südlichen Berliner Außenring ein Personenzug auf einen haltenden Güterzug auf. Die E-Lok sowie der erste Wagon des Personenzuges wurden so schwer beschädigt, dass der Triebwagenführer nur noch tot geborgen werden konnte. Vier Reisende wurden verletzt, zwei davon schwer. Vom Güterzug entgleisten durch den Aufprall sieben Wagen und stürzten um.[108]
- 8. April 1986 – Lauchhammer, Bezirk Cottbus: Ein Güterzug stieß infolge einer Störung an einem beschrankten Bahnübergang mit einem Linienbus zusammen. Acht Menschen kamen dabei ums Leben, 38 erlitten teils schwere Verletzungen. Wegen der Missachtung des Überwachungssignals (SO 16 – „Halt vor dem Bahnübergang! Weiterfahrt nach Sicherung.“) wurde der Triebfahrzeugführer zu einer einjährigen Gefängnisstrafe verurteilt.[109][110]

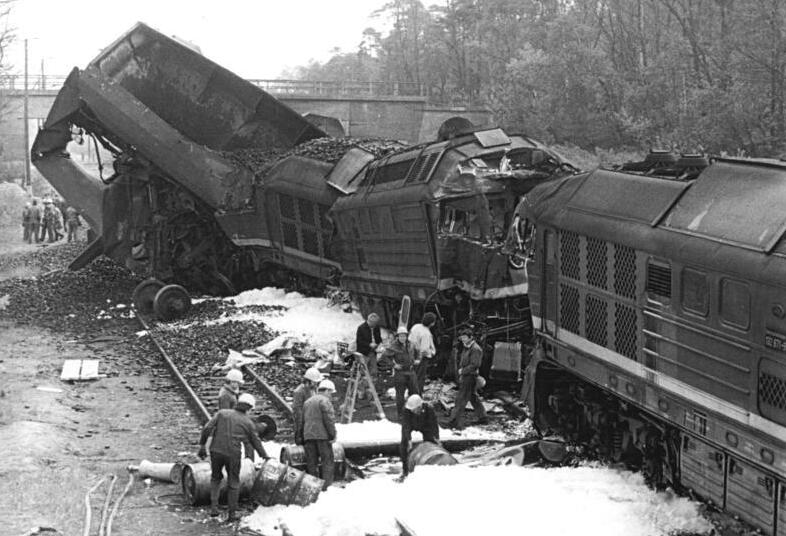
Zerstörte Lokomotiven der DR-Baureihe 132 im Bahnhof Schwarzkollm.

- Zerstörte Lokomotiven der DR-Baureihe 132 im Bahnhof Schwarzkollm. 15./16. Mai 1987 – Schwarzkollm, Bezirk Cottbus: Beim Eisenbahnunfall von Schwarzkollm kollidierten in der Nacht vom 15. zum 16. Mai 1987 zwei Güterzüge. Dabei entgleisten 14 Wagen, von denen zwölf umstürzten. Ein Lokomotivführer erlitt Verletzungen, es entstand erheblicher Sachschaden.
- 10. Dezember 1987 – Lütter, Hessen: Der Triebfahrzeugführer von Lr 33 303 befuhr die Strecke Fulda–Gersfeld und hatte in seinem Buchfahrplan die falsche Seite aufgeschlagen. Deshalb übersah er die planmäßige Kreuzung in Lütter mit dem Nahverkehrszug 5800, einem zweiteiligen Uerdinger Schienenbus. Kurz hinter dem Bahnhof stießen die Züge frontal zusammen. Der Triebfahrzeugführer des Schienenbusses kam dabei ums Leben, 27 Reisende wurden verletzt.[111]
- 19. Januar 1988 – Forst Zinna, Bezirk Potsdam: Beim Eisenbahnunfall von Forst Zinna kollidierte auf der Bahnstrecke Berlin–Halle ein Panzer der Sowjetischen Streitkräfte in Deutschland mit einem Schnellzug. Unter den sechs Todesopfern befanden sich auch die beiden Lokomotivführer, 33 Personen wurden verletzt.

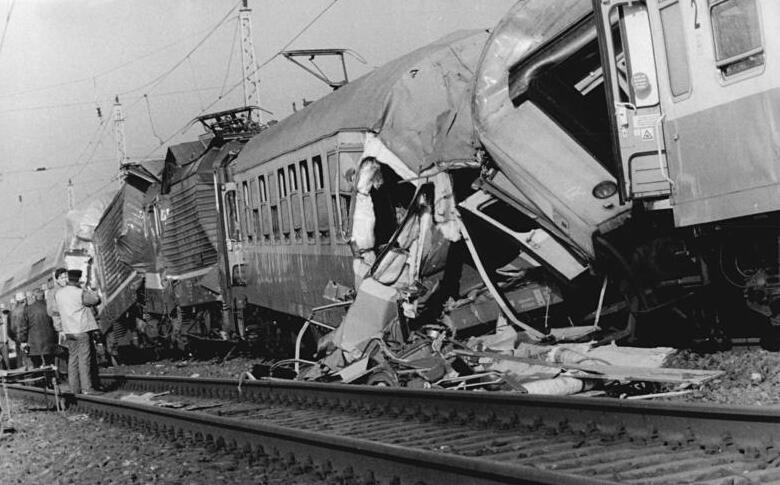
Am 15. Februar 1988 prallte zwischen Schönefeld und Berlin-Karlshorst ein Schnellzug gegen einen Vorortzug.

- 15. Februar 1988 – Berlin-Eichgestell, Ost-Berlin: Auf dem Berliner Außenring fuhr beim Bahnhof Eichgestell der Städteexpress „Rennsteig“ auf die Lokomotive eines Berliner Nahverkehrszuges „Sputnik“ auf, die sich am Zugschluss befand. Die Lokomotiven und je ein Wagen beider Züge entgleisten. Es gab ein Todesopfer, sechs Personen wurden schwer und 28 Reisende leicht verletzt.[112]
- 26. April 1988 – Ferdinandshof, Bezirk Neubrandenburg: Auf der Bahnstrecke von Berlin nach Stralsund stießen zwischen Ferdinandshof und Borckenfriede der D 502 Saalfeld–Stralsund und der D 715 Binz–Leipzig frontal zusammen. Ursache war die Missachtung des Halt gebietenden Ausfahrtsignals im Bahnhof Ferdinandshof durch den Lokführer des D 502.[113] Dabei wurden zwei Personen getötet und 28 verletzt.[114]
- 28. Juni 1988 – Kaiserslautern, Rheinland-Pfalz: Beim Eisenbahnunfall im Heiligenberg-Tunnel fuhr ein Güterzug in Steine, die beim östlichen Tunnelportal auf die Gleise gefallen waren. Die Lokomotive und drei Wagen entgleisten und wurden von einem entgegenkommenden Schnellzug erfasst. Ein Fahrgast wurde getötet, zehn schwer und 28 leicht verletzt.

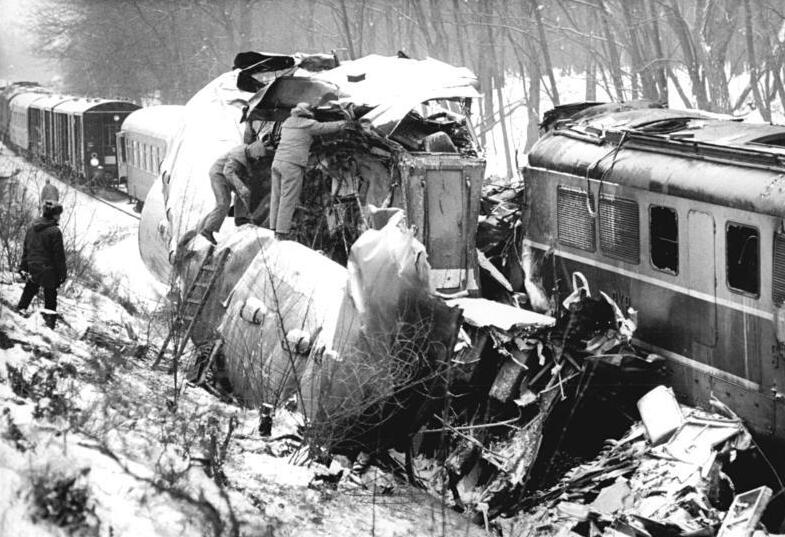
Bergungsarbeiten 1988 zwischen Horka und Bielawa Dolna.

- Bergungsarbeiten 1988 zwischen Horka und Bielawa Dolna. 3. Dezember 1988 – Horka, Bezirk Dresden: Beim Eisenbahnunfall von Horka stießen nahe der Staatsgrenze bei Horka ein aus Polen kommender Güterzug mit einem Dienstzug der Deutschen Reichsbahn zusammen. Dabei kamen fünf deutsche und drei polnische Eisenbahner ums Leben, drei weitere Eisenbahner wurden schwer verletzt.
- 13. März 1989 – Tauer, Kreis Beeskow: Auf dem Betriebsbahnhof Tauer stießen der Personenzug Frankfurt (Oder)–Cottbus und ein Güterzug zusammen.[115][116] Die Lokomotiven beider Züge entgleisten, zwei Personenwagen verkeilten sich ineinander, einer wurde über die Lokomotive geschoben. Zwei Fahrgäste konnten nach stundenlanger mühsamer Rettungsaktion nur noch tot geborgen werden. Vier Reisende und der Lokführer des Personenzuges, der ein Einfahrtssignal nicht beachtet hatte, wurden ins Krankenhaus gebracht, während weitere Fahrgäste mit leichten Verletzungen ambulant betreut wurden.[115]
- 2. Februar 1990 – Rüsselsheim, Hessen: Beim Eisenbahnunfall von Rüsselsheim kam es nach der Ausfahrt einer S-Bahn aus dem Bahnhof trotz Zwangsbremsung nach dem Überfahren eines Halt zeigendes Signals zur Frontalkollision mit einer entgegenkommenden S-Bahn. Der Durchrutschweg war für die erreichte Geschwindigkeit zu kurz. 17 Menschen starben, 145 Menschen wurden schwer verletzt. In der Folge wurde mit PZB 90 die Punktförmige Zugbeeinflussung verbessert.
- 22. März 1990 – Gröbers, Sachsen-Anhalt: Durch menschliches Versagen des Fahrdienstleiters stießen auf Höhe des Bahnhofes Gröbers der D 734 von Leipzig nach Rostock und der im Bahnhof stehende P 7343 von Halle/Saale Hbf nach Leipzig Hbf frontal zusammen. 5 Menschen starben, 38 wurden darüber hinaus verletzt. Beide Züge wurden zerstört.[117][118]

### 1991–2000
- 27. Juli 1991 – Oebisfelde, Sachsen-Anhalt: Der Schnellzug D 448 stieß mit dem Güterzug Gag 46183 frontal zusammen, nachdem letzterer ein Haltesignal missachtete. Der Güterzug transportierte 1.183 Tonnen Superbenzin in 27 Kesselwagen, die sich daraufhin teilweise entzündeten und explodierten. Das Erdreich wurde auf einer Fläche von 1600 Quadratmetern kontaminiert und musste abgetragen werden. Der Schaden belief sich auf 5 Millionen Mark. Beide Lokführer und ein -Lehrling starben. Zudem wurden 21 Menschen verletzt, davon sechs schwer.[119][120]
- 24. Januar 1992 – Lehrte, Niedersachsen: Ein Nahverkehrszug überfuhr bei dichtem Nebel ein Haltesignal und stieß frontal mit einem anderen Nahverkehrszug zusammen. Die E-Lok des einen Zuges schob sich dabei auf den Steuerwagen des anderen und zerstörte dessen Aufbauten auf einer Länge von 16 Metern. Vier Menschen starben, 45 erlitten teils schwere Verletzungen.[121]
- 15. November 1992 – Northeim, Niedersachsen: Beim Eisenbahnunfall von Northeim entgleiste ein Güterzug wegen eines abgebrochenen Puffers. Kurze Zeit später stieß ein aus der Gegenrichtung kommender Schnellzug mit den entgleisten Wagen zusammen. Elf Menschen starben.
- 31. Dezember 1992 – Holthusen, Mecklenburg-Vorpommern: Beim Eisenbahnunfall von Holthusen fuhr aufgrund eines Fehlers des Fahrdienstleiters ein Schnellzug in eine Rangierlokomotive. Der Triebfahrzeugführer des Schnellzuges konnte nur noch tot geborgen werden, vier Personen wurden schwer verletzt.

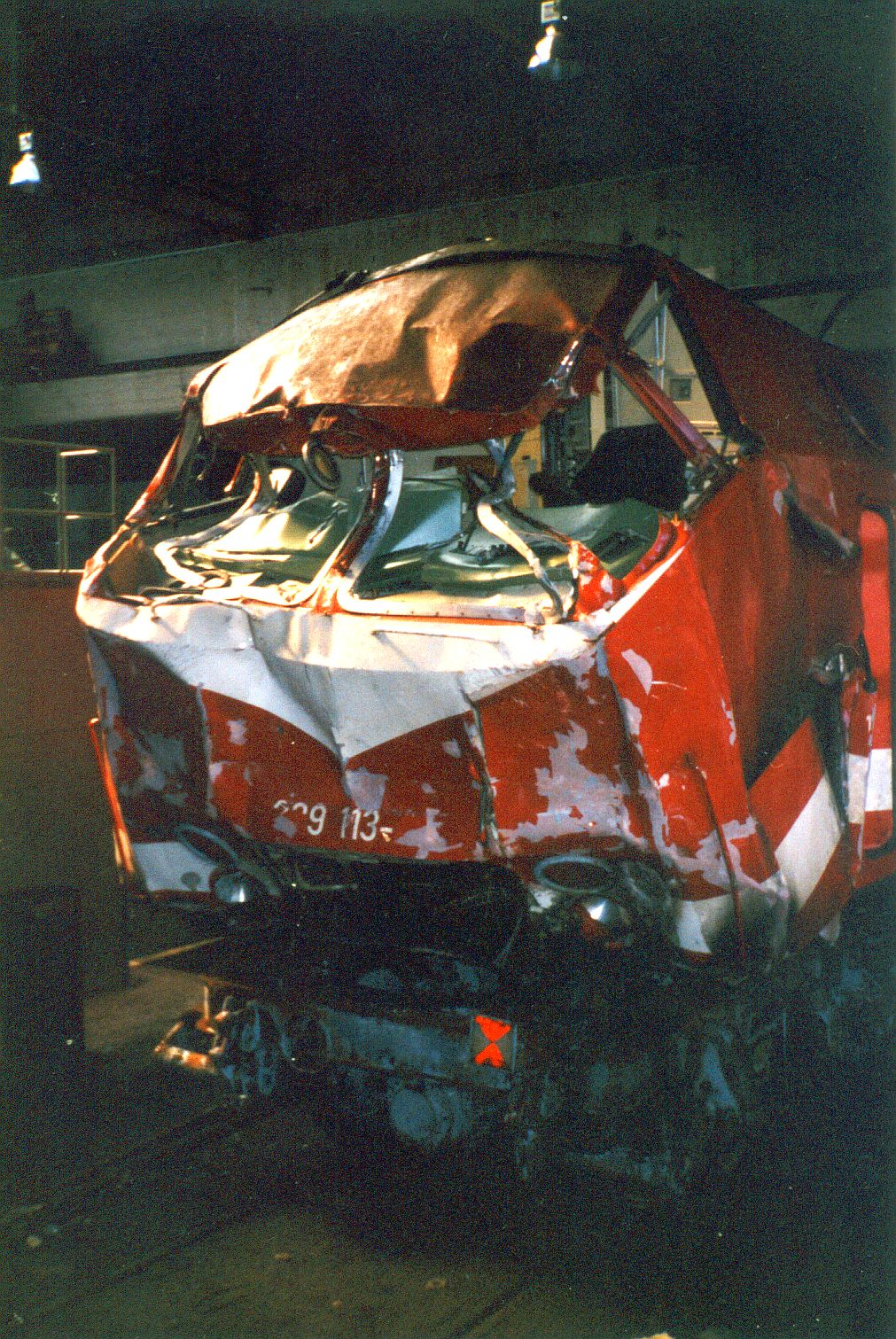
Zuglok 229 des IC nach dem Zusammenstoß in Berlin-Wannsee.

- 9. April 1993 – Berlin-Wannsee, Berlin: Beim Eisenbahnunfall von Berlin-Wannsee stießen ein Intercity und ein Schnellzug beim Bahnhof Berlin-Wannsee frontal zusammen. Drei Menschen starben.
- 22. Dezember 1993 – Raisdorf, Schleswig-Holstein: Im Klosterforst stießen auf der Bahnstrecke Kiel–Lübeck ein Arbeitswagen und ein Eilzug frontal zusammen. 93 Menschen wurden verletzt, einer starb.
- 21. August 1994 – Drei Annen Hohne, Sachsen-Anhalt: Zwischen Drei Annen Hohne und Steinerne Renne kollidierten zwei Personenzüge der Harzquerbahn frontal. Beide Lokomotiven entgleisten, mehrere Waggons wurden ineinander geschoben oder stellten sich quer. Lokomotivführer und Zugführer des talwärts fahrenden Zugs hatten einen Kreuzungshalt im Betriebsbahnhof Drängetal übersehen. 31 Personen wurden teilweise schwer verletzt.[122]
- 29. September 1994 – Bad Bramstedt, Schleswig-Holstein: Beim Eisenbahnunfall von Bad Bramstedt stießen zwei Dieseltriebwagen der Altona-Kaltenkirchen-Neumünster-Eisenbahn frontal zusammen. Dabei starben sechs Menschen, 80 wurden zum Teil lebensgefährlich verletzt.

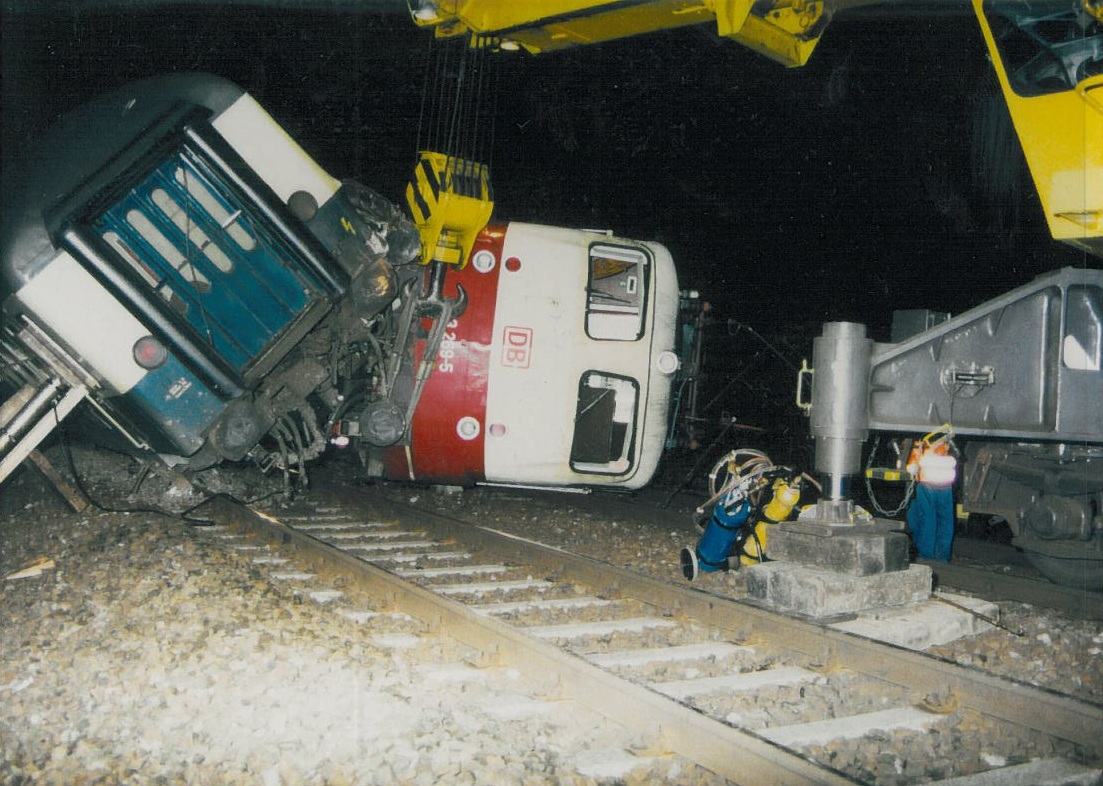
Unfall vom 30. Dezember 1994: Zusammenstoß eines Eilzugs mit einem Auto

- 30. Dezember 1994 – Oberschleißheim, Bayern: Im Bereich des Bahnhofs Schleißheim fuhr ein Auto auf das Gleis und stieß dort mit dem Eilzug München–Passau zusammen. Die Lok der DB-Baureihe 113 kippte um, der erste Wagen entgleiste. Der Autofahrer wurde getötet, acht Passagiere des Zuges wurden leicht verletzt.[123]
- 23. Mai 1995 – Breitenau, Sachsen: Beim Unfall bei Breitenau prallte an einem Bahnübergang in Breitenau ein Nahverkehrszug aus Chemnitz auf einen Bagger, der auf den Gleisen steckengeblieben war. Kurz danach passierte ein entgegenkommender Schnellzug aus Dresden die Unfallstelle. Der Bagger schlitzte drei Waggons des Schnellzugs und einen Wagen des Nahverkehrszuges auf. Drei Menschen kamen ums Leben, fünfzehn Personen wurden verletzt, zwei von ihnen schwer.[124]
- 17. August 1995 – Eichwalde, Brandenburg: Ein LKW kann den Bahnübergang nicht räumen und ein Regionalzug fuhr auf. Der Lokführer im Steuerwagen starb.[125]
- 16. Oktober 1995 – Teichwolframsdorf, Thüringen: Zwischen Teichwolframsdorf und Langenbernsdorf stießen eine Regionalbahn und ein wegen Bauarbeiten umgeleiteter Interregio frontal zusammen. Die Regionalbahn war in Teichwolframsdorf abgefahren, ohne die vorgesehene Kreuzung mit dem Interregio abzuwarten. Der Unfall forderte 2 Tote und 15 Verletzte.[126][127]
- 12. Dezember 1995 – Garmisch-Partenkirchen, Bayern: Der Eisenbahnunfall von Garmisch-Partenkirchen war ein durch Nichtbeachtung eines Halt zeigenden Signals verursachter Frontalzusammenstoß mit einem Toten und 51 Verletzten. Außerdem wurde der Gläserne Zug dabei so schwer beschädigt, dass er danach nicht mehr eingesetzt werden kann.
- 1. Juni 1996 – Schönebeck (Elbe), Sachsen-Anhalt: Der Eisenbahnunfall von Schönebeck war eine Entgleisung eines Güterzuges mit anschließender Explosion und Brandkatastrophe. 18 Verletzte waren die Folge. Es war einer der größten Unfälle mit Gefahrgut auf deutschen Eisenbahnen.
- 5. Juni 1996 – Kleinfurra, Thüringen: Es kam zum Frontalzusammenstoß der Züge 6655 und 6652 zwischen Kleinfurra und Sondershausen durch Missachtung des „Halt“ gebietenden Ausfahrtsignals sowie geöffneter Schranken im Bahnhof Kleinfurra. Drei Menschen starben.[128]
- 19. Februar 1997 – Frankfurt-Sachsenhausen, Hessen: Beim Eisenbahnunfall in Frankfurt (Main) Süd fuhr ein Containerzug einem Kesselwagenzug, der ein Signal überfahren hatte, in die Flanke. Zwei mit Benzin beladene Kesselwagen ging in Flammen auf. Die umliegende dichte Wohnbebauung entging nur knapp einer Katastrophe. Bereits am 9. Mai 1996 kam es bei der gleichen Stelle zu einer Flankenfahrt zweier Züge, weil einer der Lokomotivführer ein Signal verwechselt hatte.
- 5. Juli 1997 – Neustadt, Hessen: Beim Eisenbahnunfall von Neustadt (Hessen) rutschten mehrere Stahlrohre von einem Güterwagen ab. Eines der Rohre traf dabei einen entgegenkommenden Regional-Express, beschädigte dessen erste drei Wagen und bohrte sich in den vierten. Sechs Fahrgäste starben, zwei wurden schwer verletzt.
- 20. November 1997 – Elsterwerda, Brandenburg: Beim Eisenbahnunfall von Elsterwerda entgleiste mit überhöhter Geschwindigkeit ein mit Benzin und Dieselkraftstoff beladener Zug, weil seine Bremsanlage nicht ordnungsgemäß in Betrieb genommen worden war. Der Unfall führte zu einer Explosions- und Brandkatastrophe, die zwei Feuerwehrmännern das Leben kostete.
- 22. November 1997 – Cochem, Rheinland-Pfalz: Bei einem Eisenbahnunfall im Kaiser-Wilhelm-Tunnel verlor ein Güterzug eine fünf Tonnen schwere Stahlbramme. Die Lokomotive des entgegenkommenden Zugs fuhr auf die heruntergefallene Bramme auf.
- 9. Dezember 1997 – Hannover-Anderten, Niedersachsen: Beim Eisenbahnunfall von Hannover-Anderten kollidierte ein Güterzug frontal mit einem Personenzug. Dabei wurden 51 Menschen verletzt, mehrere mit Dieselkraftstoff beladene Kesselwagen gerieten in Brand.

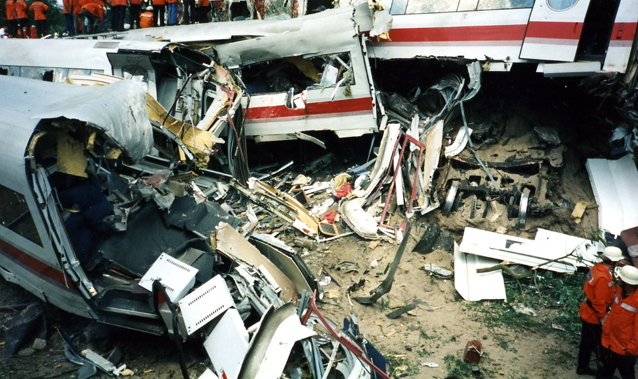
Beim Unfall in Eschede 1998 schoben sich die hinteren Wagen des ICE ineinander.

- Beim Unfall in Eschede 1998 schoben sich die hinteren Wagen des ICE ineinander. 3. Juni 1998 – Eschede, Niedersachsen: Beim Eisenbahnunfall von Eschede brach aufgrund konstruktiver Mängel am ersten Wagen eines ICE 1 ein Radreifen, löste sich und beschädigte eine im Einfahrbereich des Bahnhofs Eschede liegende Weiche. Die nachfolgenden Wagen entgleisten mit 200 km/h und rammten den Mittelpfeiler einer Straßenbrücke. Die einstürzende Brücke fiel auf den fünften und sechsten Wagen, und der Rest des Zuges lief auf diese Trümmer auf. Beim schwersten Eisenbahnunfall in der Geschichte der Bundesrepublik Deutschland kamen 101 Menschen ums Leben, 88 weitere wurden schwer verletzt.
- 18. Februar 1999 – Immenstadt im Allgäu, Bayern: Beim Passieren eines Interregio und eines Intercity sprangen die zwei hinteren Wagen des Intercity aus den Schienen und kollidierten mit der Lokomotive des Interregio. Zwei Menschen starben, 33 wurden verletzt.[129]

- 6. Februar 2000 – Brühl, Nordrhein-Westfalen: Beim Eisenbahnunfall von Brühl entgleiste auf der Linken Rheinstrecke der Schweiz-Express von Amsterdam nach Basel, weil er mit überhöhter Geschwindigkeit über eine Weiche in abzweigender Stellung fuhr. Dabei kamen neun Fahrgäste ums Leben.

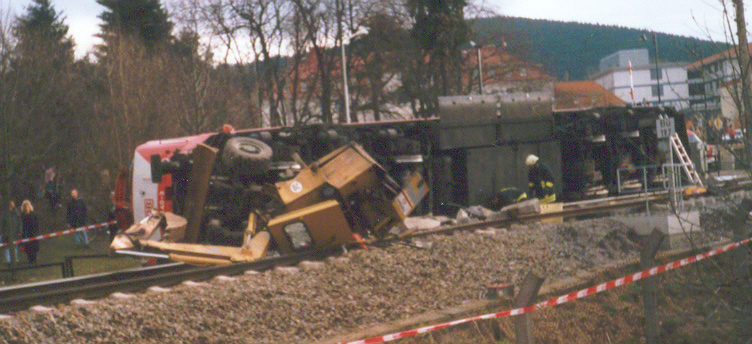
In Ilmenau brachte im Jahr 2000 ein Bagger eine Lok zum Entgleisen

- 13. März 2000 – Ilmenau, Thüringen: Beim Eisenbahnunfall von Ilmenau fuhr ein Bagger über einen Bahnübergang, dessen Schranke defekt war, und wurde von einem herannahenden Zug erfasst. Zwei Menschen wurden schwer verletzt.
- 10. Juni 2000 – Garmisch-Partenkirchen, Bayern: Beim Eisenbahnunfall im Katzenstein-Tunnel kollidierten zwei Züge auf der Talstrecke der Bayerischen Zugspitzbahn frontal. Mindestens 59 Verletzte waren die Folge.
- 29. Juni 2000 – Flughafen Hannover-Langenhagen, Niedersachsen: Beim Eisenbahnunfall am Flughafen Hannover-Langenhagen stießen zwei S-Bahn-Züge zusammen. Bedingt durch die Streckenführung war der entgegenkommende Zug erst kurz vor dem Zusammenstoß sichtbar.

## 21. Jahrhundert

### 2001–2010
- 22. Juni 2001 – Vilseck, Bayern: Beim Eisenbahnunfall von Vilseck prallte auf einem Bahnübergang außerhalb von Vilseck auf der Bahnstrecke Neukirchen–Weiden ein Dieseltriebwagen gegen einen Lastwagen der US-Armee. Drei Menschen starben, neun weitere wurden schwer verletzt.
- 27. September 2001 – Bodolz, Bayern: Beim sogenannten Lindauer Zugunglück stießen nahe dem Bahnhof Enzisweiler zwei überwiegend mit Pendlern und Schülern besetzte Regionalzüge frontal zusammen. 82 Personen wurden verletzt.[130]
- 1. Dezember 2001 – Landesbergen, Niedersachsen: Auf einem Bahnübergang bei Landesbergen der Bahnstrecke Nienburg–Minden prallte eine Regionalbahn gegen ein Schwimmbrückenfahrzeug der Bundeswehr. 22 Fahrgäste wurden leicht, der Lokführer schwer verletzt. Drei Soldaten erlitten leichte Verletzungen.[131]
- 9. September 2002 – Bad Münder am Deister, Niedersachsen: Beim Eisenbahnunfall von Bad Münder führte ein Bremsversagen zum Frontalzusammenstoß zweier Güterzüge, wodurch 40.000 Liter der Chemikalie Epichlorhydrin freigesetzt wurden und sich entzündeten. Die beiden Triebfahrzeugführer erlitten schwere Verletzungen.
- 15. Januar 2003 – Egelsbach, Hessen: Im Landeanflug auf den Flugplatz Frankfurt-Egelsbach blieb ein Flugzeug in der Oberleitung der benachbarten Bahnstrecke Frankfurt am Main–Heidelberg hängen, beschädigte sie erheblich und stürzte ab. Der Pilot erlitt leichte Verletzungen, das Flugzeug wurde schwer beschädigt. Für die erforderlichen Reparaturen musste die stark befahrene Strecke etwa einen Tag lang gesperrt werden.
- 11. Juni 2003 – Schrozberg, Baden-Württemberg: Beim Eisenbahnunfall von Schrozberg stießen zwei Personenzüge auf der Taubertalbahn nördlich von Schrozberg wegen eines Meldefehlers des Fahrdienstleiters frontal zusammen. Sechs Menschen starben, 25 wurden verletzt.
- 16. August 2003 – Neufahrn, Bayern: Beim Eisenbahnunfall von Neufahrn kollidierten zwei S-Bahn-Züge, die kurz zuvor in Neufahrn geflügelt worden waren. Dabei wurden mehrere Menschen verletzt.
- 28. September 2003 – Holzdorf, Thüringen: Zwei Regionalbahnen stießen auf der Bahnstrecke Weimar–Kranichfeld frontal zusammen, nachdem einer der Triebfahrzeugführer die Fahrt fortsetzte ohne eine entsprechende Erlaubnis erhalten zu haben. Eine Reisende starb, 27 Personen wurden darüber hinaus verletzt, 14 von ihnen schwer. Der Sachschaden belief sich auf 2 Millionen Euro.[132]
- 25. Dezember 2003 – Webau, Sachsen-Anhalt: Zwei Kohlezüge stießen auf der eingleisigen Bahnstrecke Großkorbetha–Deuben frontal aufeinander. Grund war die unzulässig gegebene Zustimmung zur Fahrt des einen Zuges. Ein Lokführer starb bei diesem Unfall.[133][134][135][136]
- 30. März 2004 – Rudolstadt, Thüringen: Infolge einer vom Fahrdienstleiter nicht geschlossenen Schranke am Bahnübergang der Breitscheidstraße im Stadtteil Volkstedt kam es zur Kollision zwischen einem Regionalzug und einem querenden Linienbus. Dabei wurden die beiden einzigen Fahrgäste des Linienbusses getötet, 8 Menschen wurden teils schwer verletzt. Der Regionalzug aus Großheringen fuhr aufgrund von Bauarbeiten mit Ersatzsignal.[137][138][139]
- 21. April 2004 – Süßen, Baden-Württemberg: Aufgrund einer falsch gestellten Weiche stieß auf der Bahnstrecke Stuttgart–Ulm eine auf Leerfahrt befindliche Regionalbahn frontal mit einem Messzug zusammen. Die Lokführerin der Regionalbahn starb dabei, die sechsköpfige Besatzung des Messzuges wurde verletzt. Der Sachschaden belief sich auf über 5 Millionen Euro.[140]
- 8. Mai 2004 – München-Berg am Laim, Bayern: Eine S-Bahn stieß frontal mit einem Gleisbauzug zusammen, nachdem letzterer ein Haltesignal überfuhr. Dabei wurden 68 Menschen verletzt, sechs von ihnen schwer. Der Sachschaden wurde auf etwa 3 Millionen Euro geschätzt.[141]
- 26. April 2005 – Haldenwang (Oberallgäu), Bayern: Der Regional-Express 21105 kollidierte mit einem Asphaltfertiger. Dabei kam der Lokführer ums Leben, 15 Menschen wurden teils schwer verletzt. Der Sachschaden wurde auf etwa 3 Millionen Euro geschätzt.[142]
- 12. Oktober 2006 – Dresden, Sachsen: Am S-Bahn-Haltepunkt Dresden-Trachau beging ein Mann Suizid, indem er seinen Pkw vom Bahnsteig auf die Gleise der Bahnstrecke Leipzig–Dresden steuerte. Mit etwa 120 km/h prallte der Regional-Express von Dresden nach Cottbus auf das Fahrzeug, dessen Fahrer sofort tot war, und entgleiste auf der Brücke über die Leipziger Straße. Der Triebwagenführer und drei Reisende kamen verletzt ins Krankenhaus.[143]

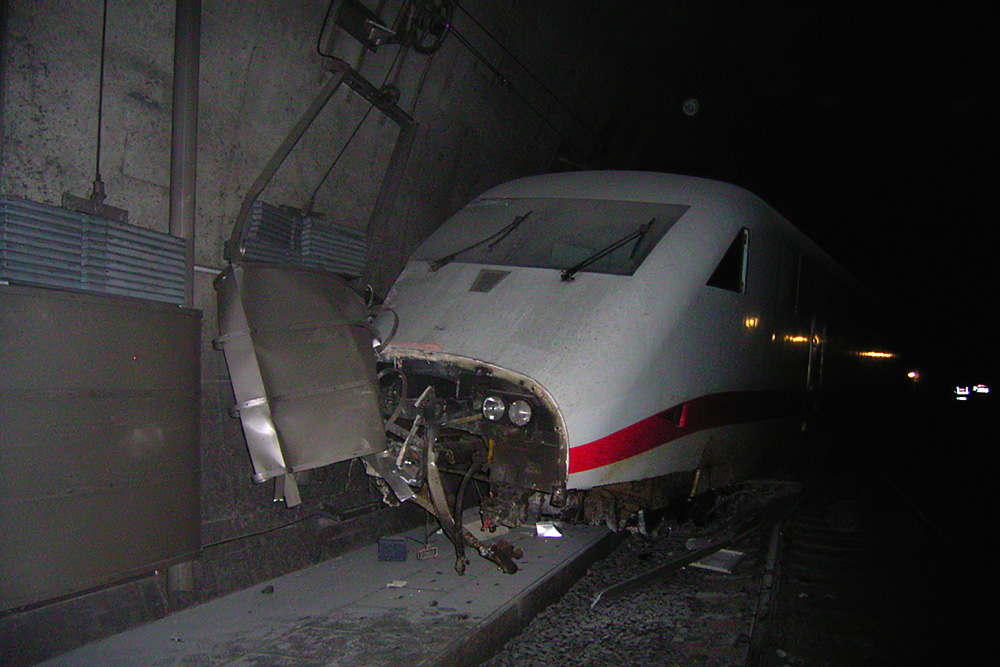
Nach der Kollision 2008 mit einer Schafherde entgleister Triebkopf im Landrückentunnel.

- 1. März 2008 – Brühl, Nordrhein-Westfalen: Bei einem Eisenbahnunfall in Brühl fuhr ein ICE auf einen umgestürzten Baum, der vom Orkan Emma umgeblasen worden war.Nach der Kollision 2008 mit einer Schafherde entgleister Triebkopf im Landrückentunnel. 26. April 2008 – Landrücken, Hessen: Beim Eisenbahnunfall im Landrückentunnel fuhr ein Intercity-Express (ICE) in eine Schafherde, die sich in den Tunnel verlaufen hatte. Beide Triebköpfe und die letzten zehn Mittelwagen entgleisten, 21 Reisende und der Triebfahrzeugführer wurden schwer verletzt.
- 5. November 2008 – Dillenburg, Hessen: Im Güterbahnhof von Dillenburg fuhr ein Kesselwagen-Güterzug in einen anderen Güterzug, der fabrikneue Porsche-Sportwagen geladen hatte. Der Lokführer des Kesselwagen-Zuges wurde leicht verletzt, der Sachschaden belief sich auf ca. 5 Millionen Euro (siehe: hier).

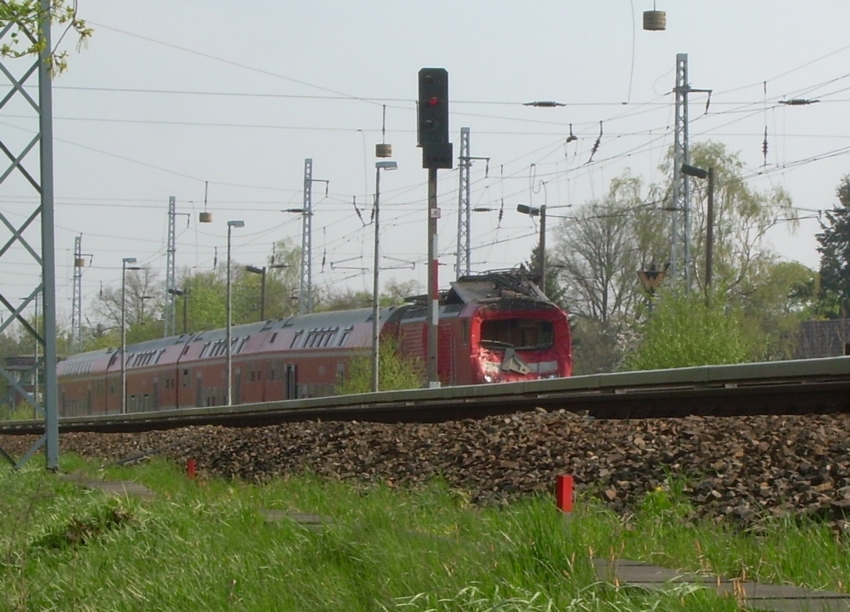
Regional-Express nach dem Unfall im Jahr 2009 in Berlin-Karow.

- 16. April 2009 – Berlin-Karow, Berlin: Beim Eisenbahnunfall von Berlin-Karow fuhr ein Regional-Express auf einen langsam fahrenden Güterzug auf. Die 24 mit Flüssiggas gefüllten Kesselwagen hielten der Belastung stand. Elf Reisende des Regional-Express wurden leicht, der Lokführer schwer verletzt.
- 12. September 2009 – Friedewald, Sachsen: Im Rahmen der 125-Jahr-Feier der schmalspurigen Lößnitzgrundbahn kam es zum Frontalzusammenstoß zweier Sonderzüge auf freier Strecke. 52 Menschen wurden in den beiden stark besetzten Zügen verletzt, vier davon schwer, die beiden historischen Dampflokomotiven stark beschädigt. Die Feierlichkeiten wurden infolgedessen abgebrochen.[144]

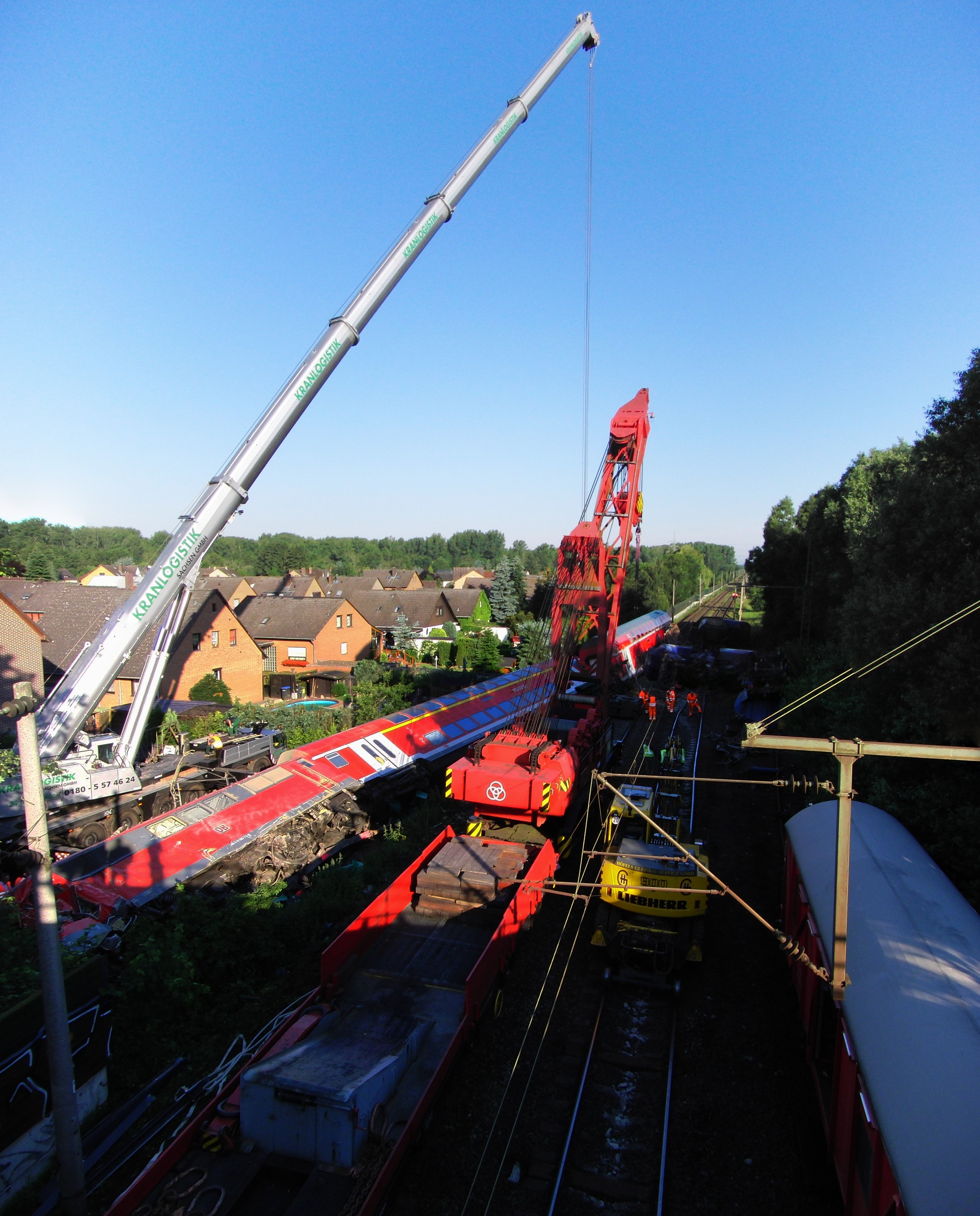
Bergungsarbeiten 2010 in Peine-Horst.

- 20. Januar 2010 – Braunschweig-Rüningen, Niedersachsen: Am Morgen des 20. Januar 2010 kollidierte die RB 14955 der Baureihe 628 auf der Strecke Bahnstrecke Braunschweig–Bad Harzburg am Bahnübergang der L616 in Rüningen mit einem MAN F9-Kipplaster. Der Fahrer des LKW wollte 30 Tonnen Getreide zur angrenzenden Mühle liefern. Da die Tore zu dieser Zeit noch verschlossen waren und das Gelände zu den Gleisen hin nicht eingezäunt war, wollte der Fahrer vom Bahnübergang aus über die Gleise auf das Gelände gelangen. Dabei fuhr sich der LKW auf den Schienen fest. Die aus Salzgitter-Lebenstedt kommende Regionalbahn konnte trotz Bemühungen des LKW-Fahrers, den Lokführer zu warnen, nicht mehr rechtzeitig gebremst werden und fuhr von hinten auf den Anhänger des auf den Gleisen stehenden LKW auf. Der führende Motorwagen 628-621 des zweigliedrigen Zuges entgleiste durch den Aufprall und kam auf dem benachbarten Acker schwer beschädigt zum Stillstand. 16 der 58 Fahrgäste wurden verletzt, drei davon schwer. Der Lokführer konnte sich rechtzeitig in Sicherheit begeben. Es entstand ein Sachschaden in Höhe von 2.264.000 Euro.[145][146]
- 16. Juni 2010 – Peine-Horst, Niedersachsen: Beim Eisenbahnunfall von Peine-Horst kollidierte ein Regional-Express Rheine–Braunschweig mit einem unmittelbar zuvor entgleisten Güterzug der Mittelweserbahn. Der Triebfahrzeugführer des Regional-Express-Zuges wurde schwer, ein Zugbegleiter und 18 Reisende leicht verletzt. Grund für den Unfall war ein loser Radreifen an einem Güterwagen.
- 17. August 2010 – Lambrecht, Rheinland-Pfalz: Beim Eisenbahnunfall von Lambrecht erfasste ein ICE einen kurz zuvor auf das Gleis gestürzten Müllwagen. Der führende Wagen des ICE wurde seitlich auf ganzer Länge aufgeschlitzt, 15 Reisende wurden verletzt. Der Fahrer des Müllwagens konnte sich vor dem Aufprall aus dem Lkw retten.

### 2011–2020
- 29. Januar 2011 – Hordorf, Sachsen-Anhalt: Beim Eisenbahnunfall von Hordorf auf der Bahnstrecke Magdeburg–Thale stieß ein Harz-Elbe-Express (HEX) von Veolia Verkehr mit einem entgegenkommenden Güterzug der Verkehrsbetriebe Peine-Salzgitter zusammen. Durch den Zusammenstoß kamen zehn Menschen ums Leben, 23 weitere Personen wurden zum Teil lebensgefährlich verletzt.
- 20. Mai 2011 – Müllheim, Baden-Württemberg: Beim Eisenbahnunfall von Müllheim entgleisten acht teilweise mit Gefahrgut beladene Güterwagen beim Bahnhof Müllheim. Rund 300 Anwohner im Umkreis der Unfallstelle wurden wegen Explosionsgefahr evakuiert.
- 20. September 2011 -- Bad Lausick, Sachsen: Ein Autofahrer übersah ein schon wartendes Fahrzeug und schob dieses auf den Bahnübergang. Dessen Fahrer hatte sein Fahrzeug schon vor dem Unfall verlassen. Bei der Kollision mit dem auf den Gleisen stehenden leeren Auto entgleisten drei Wagen des RE 3736 aus Chemnitz mit Ziel Leipzig und einer davon stürzte um. Bei dem Unfall wurden von den 60–70 Fahrgästen[147] etwa 50 Menschen verletzt, 9 von ihnen schwer.[148]
- 30. September 2011 – Girod, Rheinland-Pfalz: Auf dem Bahnübergang der L314 in Girod (Strecke 3071, Limburg-Siershahn), dessen technische Sicherung mit den beiderseits der Fahrbahn stehenden roten Blinkleuchten einwandfrei funktioniert hat, fuhr ein PKW mit rund 100 km/h in den 15. von 20 Waggons des aus Limburg kommenden, leeren Tonzuges. Im Zuge des Aufpralls ist ein Drehgestell des unbeladenen, mehr als 20 Tonnen schweren Waggons aus dem Gleis gesprungen. Zwischen Girod und Montabaur, wo der Tf von der Polizei auf den Unfall aufmerksam gemacht wurde, zerstörten im weiteren Verlauf mehrere, aus den Gleisen gesprungenen Waggons, Gleise, Schwellen und Weichen und verursachten einen Schaden in Millionenhöhe. Der Fahrer des PKW wurde durch diesen Unfall schwer verletzt.[149][150]
- 13. Januar 2012 -- Langenhorn, Schleswig-Holstein: Ein Zug der Nord-Ostsee-Bahn auf dem Weg von Westerland nach Bredstedt kollidierte mit einer Rinderherde und entgleiste. Ein Fahrgast starb.[151]
- 13. April 2012 – Mühlheim am Main, Hessen: Bei einem Eisenbahnunfall in Mühlheim am Main gleiste ein Bauleiter ein Zweiwegefahrzeug versehentlich auf einem nicht gesperrten Gleis auf. Eine Regionalbahn fuhr mit ihrem Doppelstock-Steuerwagen auf das Baufahrzeug auf. Der Triebfahrzeugführer der Regionalbahn und die beiden Männer auf dem Baufahrzeug starben.
- 24. Juli 2012 – Stuttgart, Baden-Württemberg: Am 24. Juli 2012 sowie am 29. September und am 9. Oktober kam es zu Entgleisungen in Stuttgart Hbf.[152] Hauptursache war die Überpufferung des überlangen jeweiligen Speisewagens mit anderen Wagen in den geschobenen Wendezügen.[153]
- 26. Juli 2012 – Hosena, Brandenburg: Bei einem Eisenbahnunfall in Hosena stießen im Bahnhof Hosena zwei Güterzüge wegen nicht funktionierender Bremsen zusammen. Ein Weichenwärter im zerstörten Stellwerk konnte nur noch tot geborgen werden, einer der Lokomotivführer wurde schwer verletzt.
- 30. November 2012 – Stuttgart-Feuerbach, Baden-Württemberg: Drei beladene Güterwagen rollten vom Güterbahnhof Kornwestheim in Richtung Stuttgart Hbf und prallten gegen 04.05 Uhr im Bahnhof Feuerbach gegen einen Prellbock. Dank der Tageszeit und eines aufmerksamen Fahrdienstleiters kam es nur zu erheblichem Sachschaden.[154]
- 5. September 2013 – Bremen Hauptbahnhof: Um 05.51 Uhr entgleisten die Lokomotive und der erste Wagen eines aus fünf Doppelstockwagen gebildeten Regionalzugs kurz vor Erreichen des Bahnsteigs bei einer Geschwindigkeit von etwa 38 km/h. Unter dem aus Rotenburg (Wümme) kommenden Wendezug hatte sich eine Weiche umgestellt. Das erste Drehgestell der Lokomotive befuhr noch wie vorgesehen den abzweigenden Strang, aber das zweite Drehgestell der Lok und das erste des ersten Wagens entgleisten. Fünf nachfolgende Drehgestelle passierten die Weiche auf dem geradeaus führenden Strang, ehe der Zug nach 70 Metern per Zwangs- und Schnellbremsung zum Stehen kam. Zwei Reisende und zwei Betriebsangehörige wurden verletzt. Infrastrukturseitig wurden die Schäden auf 150.000 Euro beziffert, auf Seiten des Eisenbahnverkehrsunternehmens Metronom auf 2,5 Millionen Euro. Die Ursachenermittlung ergab, dass der örtlich zuständige Fahrdienstleiter die Einfahrzugstraße unzulässig mit einer Hilfshandlung vorzeitig aufgelöst hatte, woraufhin die Weiche selbsttätig in ihre definierte Vorzugslage – zum durchgehenden Strang – umlief. Die Ermittlung ergab weiter, dass sich bei dem praktizierten Betriebskonzept (Wende am Bahnsteig) im Zusammenhang mit der projektierten Sicherungstechnik und der Anordnung der gewöhnlichen Halteplätze die Einfahrzugstraße gar nicht selbsttätig auflösen konnte. Somit konnten in dem Bereich neue Fahrstraßen nicht eingestellt werden, wie es für fahrplanmäßig vorgesehene Zugbewegungen erforderlich gewesen wäre. Zur Durchführung des normalen Betriebs war daher die unzulässige Hilfshandlung seit mindestens acht Jahren mindestens fünfzehnmal am Tag praktiziert worden.[155][156]
- 26. Oktober 2013 – Gladbeck West, Nordrhein-Westfalen: Wegen eines geschlossenen Absperrhahns an der Druckluftleitung des Bremssystems funktionierte die Bremse des Güterzugs DGS 89025 ungenügend, der Zug überfuhr ein „Halt“ zeigendes Signal und kollidierte mit einem zweiten Güterzug. Der Triebfahrzeugführer des auffahrenden Zuges wurde schwer verletzt, es entstand Sachschaden in Millionenhöhe.[157][158]
- 11. November 2013 – Hosena, Brandenburg: Bei einem Eisenbahnunfall in Hosena fuhr ein unbeladener Ganzzug auf einen stehenden Güterzug auf.

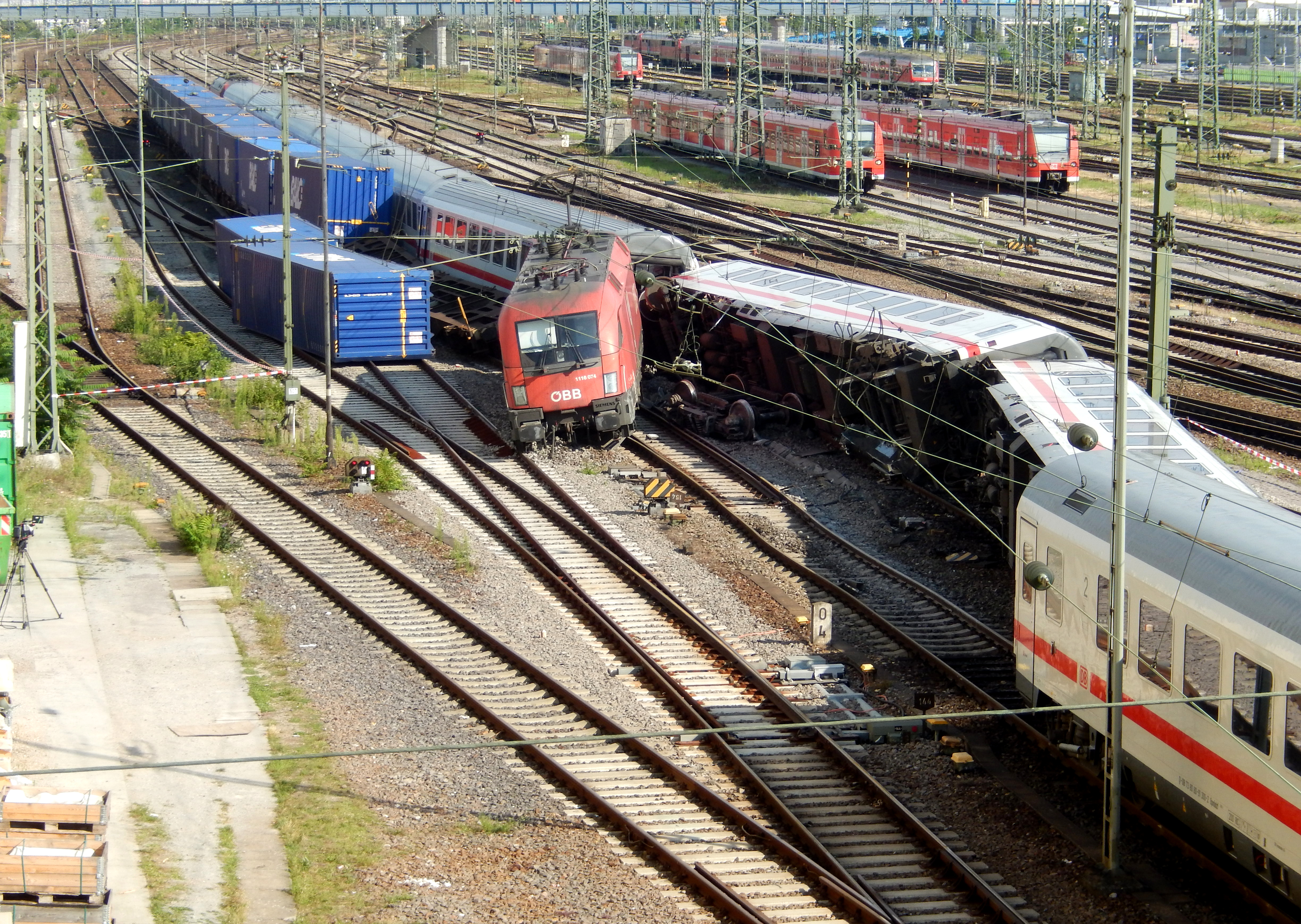
Unfallstelle in Mannheim am 2. August 2014

- 1. August 2014 – Mannheim, Baden-Württemberg: Der Eisenbahnunfall von Mannheim war eine Flankenfahrt eines Güterzuges von ERS Railways in den Eurocity EC 216 Graz–Saarbrücken. Vier Personen wurden schwer, 35 leicht verletzt.[159]
- 16. Mai 2015 – Ibbenbüren, Nordrhein-Westfalen: Ein Triebwagen ET 002  der Westfalenbahn stieß mit einem auf einem Bahnübergang liegengebliebenen Gülleanhänger zusammen. Der Triebfahrzeugführer und ein Fahrgast kamen ums Leben, etwa 20 Personen wurden darüber hinaus verletzt.[160][161]
- 30. Juni 2015 – Egelsbach, Hessen: Beim Eisenbahnunfall von Egelsbach misslang der Start eines Kleinflugzeuges vom Flugplatz Frankfurt-Egelsbach und endete in der Oberleitung der dem Flugplatz benachbarten Bahnstrecke Frankfurt am Main–Heidelberg. Das Flugzeug kollidierte dabei auch mit einem gerade vorbeifahrenden Güterzug. Eine Frau, die im Flugzeug saß, starb, der Pilot wurde schwer verletzt.
- 16. September 2015 – Buxtehude, Niedersachsen: Ein Personenzug der Metronom Eisenbahngesellschaft kollidierte in Buxtehude mit dem auf einem Bahnübergang der Niederelbebahn liegengebliebenen Schulbus. Die Schüler und die Busfahrerin konnten den Bus gerade noch rechtzeitig verlassen. Die eingeleitete Notbremsung des Zuges konnte den Zusammenstoß nicht mehr verhindern. Der Bus und Einrichtungen des Bahnüberganges wurden zerstört. Ein Schüler hat das Ereignis auf Video festgehalten.[162]

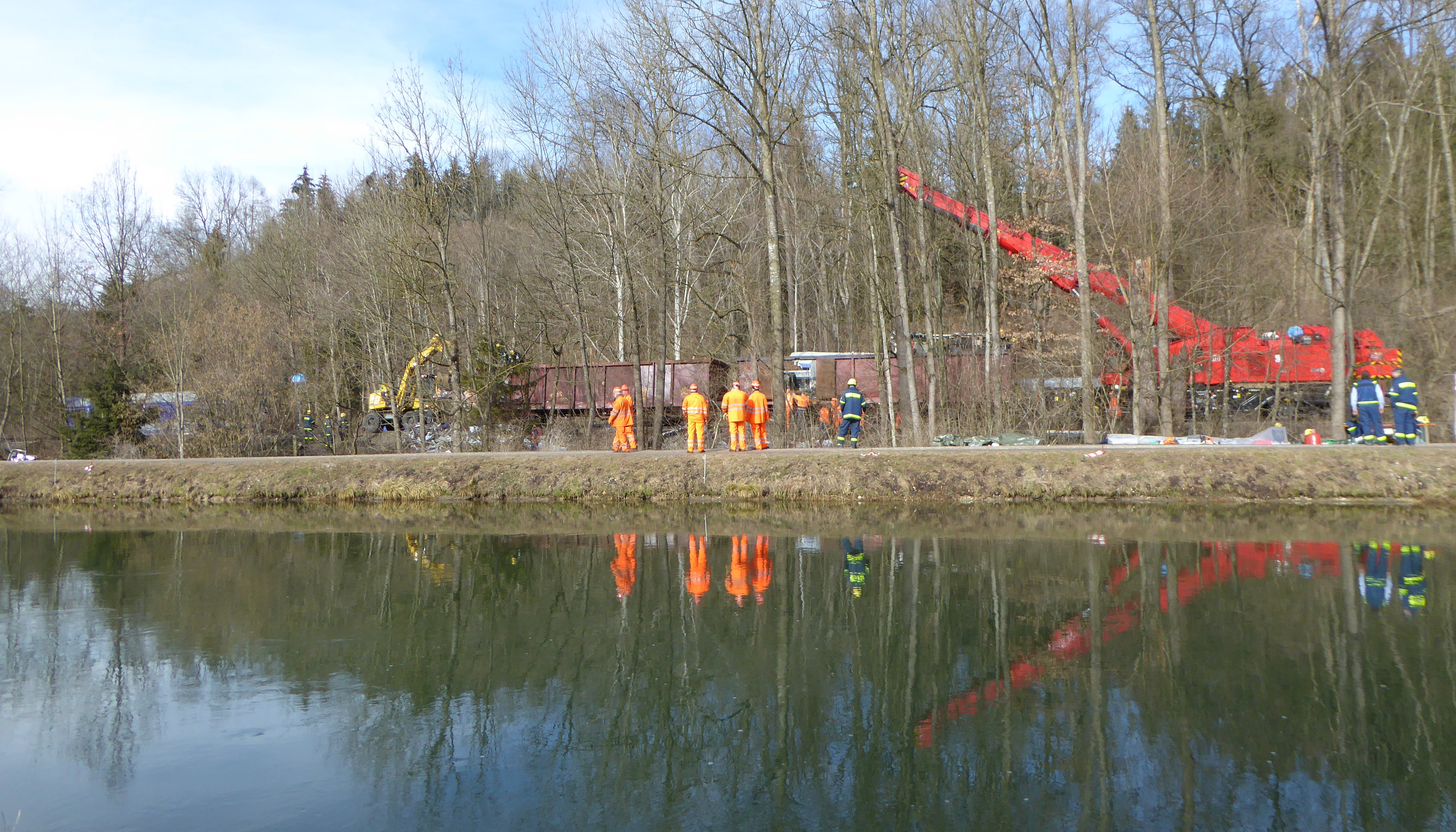
Bergung der am 9. Februar 2016 in Bad Aibling kollidierten Meridian-Züge.

- 5. November 2015 – Freihung, Bayern: Beim Eisenbahnunfall von Freihung erfasste ein Regional-Express auf der Bahnstrecke Neukirchen–Weiden einen auf einem beschrankten Bahnübergang liegengebliebenen Militärtransporter. Der Triebfahrzeugführer und einer der beiden Insassen des Lastkraftwagens starben, vier Fahrgäste wurden schwer verletzt.
- 9. Februar 2016 – Bad Aibling, Bayern: Beim Eisenbahnunfall von Bad Aibling stießen zwei Personentriebzüge auf der eingleisigen Bahnstrecke Holzkirchen–Rosenheim bei Bad Aibling frontal zusammen. Zwölf Menschen starben infolge des Unfalls.
- 20. Oktober 2016 – Leipzig-Engelsdorf, Sachsen: Im Bahnhof Leipzig-Engelsdorf entgleiste eine Rangierabteilung und prallte gegen das Stellwerk W6, das einstürzte. Der dort tätige Mitarbeiter konnte schwer verletzt gerettet werden. Die zuvor vom Stellwerk bedienten Weichen mussten auf Handbetrieb umgebaut werden.[163]
- 17. Februar 2017 – Frankfurt-Griesheim, Hessen: Während einer Rangierfahrt in die Wartungsanlage Griesheim kollidierte der nicht mit Fahrgästen besetzte ICE-Triebwagen Sonneberg, eine ICE-T-Einheit, mit dem Prellbock eines Stumpfgleises. Das führende Fahrzeug entgleiste und landete beschädigt auf einem Bahnsteig des Haltepunktes Frankfurt-Griesheim. Der Triebfahrzeugführer wurde verletzt, der Sachschaden betrug ca. 1,5 Millionen Euro.[164] Ursache war die durch den Triebfahrzeugführer zu spät eingeleitete Bremsung.[165]
- 1. Mai 2017 – Dortmund Hauptbahnhof, Nordrhein-Westfalen: Der ICE 945 entgleiste auf der Bahnstrecke Düsseldorf – Berlin in der Nähe des Dortmunder Hauptbahnhofs. Mehrere Wageneinheiten waren betroffen, sind aber nicht gekippt. Es wurden keine Personen ernsthaft verletzt.[166]
- 15. Juni 2017 – Michelbach an der Bilz, Baden-Württemberg: Drei Wagen des Güterzuges 51894 von Mannheim nach Nürnberg entgleisten, stürzten zum Teil um und beschädigten die Eisenbahninfrastruktur der Bahnstrecke Waiblingen–Schwäbisch Hall-Hessental zwischen Gaildorf West und Schwäbisch Hall-Hessental so erheblich, dass der Abschnitt für zwei Wochen gesperrt blieb.[167]
- 23. Juni 2017 – Gießen, Hessen: Ein in einem Anschlussgleis befindlicher Leerwagenzug aus Kesselwagen, an dessen Spitze sich die Lokomotive 294 822 befand, überfuhr die Gleissperre, die die angrenzende Bahnstrecke Gießen–Fulda vor einem solchen Vorfall schützen sollte. Die Lokomotive und der folgende Wagen entgleisten und ragten anschließend in das Lichtraumprofil der Strecke. Zwischen Gießen und Großen Buseck war die Strecke einen Tag lang gesperrt.[168]
- 30. Juni 2017 – Leese-Stolzenau, Niedersachsen: Auf der eingleisigen Strecke Nienburg–Minden stieß der Güterzug 42597 Antwerpen–Maschen des belgischen Unternehmens Lineas frontal in den Güterzug 42757 Helsingborg–Krefeld der schwedischen Hector Rail. Die beiden Triebfahrzeugführer wurden schwer verletzt. Mehrere Wagen des Zuges 42757 entgleisten, zwei stürzen den Bahndamm hinunter auf eine Straße, der zugseitige Führerstand der Hector-Rail-Lokomotive 241 007 wurde schwer beschädigt.[169][170] Der Sachschaden betrug 8,7 Millionen Euro. Der Fahrdienstleiter hatte den auf dem Regeldurchfahrtsgleis wartenden Zug 42757 vergessen und den Gegenzug 42597 ins selbe Gleis geleitet. Die Strecke diente zum Unfallzeitpunkt wegen Bauarbeiten als Umleitung für Güterzüge zwischen Hamburg und dem Ruhrgebiet. Der Bahnhof Leese-Stolzenau war nicht mit einer Gleisfreimeldeanlage ausgerüstet.[171]

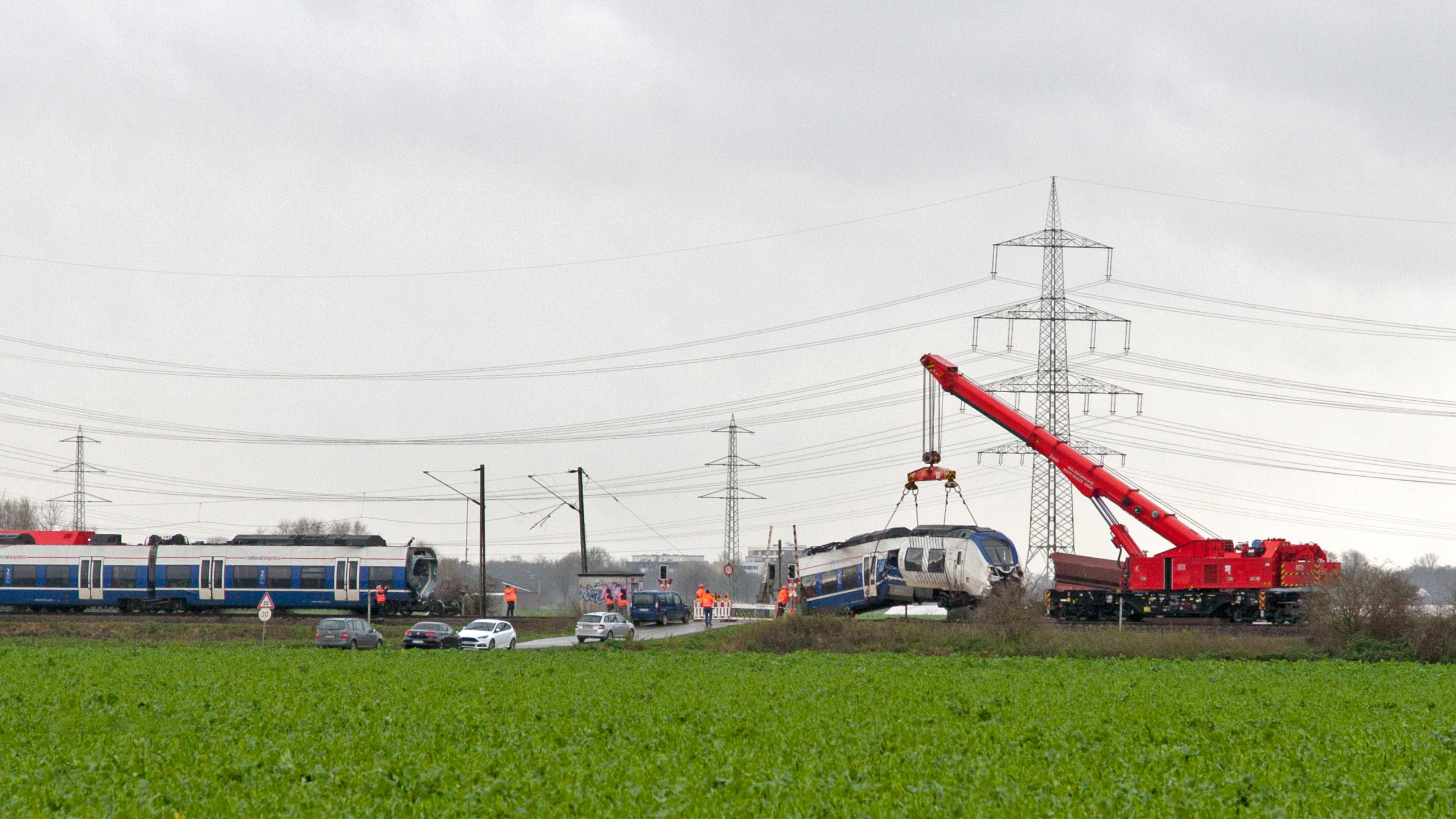
Bergung des in Meerbusch verunfallten Talent 2

- 5. Dezember 2017 – Meerbusch, Nordrhein-Westfalen: Beim Eisenbahnunfall von Meerbusch-Osterath stießen ein Zug der Regional-Express-Linie 7 von National Express im Bereich des Bahnhofs Meerbusch-Osterath und ein Güterzug von DB Cargo zusammen. Von den 155 Personen im Zug wurden 47 verletzt, drei davon schwer.[172]
- 27. April 2018 – München-Riem, Bayern: In der Nacht zum 28. April 2018 entgleiste ein Güterzug von BoxXpress.de auf dem Weg nach Bremerhaven im Bahnhof München-Riem. Vier Gleise sowie die Lokomotive 193 840 und die ersten beiden Güterwaggons wurden erheblich beschädigt und die Oberleitung auf einer Länge von knapp 80 Metern heruntergerissen. In der Folge war die Strecke für etwa eine Woche gesperrt. Der Sachschaden wurde auf über fünf Millionen Euro geschätzt. Unfallursache waren zwei Hemmschuhe, die noch auf den Gleisen lagen, als der Zug anfuhr.[173][174][175]
- 28. April 2018 – Freiburg im Breisgau, Baden-Württemberg: Bei der Einfahrt in den Güterbahnhof Freiburg im Breisgau entgleiste ein aus Novara kommender RoLa-Zug von RAlpin wegen einer unter dem fahrenden Zug umgestellten Weiche. Der Vorfall beschädigte vier Weichen der südlichen Einfahrt in den Güterbahnhof und zog tagelange, umfangreiche Störungen im RoLa-Verkehr nach sich.[176]
- 7. Mai 2018 – Aichach, Bayern: Beim Eisenbahnunfall von Aichach prallte ein Regionalzug der Bayerischen Regiobahn bei der Einfahrt in den Bahnhof Aichach auf einen stehenden Güterzug der K-Rail GmbH. Zwei Menschen starben.
- 6. Juni 2018 – Engen, Baden-Württemberg: Bei Engen fuhr ein Regionalzug der SBB GmbH in eine Schafherde mit etwa 450 Tieren, die ihrem Gehege entkommen war und auf die Gleise gelangte. Rund 50 Schafe wurden getötet.[177][178]
- 12. Oktober 2018 – Dierdorf, Rheinland-Pfalz: Auf der Schnellfahrstrecke Köln–Rhein/Main bei Dierdorf geriet gegen 6:30 Uhr der vorletzte Wagen der hinteren Einheit des mit einer ICE-3-Doppelgarnitur gefahrenen ICE 511 von Köln nach München in Brand. Ursache war eine beschädigte Halterung eines Transformators, der dadurch nicht mehr fest verankert war, durch Eigenbewegung Isolation abrieb, was zu Kurzschlüssen führte, die wiederum Transformatoröl so stark erhitzten, dass es sich entzündete.[179] Der Brand entstand im Unterflurbereich und griff auf den folgenden Endwagen über. Der Wagen, in dem der Brand ausbrach, wurde völlig zerstört, der folgende Endwagen schwer beschädigt, ebenso die Eisenbahninfrastruktur. 510 Menschen mussten aus dem Zug evakuiert werden, dabei wurden fünf leicht verletzt. Es dauerte mehrere Wochen, bevor die Schnellfahrstrecke wieder vollumfänglich betriebsbereit war.[180]
- 28. Oktober 2018 – Freiburg im Breisgau, Baden-Württemberg: Gegen 7 Uhr kollidierte der NJ 401/471 von Hamburg und Berlin nach Zürich im Südwesten von Freiburg im Breisgau mit einem Baustellenfahrzeug, das in das Lichtraumprofil des passierenden Zuges hineinragte. Die Bauarbeiter konnten sich noch rechtzeitig in Sicherheit bringen. Auch im Zug wurde niemand verletzt. Die Strecke blieb für drei Stunden gesperrt. Der Zug wurde nach Freiburg Hbf zurückgezogen, wo die Reisenden auf Ersatzverbindungen verwiesen wurden. Der Zug fuhr dann später leer nach Zürich.[181]
- 6. Februar 2019 – Unkel, Rheinland-Pfalz: Zwei Schiebewandwagen-Doppeleinheiten am Schluss eines Güterzuges gerieten in Brand. Sie waren unter anderem mit Spraydosen beladen. Der Zug konnte im Bahnhof Unkel angehalten werden. Die örtliche Feuerwehr war sofort zur Stelle. Es dauerte aber eine Stunde, bevor es der Bahn gelang, die Oberleitung zu erden, damit die Löscharbeiten beginnen konnten. Wegen der Explosionsgefahr wurden 60 Anwohner evakuiert. Aufgrund der Zerstörungen an der Infrastruktur blieb die Rechte Rheinstrecke zwischen Linz und Rhöndorf vier Tage lang gesperrt.[182]

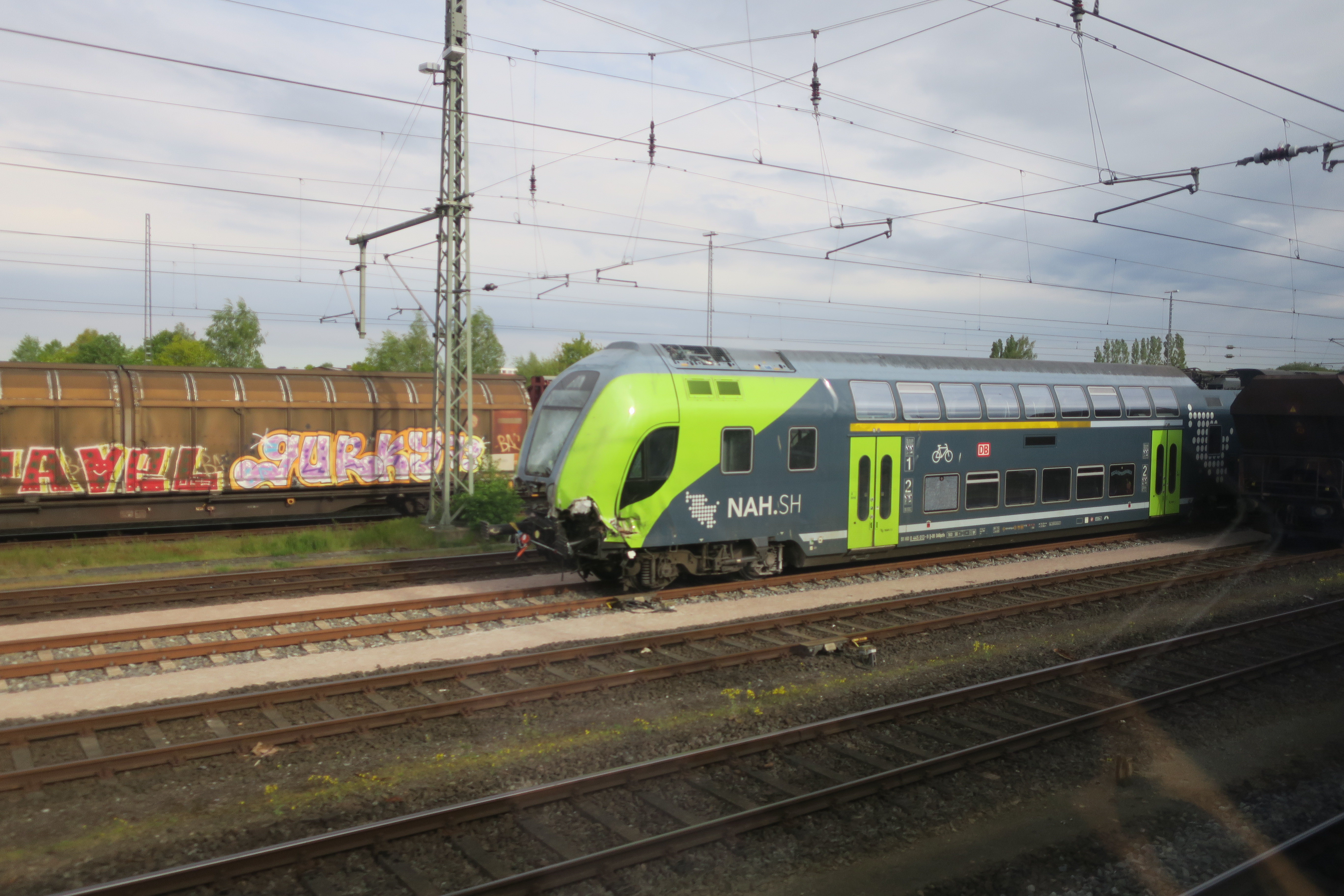
Triebwagen 445 013 nach dem Unfall in Alt Duvenstedt auf dem Güterbahnhof Neumünster.

- 8. Mai 2019 – Alt Duvenstedt, Schleswig-Holstein: Um 4:36 Uhr kollidierte ein Twindexx Vario der Linie RE 7 auf dem Weg von Flensburg nach Hamburg auf einem Bahnübergang in Alt Duvenstedt mit einem Schwerlasttransporter. Bei dem Unfall wurden 25 Fahrgäste verletzt, zwei davon schwer. Der Transporter hatte eine Ramme für eine Arbeitsstelle in der Nähe des Bahnüberganges geladen und mangelnde Bodenfreiheit.[183]
- 22. August 2019 – Wiesau, Bayern: Der Entlaufene Güterzug von Wiesau kam aufgrund eines Bremsversagens ins Rollen und legte führerlos 66 Kilometer zurück. Niemand kam zu Schaden.[184]
- 19. Oktober 2019 – Bezirk Mitte, Berlin: Kurz nach der Abfahrt des mit etwa 760 Reisenden besetzten Sonderzuges DPE 86363 mit Fußballfans von Berlin-Charlottenburg nach Freiburg geriet der zweite Wagen des Zuges auf der Berliner Stadtbahn in Brand. Der Zug wurde in Höhe des S-Bahn-Haltepunkts Berlin Bellevue angehalten, wo alle Reisenden und das Personal unverletzt den Zug verlassen konnten. Der Wagen – ein ehemaliger 1. Klasse-Wagen A4üm(g)-54 / Am202 – brannte aus.[185] Der Schaden betrug 150.000 €. Nach dem Zwischenbericht der Bundesstelle für Eisenbahnunfalluntersuchung vom 17. Januar 2020 war eine überhitzte Heizungsanlage die Ursache, deren Absicherung gegen einen solchen Vorfall nicht funktionierte, weil die Schutzeinrichtung sich verklebt hatte.[186]
- 20. Januar 2020 – Frankfurt (Main) Hauptbahnhof, Hessen: Der RE 4171 von Kassel nach Frankfurt (Main) Hauptbahnhof hatte kurz vor Erreichen des Zielbahnhofs eine technische Störung, die im Haltepunkt Frankfurt (Main) Messe behoben wurde. Dabei wurden die Absperrhähne der Druckluftbremse zwischen der Lokomotive (146 254)  geschlossen und anschließend nicht mehr geöffnet. Das führte dazu, dass der Zug nur noch mit der Lokomotive bremste, als er in Gleis 16 des Kopfbahnhofs Frankfurt (Main) Hauptbahnhof einfuhr. Er fuhr „mit geringer Geschwindigkeit“ auf den Prellbock auf. Eine Reisende wurde schwer, drei weitere Fahrgäste und eine Zugbegleiterin leicht verletzt.[187]
- 22. Januar 2020 – Eichenberg, Hessen: Ein aus Göttingen kommender Güterzug kollidierte im Bahnhof Eichenberg mit dem Kranausleger eines Arbeitsfahrzeuges, der in das Lichtraumprofil des befahrenen Gleises ragte. Zwei Gleisarbeiter wurden schwer, zwei weitere leicht verletzt. Der Triebfahrzeugführer blieb unverletzt, da er sich wegducken konnte.[188]
- 4. Februar 2020 – Bremen-Neustadt, Bremen: Nachdem ein Wagen eines von Oberhausen nach Wilhelmshaven verkehrenden Güterzugs aus 38 Schüttgutwagen (Falns) entgleiste, kam es zu einer Zugtrennung und acht weitere Wagen entgleisten. Oberbau und Oberleitung sowie ein Bahnsteig wurden schwer beschädigt.[189]
- 16. Februar 2020 – Würzburg Hauptbahnhof, Bayern: Gegen 22 Uhr sollte der RE 4636 an Gleis 11 bereitgestellt werden. Der doppelstöckige Twindexx-Zug überfuhr dabei ein „Halt“ zeigendes Rangiersignal, wodurch er in den Fahrweg des gleichzeitig einfahrenden Güterzuges DGS 48959 geriet. Der Güterzug bestand aus Kesselwagen mit Dieselkraftstoff und war von Gelsenkirchen nach Linz unterwegs. Dessen Lokomotive (187 315 mit Dieselhilfsantrieb) fuhr dem zweiten Wagen der Twindexx-Einheit in die Flanke. Beide Fahrzeuge und der erste Kesselwagen entgleisten. Der Tank des Dieselhilfsantriebs der Lokomotive wurde beschädigt. 200 Liter Dieselöl liefen aus.[190] Keine Dienststelle der Deutschen Bahn in weitem Umkreis besitzt mehr die Möglichkeit, eine 87 Tonnen schwere Lokomotive anzuheben. Einzig der Hebestand der DGEG-Museumswerkstatt Würzburg war dazu in der Nähe und geeignet, das verunfallte Fahrzeug auf Loco Buggys zu setzen, um es zur Reparatur abzuschleppen.[191]
- 7. März 2020 – Weißwasser/Oberlausitz, Sachsen: Die Ladung eines Militärgüterzuges der US-Streitkräfte prallte im Bahnhof Weißwasser gegen vier Metallpfeiler der Brücke der B 156 über die Gleisanlagen. Es handelte sich um eine über das Lichtraumprofil hinausragende Kettenabdeckung eines Bergepanzers. Die Brücke wurde irreparabel beschädigt. Wegen der geplanten Elektrifizierung der Strecke und einer dafür unzureichenden Durchfahrtshöhe wäre sie mittelfristig aber ohnehin ersetzt worden.[192][193]
- 2. April 2020 – Auggen, Baden-Württemberg: Auf der Rheintalbahn kollidierte ein mit Lastkraftwagen beladener Güterzug (Rollende Landstraße), gezogen von einer Lok der BLS Cargo, betrieblich verantwortet von SBB Cargo International im Auftrag von RAlpin, mit einem über 100 Tonnen schweren Betonsegment, das kurz zuvor bei Abbrucharbeiten an einer Brücke im Zuge des Aus- und Neubaus der Bahnstrecke Karlsruhe–Basel auf die Gleise gestürzt war.[194] Der Lokführer wurde dabei getötet, von den im Begleitwagen direkt hinter der Lok mitfahrenden LKW-Fahrern wurden zwei schwer und acht leicht verletzt. Im betroffenen Bereich wurden auch die Gleise stark beschädigt.[195][196]
- 15. April 2020 – Berlin-Lichtenberg, Berlin: Beim Befahren einer Weiche entgleiste gegen 21 Uhr der letzte Wagen einer aus dem Bahnhof Berlin-Lichtenberg ausfahrenden S-Bahn der Linie S75. Das entgleisende Fahrzeug beschädigte die seitlich angebrachte Stromschiene, die sich durch den Wagenboden in den Fahrgastraum bohrte und die Scheibe des hinteren Fahrzeugführerraums durchschlug. Der Fahrzeugführer und die 15 Fahrgäste blieben unverletzt.[197]
- 24. April 2020 – Hamminkeln, Nordrhein-Westfalen: Ein VT 648 der Abellio Rail NRW kollidierte um die Mittagszeit, an einem unbeschrankten Bahnübergang der Bahnstrecke Wesel–Bocholt, mit einem PKW und schleifte diesen mit. Die drei Insassen des PKW verstarben in Folge der Kollision. Der Triebfahrzeugführer erlitt einen Schock. Weitere Fahrgäste verletzten sich leicht.[198]
- 22. Juni 2020 – Eichenberg, Hessen: Ein Personenzug der Cantus kollidierte auf der Bahnstrecke Hannover–Kassel zwischen Neu-Eichenberg und Niedergandern mit einer herabhängenden Oberleitung, die zuvor vermutlich beschädigt worden war, weil ein darauf sitzender Vogel eine Verpuffung ausgelöst hatte. Der Zug fing im Frontbereich Feuer, der Lokführer wurde schwer verletzt.[199]
- 30. August 2020 – Niederlahnstein, Rheinland-Pfalz: Beim Eisenbahnunfall von Niederlahnstein entgleiste ein Güterzug auf dem Weg von Rotterdam nach Basel im Weichenbereich des Bahnhofs Niederlahnstein. Erhebliche Sach- und Umweltschäden waren die Folge.

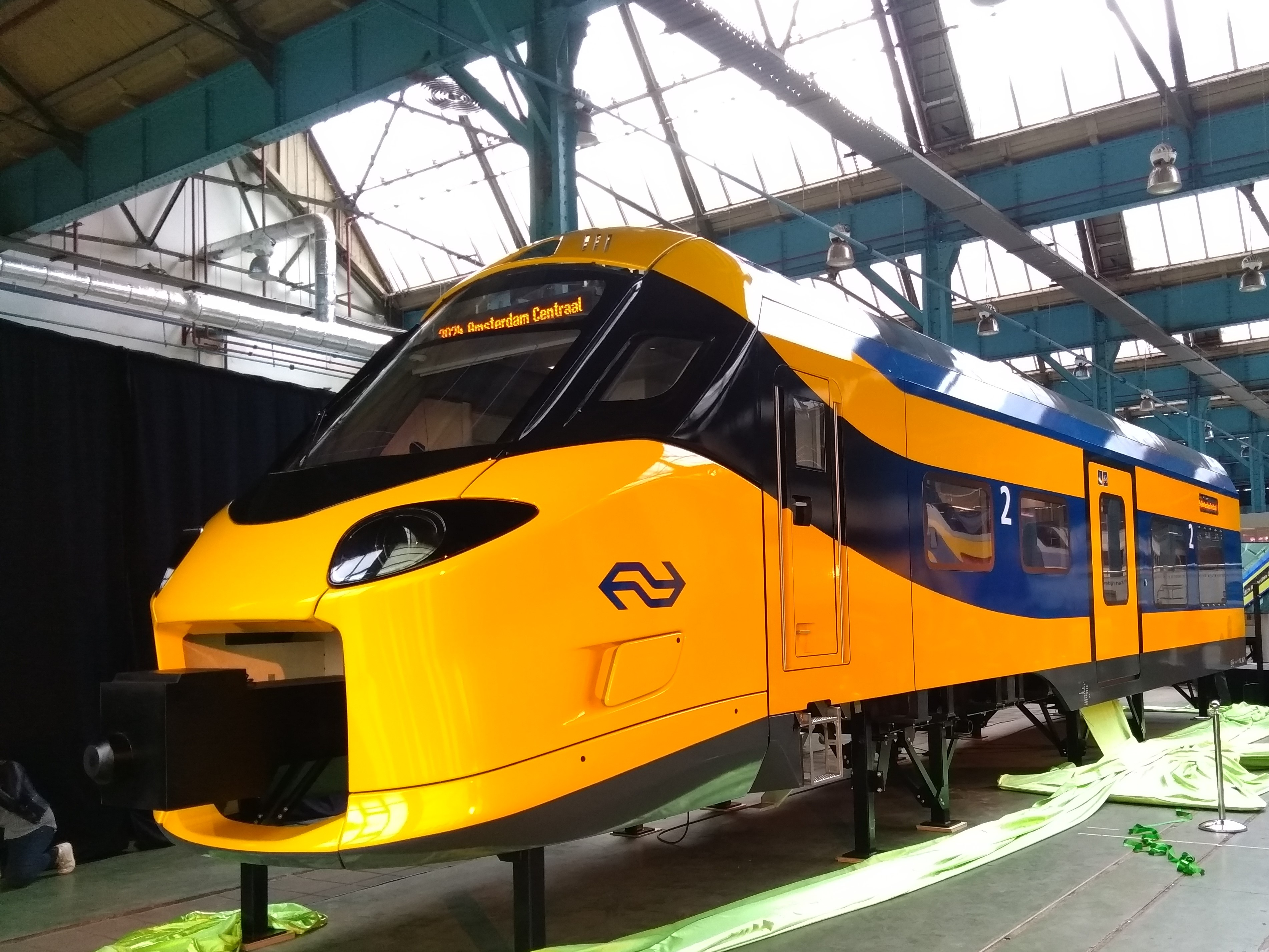
Im Oktober 2020 entgleiste bei einer Überführungsfahrt ein neuer ICNG-Triebzug für die NS.

- 16. Oktober 2020 – Dreileben-Drackenstedt, Sachsen-Anhalt: Bei einer Überführungsfahrt von zwei neuen Triebzügen des Typs Alstom Coradia Stream für die Nederlandse Spoorwegen (NS) kam es vormittags am km 161,93, ca. 800 m östlich des Bahnhofs Dreileben-Drackenstedt auf der Bahnstrecke Braunschweig–Magdeburg zu einer Entgleisung, bei der der Triebfahrzeugführer schwer verletzt wurde. Der Zug überfuhr aufgrund eines Bremsdefektes das „Halt“ zeigende Einfahrtssignal des Bahnhofes, passierte laut mehrerer Augenzeugen einen Bahnübergang bei offener Schranke und entgleiste, nachdem er über eine Schutzweiche und kurz darauf gegen den Prellbock des Gleises 4 fuhr. Die führende Diesellokomotive 214 006 kam auf dem Dach zu liegen, sechs Achsen des vorderen, fünfteiligen Triebzugs entgleisten. Die Feuerwehr konnte ein in der Lokomotive ausgebrochenes Feuer rasch löschen.[200][201][202][203]

### Ab 2021
- 15. Januar 2021 – Gomadingen, Baden-Württemberg: Auf der Strecke Reutlingen–Schelklingen kollidierte auf einem unbeschrankten Bahnübergang in Gomadingen ein Müllfahrzeug mit einem Zug der Schwäbischen Alb-Bahn. Der Lkw kippte gänzlich auf die Seite, der Triebwagen blieb in Schräglage hängen. Der Zugbegleiter wurde schwer, der Triebfahrzeugführer leicht verletzt.[204] Laut Polizeiangaben würde der Zug um diese Uhrzeit etwa 50 Schülerinnen und Schüler transportieren, die aber wegen den Maßnahmen der Corona-Pandemie nicht in die Schule durften.[205]
- 14. Februar 2022 – Ebenhausen, Bayern: Beim Eisenbahnunfall von Ebenhausen-Schäftlarn stießen im Nordkopf des Bahnhofs Ebenhausen-Schäftlarn zwei S-Bahnen frontal zusammen. Ein Mensch starb.
- 19. Mai 2022 – Münster, Hessen: Der Eisenbahnunfall von Dieburg war der Auffahrunfall zweier Güterzüge östlich des Bahnhofs Dieburg, bei dem der Lokomotivführer in der auffahrenden Lokomotive sein Leben verlor.
- 24. Mai 2022 – Blaustein, Baden-Württemberg: Auf der Bahnstrecke Ulm–Sigmaringen stieß ein aus Sigmaringen kommender Triebwagen der Baureihe 612 mit 72 Fahrgästen auf einem Bahnübergang im Ortsteil Arnegg mit einem darauf stehenden Linienbus zusammen. Der Bus geriet durch den Aufprall in Brand und wurde vollständig zerstört. Der Triebwagen entgleiste teilweise und kam etwa 150 Meter weiter zum Stehen. Dreizehn Personen wurden zum Teil schwer verletzt, es entstand hoher Sachschaden. Zum Unfallzeitpunkt befanden sich keine Fahrgäste im Bus.[206]
- 3. Juni 2022 – Burgrain, Bayern: Beim Eisenbahnunfall von Burgrain entgleiste eine Regionalbahn auf freier Strecke. Fünf Reisende starben.
- 3. August 2022 – Rastede, Niedersachsen: Auf der Bahnstrecke Oldenburg–Wilhelmshaven kollidierte auf dem Bahnübergang Liethe in Rastede (Kreis Ammerland) ein Zug der NordWestBahn Linie RE18 von Osnabrück nach Wilhelmshaven mit einem Lkw. Der Fahrer des Lkw starb bei dem Unfall. Von den ca. 200 Fahrgästen und dem Personal der vollbesetzten Bahn erlitten ca. 50 einen Schock, aber blieben körperlich unverletzt. Aufgrund von Bauarbeiten war die automatische Schrankenanlage des Bahnüberganges zum Zeitpunkt des Unfalls außer Betrieb. Dieser musste manuell von drei von der Deutschen Bahn beauftragten Bahnübergangssicherungsposten (BÜP) gesichert werden.[207] Das Amtsgericht Westerstede sprach den verantwortlichen BÜP vom Vorwurf der fahrlässigen Tötung frei. Der Bahnübergang sei ausreichend gesichert gewesen, der Lkw-Fahrer sei beim Überqueren des Bahnübergangs unaufmerksam gewesen.[208]
- 27. September 2022 – Insel Usedom, Mecklenburg-Vorpommern: Am frühen Morgen aus Richtung der Kaiserbäder kommend, nach einer Kurve wenig abgebremst, kollidierte ein Triebzug der Baureihe 646 der Usedomer Bäderbahn bei ca. 80 km/h mit einem 40-t-Kühllaster. Der Triebwagen schob den hinteren Teil des zerstörten Sattelaufliegers noch 50 m vor sich her und entgleiste. Der LKW-Fahrer hatte den Bahnübergang der B111 bei Koserow trotz geschlossenen Halbschranken und Lichtsignal durchfahren, um rechtzeitig eine Supermarktkette zu beliefern. Dies führte zu 10 Verletzten unter den 15 Personen im Zug, davon 2 Schwerverletzte, sowie Sachschäden von weit über 1 Mio. Euro.[209][210]
- 17. November 2022 – Leiferde, Niedersachsen: Beim Eisenbahnunfall von Leiferde kam es zu einem Auffahr- und Gefahrgutunfall zweier Güterzüge auf der Bahnstrecke Berlin–Lehrte, die in der Folge mehr als drei Wochen gesperrt war. Der Lokführer des auffahrenden, mit Propangas beladenen Zuges wurde verletzt, der Sachschaden betrug etwa 4 Millionen Euro.
- 2. Dezember 2022 – Halle (Saale), Sachsen-Anhalt: Am frühen Morgen fuhr bei Schneetreiben eine einzeln fahrende Lokomotive auf der Bahnstrecke Halle–Bebra zwischen dem Hauptbahnhof und Halle-Ammendorf in einen Bautrupp. Ein Sicherungsposten starb, drei weitere Mitglieder der Baumannschaft wurden zum Teil schwer verletzt.[211]
- 10. September 2023 – Geseke, Nordrhein-Westfalen: Gegen 15:30 Uhr entgleiste ein auf der Bahnstrecke Geseke–Büren fahrender Zug aus 14 mit Zementstaub beladenen Silowagen beim Wechsel auf die Bahnstrecke Hamm–Warburg kurz vor dem Bahnhof Geseke. Der Lokführer wurde dabei tödlich verletzt. Es entstand erheblicher Schaden an den Bahnanlagen.[212][213][214][215] Die Bahnstrecke blieb unfallbedingt etwa einen Monat lang gesperrt.[216] Ein Gutachten ergab ein nicht aktiviertes Bremssystem als Ursache für den Unfall. Ein Abschlussbericht der BEU stand im November 2024 noch aus.[217]
- 3. November 2023 – Itzehoe, Schleswig-Holstein: Beim Lokwechsel eines von Sylt kommenden IC prallte in Itzehoe die beifahrende E-Lok auf den stehenden Intercity-Wagenzug. 21 Menschen wurden verletzt. Ein technisches Versagen wird ausgeschlossen.[218]
- 15. November 2023 – Lauenbrück, Niedersachsen: Ein ICE kollidierte auf der Fahrt von Hamburg nach Bremen auf der Bahnstrecke Wanne-Eickel–Hamburg mit einem stehenden Leerzug. Beide Züge wurden so stark beschädigt, dass sie nicht mehr fahrbereit waren.[219] Ein durch den Leerzug belegter Gleisabschnitt war durch die Gleisfreimeldeanlage fälschlich als frei gemeldet worden, nachdem der Zug beim Bremsen gesandet hatte.[220]
- 17. November 2023 – Reichertshausen, Bayern: Ein von Berlin nach München durchfahrender ICE kollidierte auf der Bahnstrecke München–Treuchtlingen im Bahnhof Reichertshausen seitlich mit einem Regionalzug, der ein haltzeigendes Signal überfahren hatte und im Lichtraum des durchgehenden Hauptgleises zum Stehen kam. Sieben Menschen wurden bei der Flankenfahrt leicht verletzt. Ein entgegenkommender ICE aus München konnte rechtzeitig bremsen und kam neben den havarierten Fahrzeugen zum Halten.[221][222]
- 26. April 2024 – Hamburg: Der Gerätewagen eines Hilfszugs mit dem Standard-Lichtraumprofil der Deutschen Bahn befuhr nach einem Einsatz eine Strecke der S-Bahn Hamburg, die ein niedrigeres Lichtraumprofil aufweist, und blieb dabei unter einer Brücke im Nordkopf des Hauptbahnhofs Hamburg stecken. Sieben Mitarbeiter wurden bei dem Unfall verletzt, einer davon schwer. Der Hamburger Hauptbahnhof wurde für zwei Stunden komplett gesperrt.[223]
- 23. Oktober 2024 – Kreuztal, Nordrhein-Westfalen: Im Bahnhof Ferndorf entgleisten aus unbekannter Ursache zwei Wagen eines Güterzuges. Zur Unterstützung bei der Bergung kam ein Hilfszug der Deutschen Bahn aus Köln. Die Bergungsarbeiten dauerten bis in die frühen Morgenstunden des darauffolgenden Tages an. Durch den Unfall entstanden massive Schäden an der Bahnstrecke, welche deshalb auch Mitte November noch gesperrt war. Personen wurde nicht verletzt. Ein Augenzeuge berichtete, er habe sich schnell von der Bahnsteigkante entfernt.[224][225][226][227][228]
- 22. November 2024 – Kerpen, Nordrhein-Westfalen: In der Nacht zum 23. November 2024 prallte ein Güterzug, der auch Gefahrgut geladen hatte, auf einen stehenden Bauzug, wodurch mehrere Wagen entgleisten und einige zerstört wurden. Die Lok des Güterzuges kippte um, der Lokführer wurde schwer, zwei weitere Personen leicht verletzt. Erheblicher Sachschaden entstand auch an der Infrastruktur. Wegen des Gefahrguts kamen Spezialkräfte der Feuerwehr Kerpen zum Einsatz. Rund 85 Einsatzkräfte waren im Einsatz.[229][230] Der Verkehr blieb für längere Zeit beeinträchtigt, da 1800 Betonschwellen auszutauschen waren, aber ein entsprechender Vorrat nicht bestand, die Schwellen also erst produziert werden und dann aushärten mussten.[231]
- 11. Februar 2025 – Hamburg: Beim Eisenbahnunfall von Hamburg-Rönneburg kollidierte der ICE 613 mit einem an einem Bahnübergang stecken gebliebenen Schwertransport. Ein Passagier starb, 25 Menschen wurden verletzt.
- 28. Februar 2025 – Niederheimbach, Rheinland-Pfalz: Im Bahnhof Niederheimbach entgleiste eine Rangierfahrt, als sie auf einen Prellbock auffuhr. Es wurden zwei Personen verletzt, es entstand erheblicher Sachschaden.[232][233]
- 11. März 2025 – Ubstadt-Weiher, Baden-Württemberg: Beim Eisenbahnunfall von Zeutern kollidierte nahe der Ortsausfahrt Zeutern auf der Bahnstrecke Bruchsal–Odenheim („Katzbachbahn“) ein mit mehreren tausend Litern Heizöl beladener Tanklastzug und ein Stadtbahn-Zug. 3 Menschen starben, 11 weitere wurden verletzt.
- 27. Juli 2025 – Riedlingen, Baden-Württemberg: Beim Eisenbahnunfall von Riedlingen entgleiste der Regionalexpress 3227. Mehrere Fahrzeuge kippten um und verkeilten sich. Drei Menschen kamen ums Leben, 41 Fahrgäste wurden verletzt.